# 1914

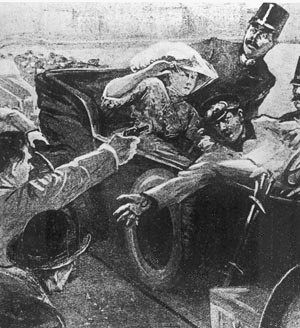
Attentat von Sarajevo, zeitgenössische, nachempfundene Darstellung

Portal Geschichte | Portal Biografien | Aktuelle Ereignisse | Jahreskalender | Tagesartikel

◄ |
19. Jahrhundert |
20. Jahrhundert
| 21. Jahrhundert

◄ |
1880er |
1890er |
1900er |
1910er
| 1920er | 1930er | 1940er | ►

◄◄ |
◄ |
1910 |
1911 |
1912 |
1913 |
1914
| 1915 | 1916 | 1917 | 1918 | ► | ►►
Staatsoberhäupter · Wahlen · Nekrolog · Kunstjahr · Literaturjahr · Musikjahr · Filmjahr  · Sportjahr
| Januar | Januar | Januar | Januar | Januar | Januar | Januar | Januar |
| Kw     | Mo     | Di     | Mi     | Do     | Fr     | Sa     | So     |
| ------ | ------ | ------ | ------ | ------ | ------ | ------ | ------ |
| 1      |        |        |        | 1      | 2      | 3      | 4      |
| 2      | 5      | 6      | 7      | 8      | 9      | 10     | 11     |
| 3      | 12     | 13     | 14     | 15     | 16     | 17     | 18     |
| 4      | 19     | 20     | 21     | 22     | 23     | 24     | 25     |
| 5      | 26     | 27     | 28     | 29     | 30     | 31     |        |

| Februar | Februar | Februar | Februar | Februar | Februar | Februar | Februar |
| Kw      | Mo      | Di      | Mi      | Do      | Fr      | Sa      | So      |
| ------- | ------- | ------- | ------- | ------- | ------- | ------- | ------- |
| 5       |         |         |         |         |         |         | 1       |
| 6       | 2       | 3       | 4       | 5       | 6       | 7       | 8       |
| 7       | 9       | 10      | 11      | 12      | 13      | 14      | 15      |
| 8       | 16      | 17      | 18      | 19      | 20      | 21      | 22      |
| 9       | 23      | 24      | 25      | 26      | 27      | 28      |         |

| März | März | März | März | März | März | März | März |
| Kw   | Mo   | Di   | Mi   | Do   | Fr   | Sa   | So   |
| ---- | ---- | ---- | ---- | ---- | ---- | ---- | ---- |
| 9    |      |      |      |      |      |      | 1    |
| 10   | 2    | 3    | 4    | 5    | 6    | 7    | 8    |
| 11   | 9    | 10   | 11   | 12   | 13   | 14   | 15   |
| 12   | 16   | 17   | 18   | 19   | 20   | 21   | 22   |
| 13   | 23   | 24   | 25   | 26   | 27   | 28   | 29   |
| 14   | 30   | 31   |      |      |      |      |      |

| April | April | April | April | April | April | April | April |
| Kw    | Mo    | Di    | Mi    | Do    | Fr    | Sa    | So    |
| ----- | ----- | ----- | ----- | ----- | ----- | ----- | ----- |
| 14    |       |       | 1     | 2     | 3     | 4     | 5     |
| 15    | 6     | 7     | 8     | 9     | 10    | 11    | 12    |
| 16    | 13    | 14    | 15    | 16    | 17    | 18    | 19    |
| 17    | 20    | 21    | 22    | 23    | 24    | 25    | 26    |
| 18    | 27    | 28    | 29    | 30    |       |       |       |

| Mai | Mai | Mai | Mai | Mai | Mai | Mai | Mai |
| Kw  | Mo  | Di  | Mi  | Do  | Fr  | Sa  | So  |
| --- | --- | --- | --- | --- | --- | --- | --- |
| 18  |     |     |     |     | 1   | 2   | 3   |
| 19  | 4   | 5   | 6   | 7   | 8   | 9   | 10  |
| 20  | 11  | 12  | 13  | 14  | 15  | 16  | 17  |
| 21  | 18  | 19  | 20  | 21  | 22  | 23  | 24  |
| 22  | 25  | 26  | 27  | 28  | 29  | 30  | 31  |

| Juni | Juni | Juni | Juni | Juni | Juni | Juni | Juni |
| Kw   | Mo   | Di   | Mi   | Do   | Fr   | Sa   | So   |
| ---- | ---- | ---- | ---- | ---- | ---- | ---- | ---- |
| 23   | 1    | 2    | 3    | 4    | 5    | 6    | 7    |
| 24   | 8    | 9    | 10   | 11   | 12   | 13   | 14   |
| 25   | 15   | 16   | 17   | 18   | 19   | 20   | 21   |
| 26   | 22   | 23   | 24   | 25   | 26   | 27   | 28   |
| 27   | 29   | 30   |      |      |      |      |      |

| Juli | Juli | Juli | Juli | Juli | Juli | Juli | Juli |
| Kw   | Mo   | Di   | Mi   | Do   | Fr   | Sa   | So   |
| ---- | ---- | ---- | ---- | ---- | ---- | ---- | ---- |
| 27   |      |      | 1    | 2    | 3    | 4    | 5    |
| 28   | 6    | 7    | 8    | 9    | 10   | 11   | 12   |
| 29   | 13   | 14   | 15   | 16   | 17   | 18   | 19   |
| 30   | 20   | 21   | 22   | 23   | 24   | 25   | 26   |
| 31   | 27   | 28   | 29   | 30   | 31   |      |      |

| August | August | August | August | August | August | August | August |
| Kw     | Mo     | Di     | Mi     | Do     | Fr     | Sa     | So     |
| ------ | ------ | ------ | ------ | ------ | ------ | ------ | ------ |
| 31     |        |        |        |        |        | 1      | 2      |
| 32     | 3      | 4      | 5      | 6      | 7      | 8      | 9      |
| 33     | 10     | 11     | 12     | 13     | 14     | 15     | 16     |
| 34     | 17     | 18     | 19     | 20     | 21     | 22     | 23     |
| 35     | 24     | 25     | 26     | 27     | 28     | 29     | 30     |
| 36     | 31     |        |        |        |        |        |        |

| September | September | September | September | September | September | September | September |
| Kw        | Mo        | Di        | Mi        | Do        | Fr        | Sa        | So        |
| --------- | --------- | --------- | --------- | --------- | --------- | --------- | --------- |
| 36        |           | 1         | 2         | 3         | 4         | 5         | 6         |
| 37        | 7         | 8         | 9         | 10        | 11        | 12        | 13        |
| 38        | 14        | 15        | 16        | 17        | 18        | 19        | 20        |
| 39        | 21        | 22        | 23        | 24        | 25        | 26        | 27        |
| 40        | 28        | 29        | 30        |           |           |           |           |

| Oktober | Oktober | Oktober | Oktober | Oktober | Oktober | Oktober | Oktober |
| Kw      | Mo      | Di      | Mi      | Do      | Fr      | Sa      | So      |
| ------- | ------- | ------- | ------- | ------- | ------- | ------- | ------- |
| 40      |         |         |         | 1       | 2       | 3       | 4       |
| 41      | 5       | 6       | 7       | 8       | 9       | 10      | 11      |
| 42      | 12      | 13      | 14      | 15      | 16      | 17      | 18      |
| 43      | 19      | 20      | 21      | 22      | 23      | 24      | 25      |
| 44      | 26      | 27      | 28      | 29      | 30      | 31      |         |

| November | November | November | November | November | November | November | November |
| Kw       | Mo       | Di       | Mi       | Do       | Fr       | Sa       | So       |
| -------- | -------- | -------- | -------- | -------- | -------- | -------- | -------- |
| 44       |          |          |          |          |          |          | 1        |
| 45       | 2        | 3        | 4        | 5        | 6        | 7        | 8        |
| 46       | 9        | 10       | 11       | 12       | 13       | 14       | 15       |
| 47       | 16       | 17       | 18       | 19       | 20       | 21       | 22       |
| 48       | 23       | 24       | 25       | 26       | 27       | 28       | 29       |
| 49       | 30       |          |          |          |          |          |          |

| Dezember | Dezember | Dezember | Dezember | Dezember | Dezember | Dezember | Dezember |
| Kw       | Mo       | Di       | Mi       | Do       | Fr       | Sa       | So       |
| -------- | -------- | -------- | -------- | -------- | -------- | -------- | -------- |
| 49       |          | 1        | 2        | 3        | 4        | 5        | 6        |
| 50       | 7        | 8        | 9        | 10       | 11       | 12       | 13       |
| 51       | 14       | 15       | 16       | 17       | 18       | 19       | 20       |
| 52       | 21       | 22       | 23       | 24       | 25       | 26       | 27       |
| 53       | 28       | 29       | 30       | 31       |          |          |          |

| Januar | Januar | Januar | Januar | Januar | Januar | Januar | Januar |
| Kw     | Mo     | Di     | Mi     | Do     | Fr     | Sa     | So     |
| ------ | ------ | ------ | ------ | ------ | ------ | ------ | ------ |
| 1      |        |        |        | 1      | 2      | 3      | 4      |
| 2      | 5      | 6      | 7      | 8      | 9      | 10     | 11     |
| 3      | 12     | 13     | 14     | 15     | 16     | 17     | 18     |
| 4      | 19     | 20     | 21     | 22     | 23     | 24     | 25     |
| 5      | 26     | 27     | 28     | 29     | 30     | 31     |        |

| Februar | Februar | Februar | Februar | Februar | Februar | Februar | Februar |
| Kw      | Mo      | Di      | Mi      | Do      | Fr      | Sa      | So      |
| ------- | ------- | ------- | ------- | ------- | ------- | ------- | ------- |
| 5       |         |         |         |         |         |         | 1       |
| 6       | 2       | 3       | 4       | 5       | 6       | 7       | 8       |
| 7       | 9       | 10      | 11      | 12      | 13      | 14      | 15      |
| 8       | 16      | 17      | 18      | 19      | 20      | 21      | 22      |
| 9       | 23      | 24      | 25      | 26      | 27      | 28      |         |

| März | März | März | März | März | März | März | März |
| Kw   | Mo   | Di   | Mi   | Do   | Fr   | Sa   | So   |
| ---- | ---- | ---- | ---- | ---- | ---- | ---- | ---- |
| 9    |      |      |      |      |      |      | 1    |
| 10   | 2    | 3    | 4    | 5    | 6    | 7    | 8    |
| 11   | 9    | 10   | 11   | 12   | 13   | 14   | 15   |
| 12   | 16   | 17   | 18   | 19   | 20   | 21   | 22   |
| 13   | 23   | 24   | 25   | 26   | 27   | 28   | 29   |
| 14   | 30   | 31   |      |      |      |      |      |

| April | April | April | April | April | April | April | April |
| Kw    | Mo    | Di    | Mi    | Do    | Fr    | Sa    | So    |
| ----- | ----- | ----- | ----- | ----- | ----- | ----- | ----- |
| 14    |       |       | 1     | 2     | 3     | 4     | 5     |
| 15    | 6     | 7     | 8     | 9     | 10    | 11    | 12    |
| 16    | 13    | 14    | 15    | 16    | 17    | 18    | 19    |
| 17    | 20    | 21    | 22    | 23    | 24    | 25    | 26    |
| 18    | 27    | 28    | 29    | 30    |       |       |       |

| Mai | Mai | Mai | Mai | Mai | Mai | Mai | Mai |
| Kw  | Mo  | Di  | Mi  | Do  | Fr  | Sa  | So  |
| --- | --- | --- | --- | --- | --- | --- | --- |
| 18  |     |     |     |     | 1   | 2   | 3   |
| 19  | 4   | 5   | 6   | 7   | 8   | 9   | 10  |
| 20  | 11  | 12  | 13  | 14  | 15  | 16  | 17  |
| 21  | 18  | 19  | 20  | 21  | 22  | 23  | 24  |
| 22  | 25  | 26  | 27  | 28  | 29  | 30  | 31  |

| Juni | Juni | Juni | Juni | Juni | Juni | Juni | Juni |
| Kw   | Mo   | Di   | Mi   | Do   | Fr   | Sa   | So   |
| ---- | ---- | ---- | ---- | ---- | ---- | ---- | ---- |
| 23   | 1    | 2    | 3    | 4    | 5    | 6    | 7    |
| 24   | 8    | 9    | 10   | 11   | 12   | 13   | 14   |
| 25   | 15   | 16   | 17   | 18   | 19   | 20   | 21   |
| 26   | 22   | 23   | 24   | 25   | 26   | 27   | 28   |
| 27   | 29   | 30   |      |      |      |      |      |

| Juli | Juli | Juli | Juli | Juli | Juli | Juli | Juli |
| Kw   | Mo   | Di   | Mi   | Do   | Fr   | Sa   | So   |
| ---- | ---- | ---- | ---- | ---- | ---- | ---- | ---- |
| 27   |      |      | 1    | 2    | 3    | 4    | 5    |
| 28   | 6    | 7    | 8    | 9    | 10   | 11   | 12   |
| 29   | 13   | 14   | 15   | 16   | 17   | 18   | 19   |
| 30   | 20   | 21   | 22   | 23   | 24   | 25   | 26   |
| 31   | 27   | 28   | 29   | 30   | 31   |      |      |

| August | August | August | August | August | August | August | August |
| Kw     | Mo     | Di     | Mi     | Do     | Fr     | Sa     | So     |
| ------ | ------ | ------ | ------ | ------ | ------ | ------ | ------ |
| 31     |        |        |        |        |        | 1      | 2      |
| 32     | 3      | 4      | 5      | 6      | 7      | 8      | 9      |
| 33     | 10     | 11     | 12     | 13     | 14     | 15     | 16     |
| 34     | 17     | 18     | 19     | 20     | 21     | 22     | 23     |
| 35     | 24     | 25     | 26     | 27     | 28     | 29     | 30     |
| 36     | 31     |        |        |        |        |        |        |

| September | September | September | September | September | September | September | September |
| Kw        | Mo        | Di        | Mi        | Do        | Fr        | Sa        | So        |
| --------- | --------- | --------- | --------- | --------- | --------- | --------- | --------- |
| 36        |           | 1         | 2         | 3         | 4         | 5         | 6         |
| 37        | 7         | 8         | 9         | 10        | 11        | 12        | 13        |
| 38        | 14        | 15        | 16        | 17        | 18        | 19        | 20        |
| 39        | 21        | 22        | 23        | 24        | 25        | 26        | 27        |
| 40        | 28        | 29        | 30        |           |           |           |           |

| Oktober | Oktober | Oktober | Oktober | Oktober | Oktober | Oktober | Oktober |
| Kw      | Mo      | Di      | Mi      | Do      | Fr      | Sa      | So      |
| ------- | ------- | ------- | ------- | ------- | ------- | ------- | ------- |
| 40      |         |         |         | 1       | 2       | 3       | 4       |
| 41      | 5       | 6       | 7       | 8       | 9       | 10      | 11      |
| 42      | 12      | 13      | 14      | 15      | 16      | 17      | 18      |
| 43      | 19      | 20      | 21      | 22      | 23      | 24      | 25      |
| 44      | 26      | 27      | 28      | 29      | 30      | 31      |         |

| November | November | November | November | November | November | November | November |
| Kw       | Mo       | Di       | Mi       | Do       | Fr       | Sa       | So       |
| -------- | -------- | -------- | -------- | -------- | -------- | -------- | -------- |
| 44       |          |          |          |          |          |          | 1        |
| 45       | 2        | 3        | 4        | 5        | 6        | 7        | 8        |
| 46       | 9        | 10       | 11       | 12       | 13       | 14       | 15       |
| 47       | 16       | 17       | 18       | 19       | 20       | 21       | 22       |
| 48       | 23       | 24       | 25       | 26       | 27       | 28       | 29       |
| 49       | 30       |          |          |          |          |          |          |

| Dezember | Dezember | Dezember | Dezember | Dezember | Dezember | Dezember | Dezember |
| Kw       | Mo       | Di       | Mi       | Do       | Fr       | Sa       | So       |
| -------- | -------- | -------- | -------- | -------- | -------- | -------- | -------- |
| 49       |          | 1        | 2        | 3        | 4        | 5        | 6        |
| 50       | 7        | 8        | 9        | 10       | 11       | 12       | 13       |
| 51       | 14       | 15       | 16       | 17       | 18       | 19       | 20       |
| 52       | 21       | 22       | 23       | 24       | 25       | 26       | 27       |
| 53       | 28       | 29       | 30       | 31       |          |          |          |

Das Jahr 1914 stellt in mehrfacher Hinsicht eine historische Zäsur dar. Das Attentat von Sarajevo, bei dem serbische Nationalisten den österreichisch-ungarischen Thronfolger Erzherzog Franz Ferdinand und seine Gemahlin Sophie ermorden, löst die Julikrise aus, und mit dem daraus resultierenden Ersten Weltkrieg schlittert die Menschheit in die „Urkatastrophe des 20. Jahrhunderts“. Damit endet unter anderem die Belle Époque und die von manchen als „Langes 19. Jahrhundert“ bezeichnete Ära der Emanzipation des Bürgertums und das Zeitalter des Imperialismus.
Der Krieg, der sich aufgrund einer Mischung aus Großmachtphantasien und vielfachen politischen Fehleinschätzungen von einem regionalen Konflikt auf dem Balkan rasch auf die meisten Länder Europas – und deren Kolonien – ausweitet, wird anfangs mit überwiegender Begeisterung und Patriotismus aufgenommen, während kritische Stimmen, unter ihnen der neu gewählte Papst Benedikt XV., kaum zu hören sind. Doch der allseits vorherrschende Optimismus, die Kampfhandlungen noch im selben Jahr siegreich beenden zu können, stellt sich bald als Illusion heraus. Und während sich langsam ein langwieriger Stellungs- und Grabenkrieg entwickelt, blitzt mit dem Weihnachtsfrieden ein letztes Mal so etwas wie Menschlichkeit an der Westfront auf.

## Ereignisse

### Politik und Weltgeschehen

#### Julikrise und Erster Weltkrieg

##### Das Attentat von Sarajevo und die Julikrise

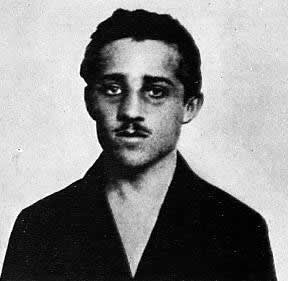
Gavrilo Princip

- 28. Juni: Gavrilo Princip, Mitglied der Geheimorganisation Mlada Bosna, tötet in Sarajevo das Thronfolgerpaar Österreich-Ungarns, Erzherzog Franz Ferdinand und seine Gemahlin Sophie: Das Attentat und die (tatsächliche oder vermeintliche) Verbindung der Attentäter zu den serbischen Organisationen Schwarze Hand und Narodna Odbrana ist der Auslöser der Julikrise und in der Folge des Ersten Weltkrieges.

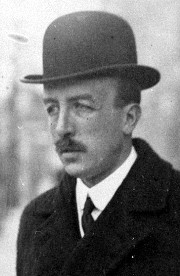
Alexander Hoyos

- 5./6. Juli: Der österreichisch-ungarische Diplomat Alexander Graf von Hoyos reist nach Berlin, um die Unterstützung des Deutschen Reichs für eine militärische Intervention Österreich-Ungarns gegen Serbien zu erlangen. Die Mission Hoyos ist eines der zentralen Ereignisse während der Julikrise.
- 20. bis 23. Juli: Die französische Regierung bestehend aus Raymond Poincaré, René Viviani und Pierre de Margerie befindet sich auf Staatsbesuch in Sankt Petersburg.
- 23. Juli: Österreich-Ungarn stellt 3 Wochen nach der Ermordung Erzherzog Franz Ferdinands ein Ultimatum von 48 Stunden an Serbien durch Außenminister Leopold Graf Berchtold. Es enthält umfangreiche Forderungen an den Nachbarstaat. Ihre weitgehende, aber unvollständige Erfüllung löst nach Fristablauf die österreichische Kriegserklärung und in der Folge den Ersten Weltkrieg aus.

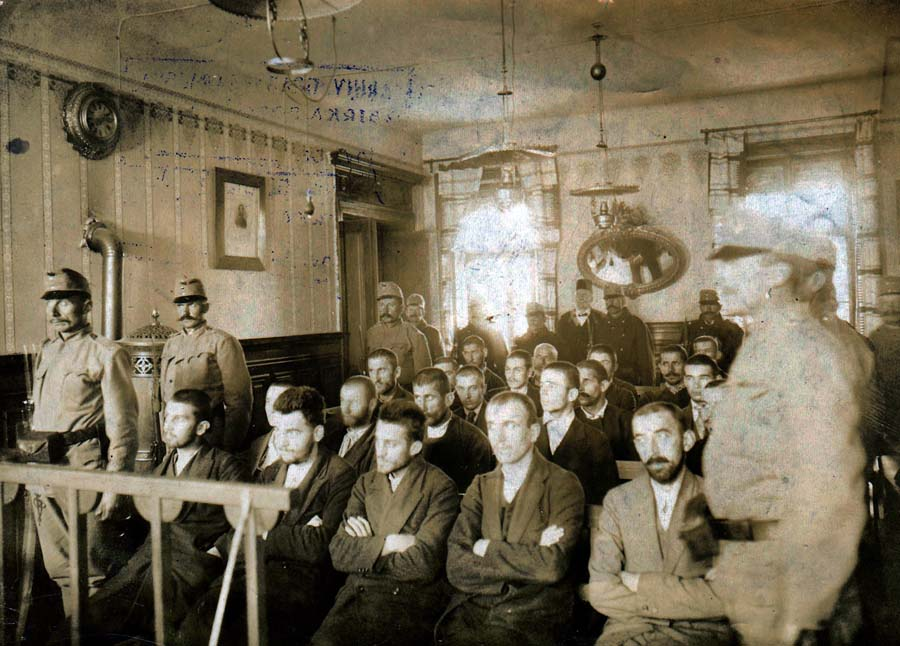
Die Attentäter im Gerichtssaal

- 12. Oktober bis 23. Oktober: In Sarajewo findet die Gerichtsverhandlung gegen 25 Beteiligte am Attentat von Sarajevo wegen Hochverrats und Meuchelmordes statt. Alle Beteiligten bestreiten eine Verbindung zum offiziellen Serbien. Drei von ihnen werden im Verfahren zum Tod durch den Strang verurteilt, die meisten sind jedoch zu jung für ein Todesurteil.

##### Kriegsbeginn und Augusterlebnis

Die offizielle Bündnissituation in Europa während der Julikrise

- 27. Juli: Der angebliche serbische Angriff bei Temes Kubin wird von Kreisen in Österreich-Ungarn benutzt, um Kaiser Franz Joseph I. dazu zu bringen, die Kriegserklärung an Serbien zu unterzeichnen.
- 28. Juli: Die Kriegserklärung von Österreich-Ungarn an Serbien steht am Beginn des Ersten Weltkriegs. Schon in der folgenden Nacht beginnt die Beschießung Belgrads auf Befehl von General Oskar Potiorek.
- 30. Juli: Kaiser Nikolaus II. von Russland befiehlt die Generalmobilmachung.
- 31. Juli: Der sozialistische Politiker Jean Jaurès, ein führender Vertreter des französischen Reformismus und Kriegsgegner, wird in einem Pariser Café vom Nationalisten Raoul Villain ermordet. Der Attentäter wird später nach über vierjähriger Untersuchungshaft vom Gericht freigesprochen.
- 31. Juli/1. August: Der deutsche Kaiser Wilhelm II. hält zwei Balkonreden.

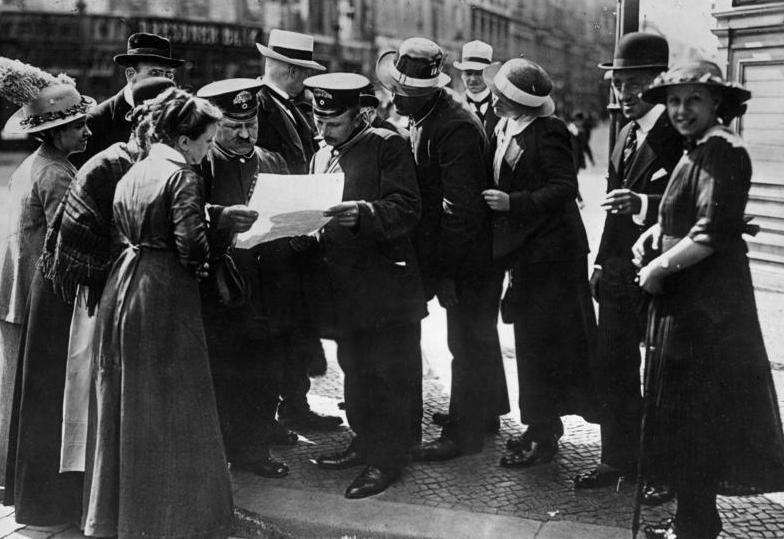
Berliner Bevölkerung mit Extrablatt, August 1914

- 1. August: Gleichzeitig mit der Kriegserklärung des Deutschen Reiches an Russland erfolgt die Mobilmachung des Reichsheeres, Frankreich mobilisiert ebenfalls seine Armee. In weiten Teilen der deutschen Bevölkerung kommt es zu großer Kriegsbegeisterung, dem sogenannten „Augusterlebnis“.
- 2. August: Das Deutsche Reich richtet ein Ultimatum an Belgien, mit dem man freien Durchmarsch durch Belgien fordert, andererseits das Land als Feind betrachtet werde. Deutschland verstößt damit gegen das Londoner Protokoll aus dem Jahr 1839, das die belgische Neutralität garantiert.
- 3. August: Das Deutsche Reich erklärt Frankreich den Krieg. König Albert von Belgien weist das deutsche Ultimatum vom Vortag ab. Der britische Außenminister Edward Grey erklärt die Verletzung der Neutralität Belgiens als unvereinbar mit den Interessen Großbritanniens.

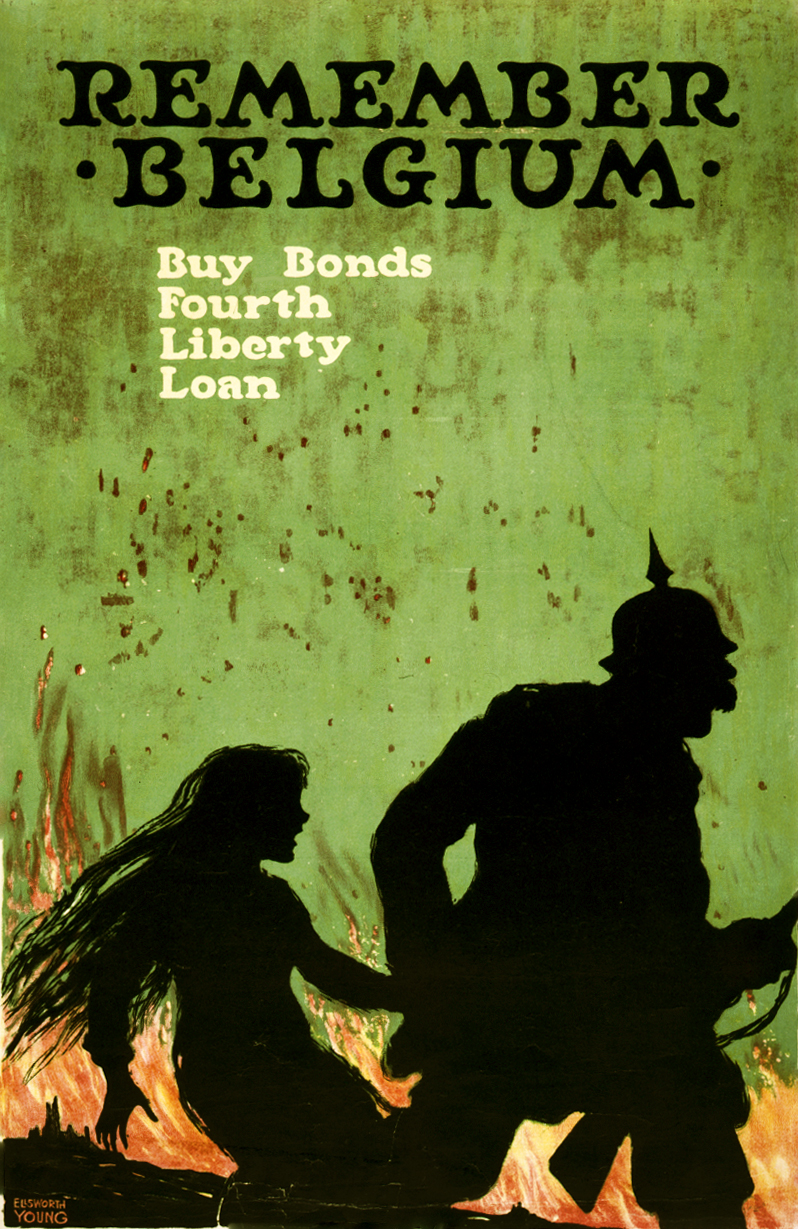
US-Propagandaplakat 1918

- 4. August: Deutsche Truppen rücken im Ersten Weltkrieg völkerrechtswidrig in das neutrale Belgien ein, was Großbritannien zu einem Ultimatum mit Kriegsandrohung gegenüber Deutschland veranlasst. Der deutsche Kanzler Bethmann Hollweg bedauert gegenüber dem britischen Botschafter, dass Großbritannien wegen eines „Fetzen Papiers“ (gemeint ist die belgische Neutralitätserklärung) bereit sei, gegen Deutschland in den Krieg zu ziehen. Belgien übermittelt eine Kriegserklärung an das Deutsche Reich. Der sogenannte „Rape of Belgium“ wird in der Folge zum Propagandabegriff der Alliierten.

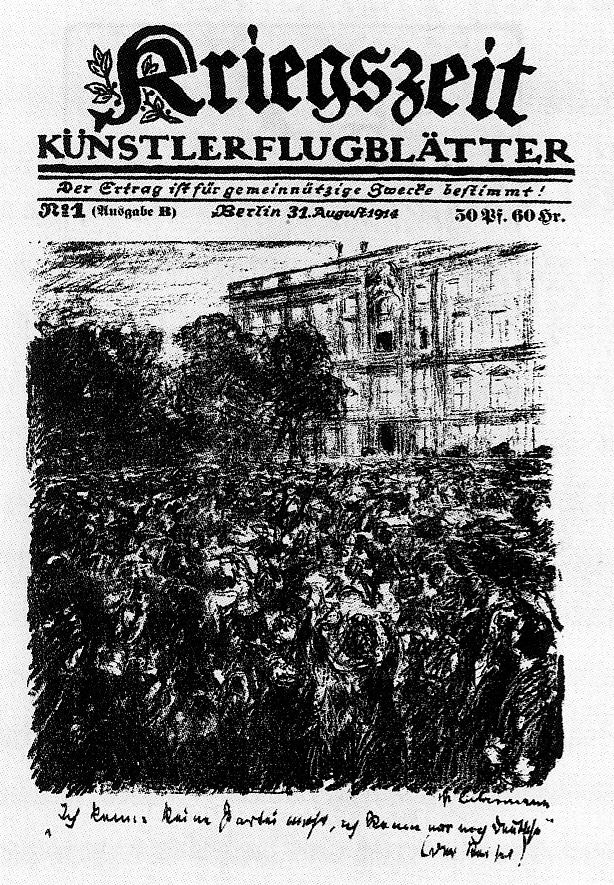
Ein Künstlerflugblatt Max Liebermanns aus dem August 1914 zeigt die Volksmenge vor einem Balkon des Schlosses und zitiert Wilhelms Worte vom 4. August: „Ich kenne keine Parteien mehr, ich kenne nur noch Deutsche“

- 4. August: Der Reichstag des Deutschen Kaiserreichs schließt nach einer flammenden Rede von Kaiser Wilhelm II. den sogenannten „Burgfrieden“ und stimmt geschlossen für die Gewährung von Kriegsanleihen und beschließt ein Kriegsermächtigungsgesetz. Insgesamt kommen an diesem Tag 17 Kriegsgesetze zustande. Damit soll der Bundesrat beziehungsweise die Reichsleitung zu den kriegsnotwendigen wirtschaftlichen Maßnahmen ermächtigt werden, zur „Abhilfe wirtschaftlicher Schädigung“.
- 4. August: Der französische Staatspräsident Raymond Poincaré prägt in einer Rede den Begriff Union sacrée.
- 5. August: Mit der Kriegserklärung Großbritanniens an das Deutsche Reich befinden sich alle europäischen Großmächte außer Italien im Kriegszustand. Die britischen Kabinettsmitglieder John Morley und John Elliot Burns treten aus Protest gegen den Kriegseintritt ihres Landes von ihrem Amt zurück.
- 5. August: Aus Enttäuschung über die „Burgfriedenspolitik“ der SPD-Reichstagsfraktion gründet Rosa Luxemburg gemeinsam mit Hermann Duncker, Hugo Eberlein, Julian Marchlewski, Franz Mehring, Ernst Meyer und Wilhelm Pieck die Gruppe Internationale, der sich wenig später unter anderem auch Karl Liebknecht anschließt.
- 6. August: Österreich-Ungarn erklärt Russland den Krieg, am selben Tag erfolgt die Kriegserklärung Serbiens an das Deutsche Reich.
- 7. August: Montenegro unter König Nikola erklärt Österreich-Ungarn den Krieg.
- 13. August: Frankreich erklärt Österreich-Ungarn den Krieg.
- 16. August: Japan schließt sich der Entente an und erklärt dem Deutschen Reich am 23. August den Krieg.

##### Die „Heimatfront“
- 28. Juli: Propaganda im Ersten Weltkrieg: Das k.u.k. Kriegspressequartier wird als Abteilung des Armeeoberkommandos gegründet. Aufgabe des KPQ ist die Koordination aller Presseinformationen und Propagandatätigkeiten von Österreich-Ungarn während des Ersten Weltkrieges unter Einbeziehung sämtlicher damals verfügbarer Massenmedien. Kommandant des KPQ ist Maximilian von Hoen.
- 9. September: Reichskanzler Theobald von Bethmann Hollweg legt in seinem Septemberprogramm die Kriegsziele des Deutschen Reiches im Ersten Weltkrieg dar.
- Oktober: Albert Einstein unterzeichnet zusammen mit Georg Friedrich Nicolai, Wilhelm Foerster und Otto Buek das antimilitaristische Manifest Aufruf an die Europäer als Antwort auf das auf den Ideen von 1914 basierende nationalistische Manifest der 93 vom September, das von fast allen seiner Berliner Kollegen unterzeichnet wird.
- 16. Oktober: Die Erklärung der Hochschullehrer des Deutschen Reiches wird veröffentlicht, mit der ein Großteil der deutschen Professoren und Dozenten den Weltkrieg rechtfertigen. Am 21. Oktober erscheint eine Antwort an die deutschen Professoren in der New York Times.
- 16. November: Mit dem Ziel, den Ersten Weltkrieg möglichst rasch mit einem Friedensschluss zu beenden, wird in Berlin der Bund Neues Vaterland gegründet. Vorsitzende des Bundes sind Kurt von Tepper-Laski und Georg Graf von Arco. Zu den Mitbegründerinnen gehört auch Elisabeth Rotten.
- 2. Dezember: Im deutschen Reichstag stimmt als einziger Abgeordneter Karl Liebknecht (SPD) gegen die erste Verlängerung der Kriegskredite.
- 20. Dezember: Konstantin von Gebsattel, stellvertretender Vorsitzender des Alldeutschen Verbandes, erklärt in einer Konferenz bei König Ludwig III. von Bayern die als „Lösung der Judenfrage“ bezeichnete Ausgrenzung und Vertreibung der deutschen Juden zu einem „deutschen Kriegsziel“.

##### Der Krieg in Europa

###### Der Einmarsch in Belgien und die Westfront

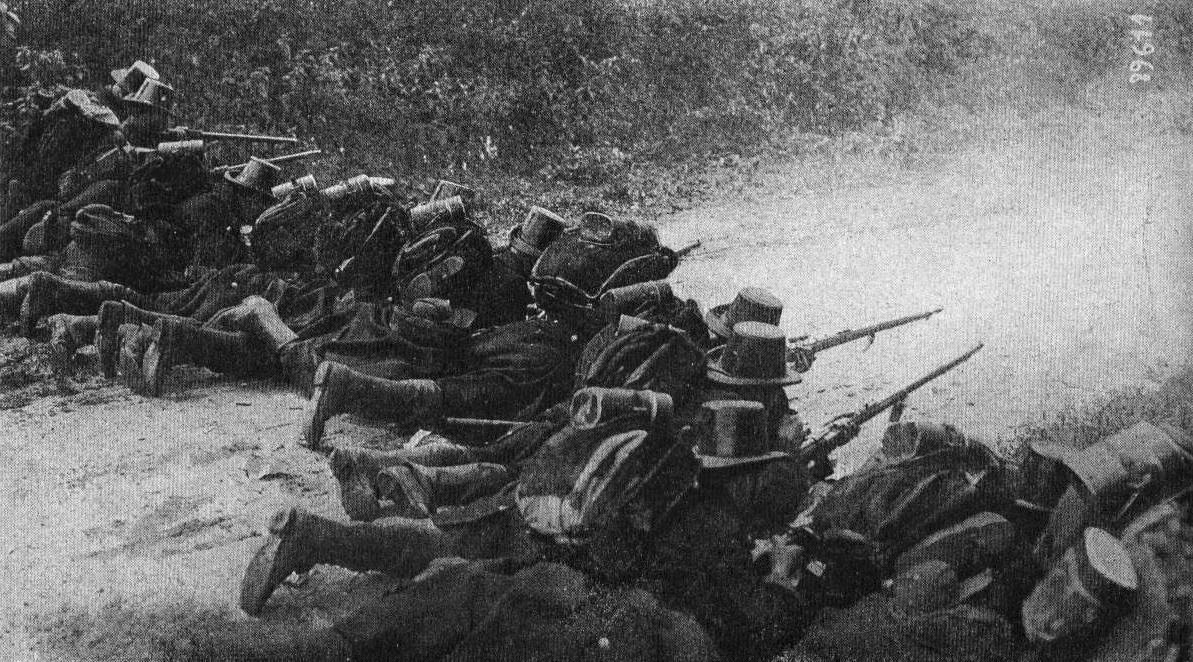
Schützenlinie belgischer Infanterie bei Herstal, nordöstlich von Lüttich

- 4. August: Belgische Einheiten leisten dem völkerrechtswidrigen Einmarsch der deutschen Truppen in ihr Land erbitterten Widerstand. Die als Handstreich geplante Eroberung von Lüttich dauert zur Überraschung des deutschen Generalstabs bis zum 16. August.
- 11. August: Die ersten Einheiten der British Expeditionary Force landen in Le Havre.
- 15. August: Bei der Beschießung von Fort Loncin im Festungsring Lüttich durch deutsche Einheiten mit der „Dicken Bertha“ explodiert die Munitionskammer, wobei 350 belgische Soldaten ums Leben kommen.

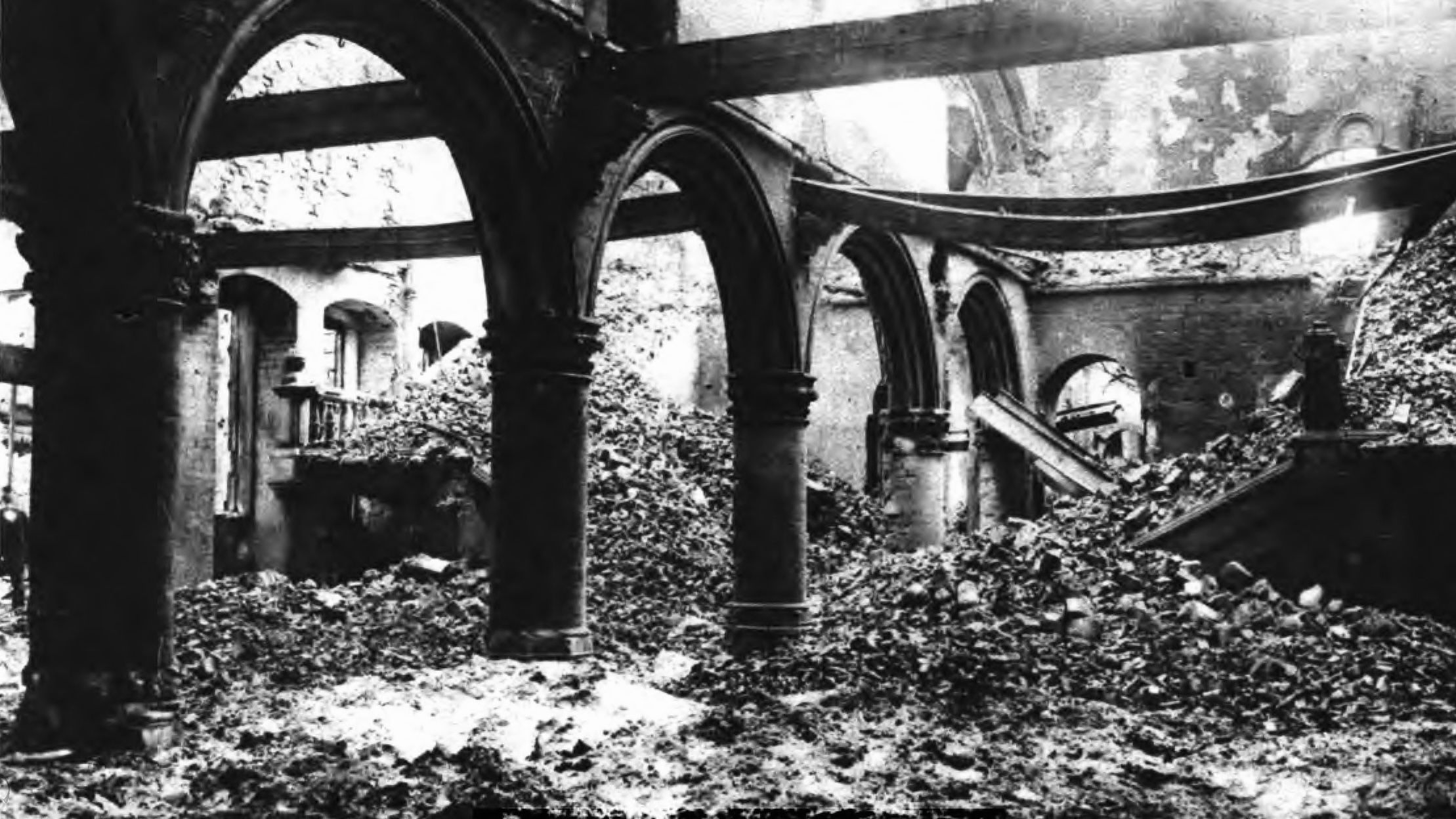
Die zerstörte Bibliothek

- 19. August: Deutsche Truppen marschieren in der von belgischen Truppen aufgegebenen Stadt Löwen ein. Vom 25. bis 28. August begehen sie aus Angst vor Francs-tireurs das Kriegsverbrechen der Zerstörung Löwens im Ersten Weltkrieg. 248 Menschen werden ermordet, über 1.000 Gebäude werden zerstört, darunter die Universität Löwen mit ihrer unersetzlichen Universitätsbibliothek.
- 20. August: Deutsche Truppen marschieren 16 Tage nach dem Einmarsch in das neutrale Belgien in Brüssel und Gent ein. Am selben Tag beginnen sie mit der Belagerung von Antwerpen.

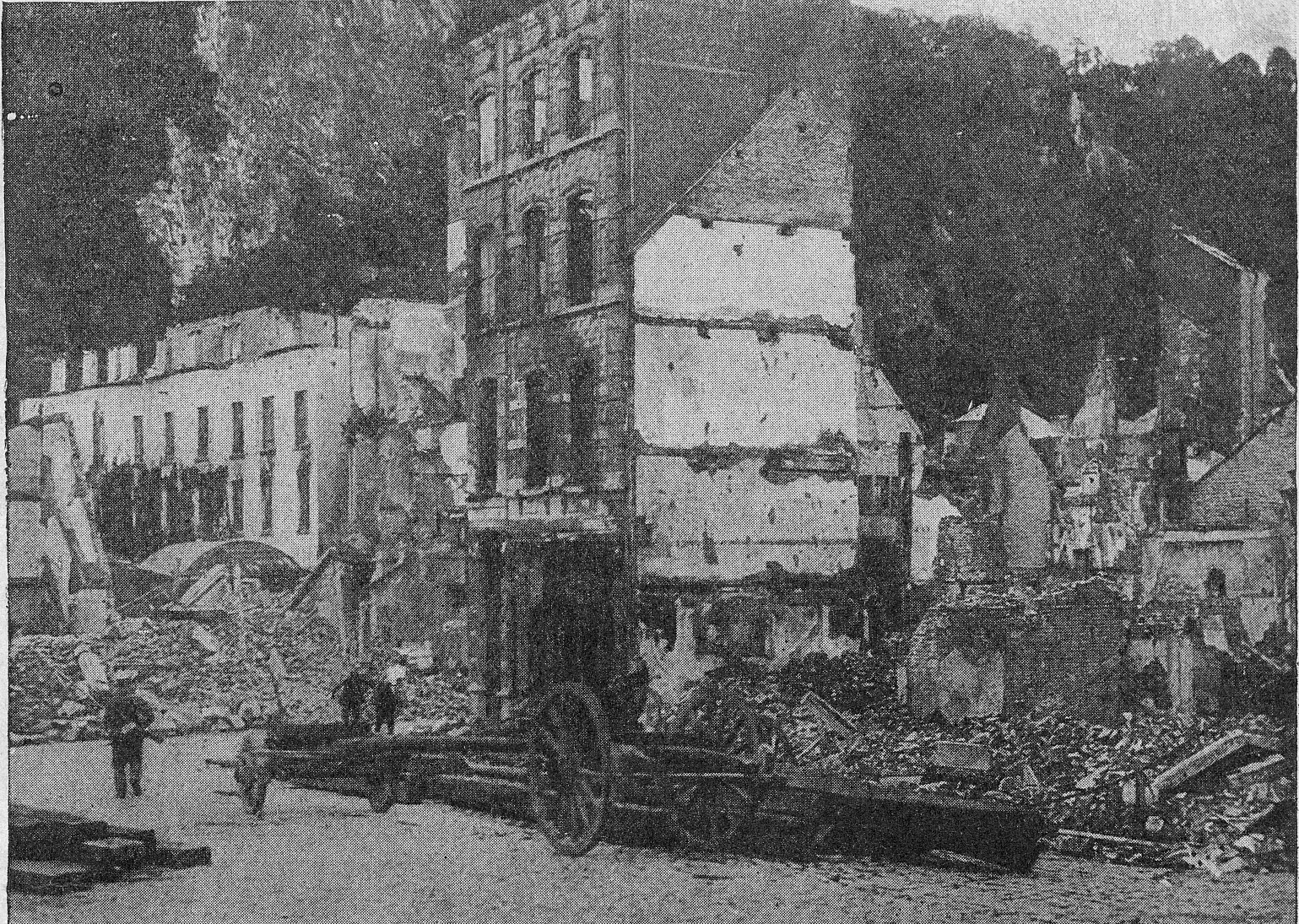
Zerstörte Häuser in Dinant

- 23. August: Sächsische Truppen des Deutschen Heeres verüben in Belgien das Massaker von Dinant und töten dabei 674 Menschen. Zugleich werden rund 1.100 bis 1.300 von den 1.800 Häusern der Stadt Dinant zerstört.
- 26. August: Nach der Schlacht von Le Cateau ziehen sich im Ersten Weltkrieg die Truppen der Triple Entente vor den Deutschen zurück.

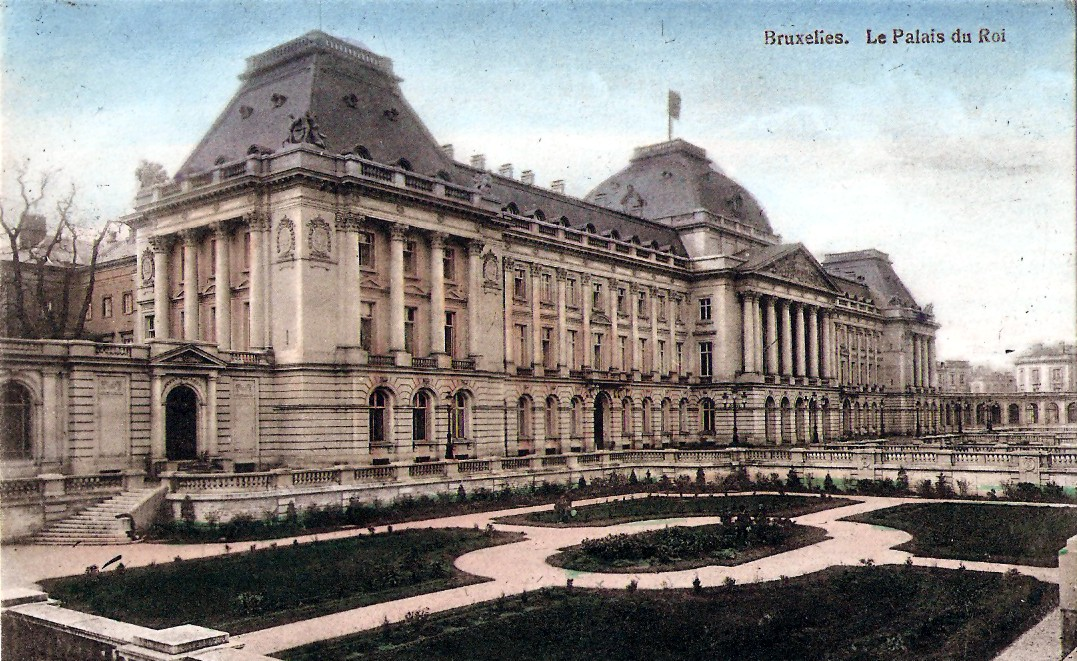
Sitz des Militärgouvernements in Brüssel

- 26. August: Zur Verwaltung Belgiens schaffen die deutschen Besatzer das Generalgouvernement Belgien. Generalgouverneur wird Colmar von der Goltz, der allerdings den Posten schon am 28. August wegen interner Differenzen wieder zurücklegt. Sein Nachfolger wird Moritz von Bissing.
- 28. August: Die Belagerung von Maubeuge durch deutsche Truppen beginnt. Sie endet am 8. September mit der Kapitulation der französischen Festung.

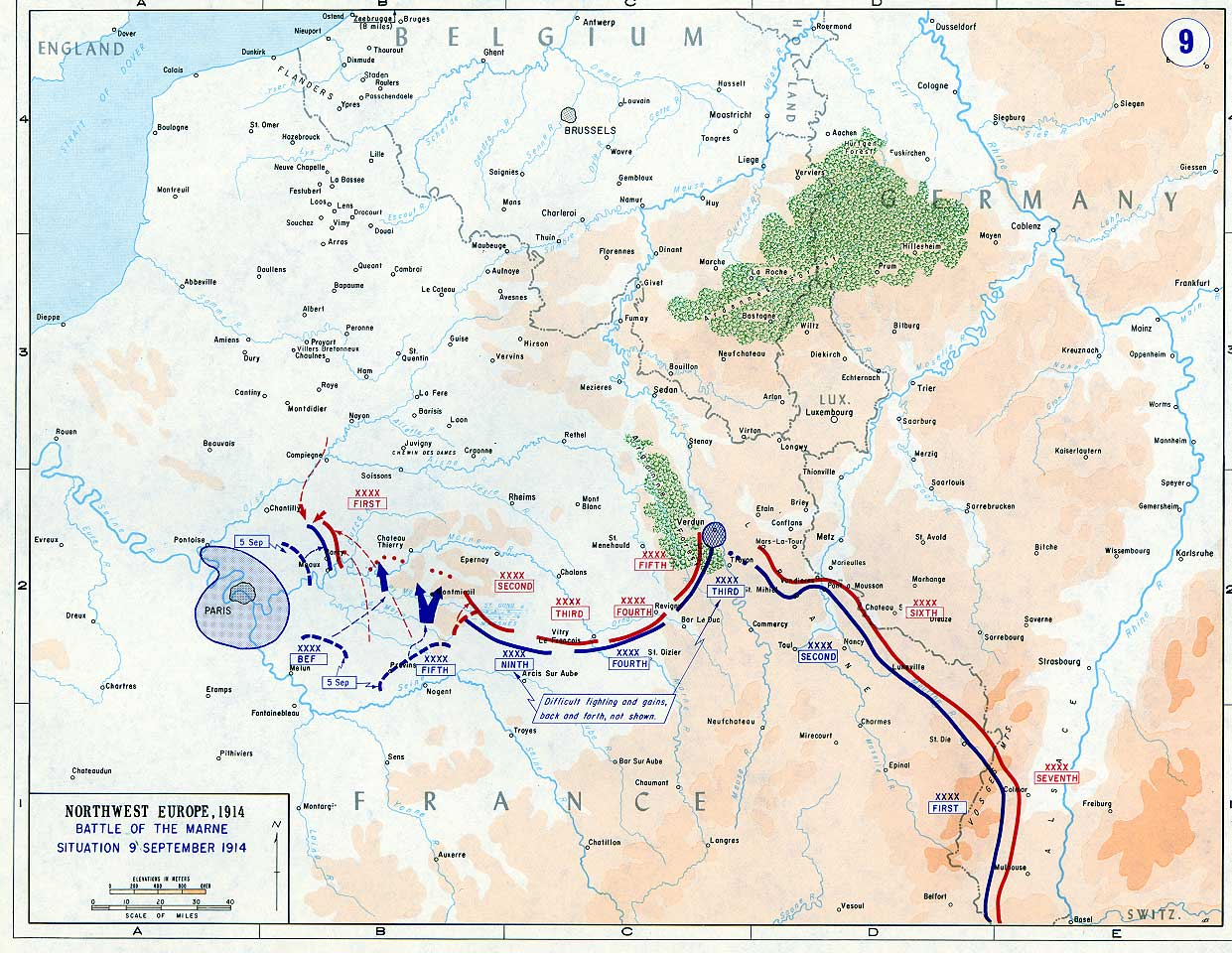
Karte der Schlacht an der Marne

- 12. September: Das Ende der Schlacht an der Marne an der Westfront bringt das Scheitern des deutschen Schlieffen-Plans und mit der Schlacht an der Aisne den Beginn des Grabenkriegs im Ersten Weltkrieg. Am 14. September wird der deutsche Generalstabschef Helmuth Johannes Ludwig von Moltke abberufen und durch Erich von Falkenhayn ersetzt.
- 14. September: Mit dem Versuch, die gegnerischen Einheiten im Norden zu umgehen, beginnt der Wettlauf zum Meer zwischen der deutschen Armee und der Entente.
- 20. September: Die Kämpfe an der Aisne flauen ab und werden nur noch zwischen dem 25. und 27. September zur gegenseitigen Truppenbindung kurz wieder aufgenommen. An der Westfront herrscht ab diesem Zeitpunkt ein Gleichgewicht in der Truppenstärke und damit eine Pattstellung zwischen den Heeren.
- 10. Oktober: Nach fast zweimonatiger Belagerung kapituliert der Bürgermeister der Stadt Antwerpen vor den deutschen Truppen und übergibt die Festung Antwerpen. Das Gros der belgischen Armee setzt sich nach Westflandern ab. Das belgische Parlament und die Regierung gehen ins Exil in die Niederlande.

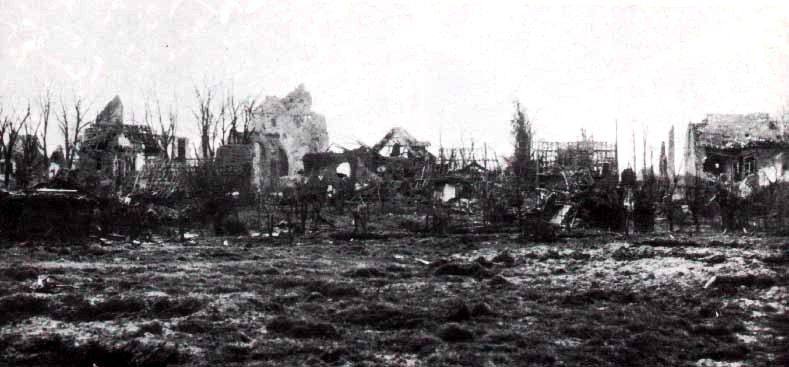
Langemarck im Oktober 1914

- 20. Oktober bis 18. November: In der Ersten Flandernschlacht kommen auf jeder Seite der Front rund 100.000 Soldaten ums Leben. Das Ziel der Deutschen, die britischen Einheiten von ihren Nachschublinien abzuschneiden, kann nicht erreicht werden. Bei den deutschen Einheiten kommt es in dieser Schlacht zu eklatanten materiellen Engpässen.
- 11. November: Ein kleines Gefecht im Rahmen der Flandernschlacht in der Nähe der Ortschaft Langemarck begründet später den deutschen Mythos von Langemarck.

Deutsche und britische Truppen während des Weihnachtsfriedens

- 24. Dezember: Leben und leben lassen: Weihnachten 1914 kommt es an der Westfront zu einem „Weihnachtsfrieden“ zwischen deutschen und alliierten Soldaten.

###### Die Fronten des Habsburgerreiches
- 16. August: Eine in serbisches Gebiet eindringende österreich-ungarische Armee löst die Schlacht von Cer aus, die am 24. August mit einem serbischen Sieg und dem zeitweiligen Rückzug der k.u.k. Armee aus Serbien endet.
- 23. August bis 11. September: Die Schlacht in Galizien umfasst eine Reihe von Schlachten zwischen der österreichisch-ungarischen und der russischen Armee.

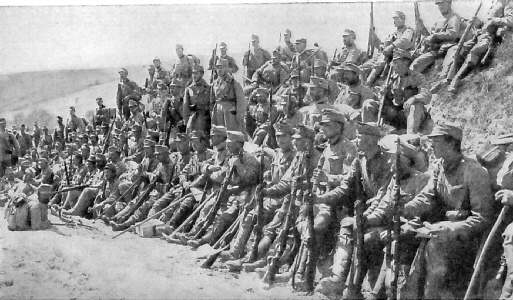
Österreich-ungarische Truppen bei einer Rast während eines laufenden Vorstoßes

- - 23. bis 25. August: In der Schlacht von Kraśnik bezwingt das Heer Österreich-Ungarns in Galizien die aufgebotenen Truppen Russlands.
  - 26. August bis 2. September: Die österreichisch-ungarischen Truppen siegen auch in der Schlacht von Komarów.

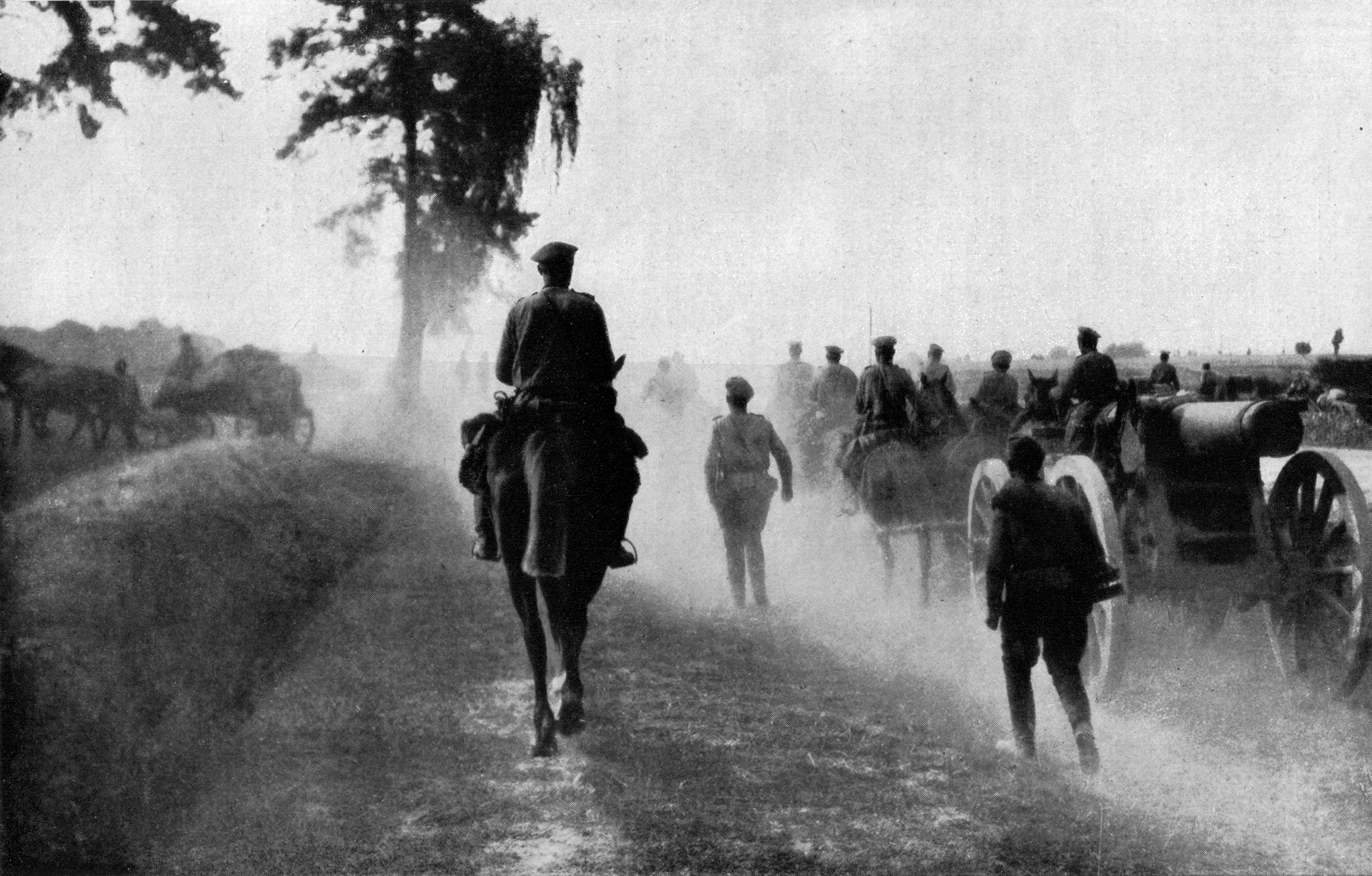
Russische Artillerie in der Schlacht von Lemberg

- - 26. August bis 11. September: Die Schlacht von Lemberg zwischen den Truppen Russlands unter dem Kommando von Nikolai Russki und Österreich-Ungarns geht mit einer Niederlage für die Habsburgermonarchie zu Ende, von der sie sich nicht mehr erholt.
  - 3. bis 11. September: Nach einer Reihe von Niederlagen gegen die russischen Truppen bricht nach der Schlacht von Rawa Ruska Österreich-Ungarns Front in Galizien zusammen.
- 4. September: In Österreich-Ungarn werden erste ruthenische (ukrainische) Bewohner aus Galizien, denen Sympathien zum Kriegsgegner Russland unterstellt werden, in ein eigens eingerichtetes Internierungslager bei Graz deportiert.
- 6. September bis 4. Oktober: Die Schlacht an der Drina zwischen den angreifenden österreichisch-ungarischen Streitkräften unter Oskar Potiorek und den Serben unter Radomir Putnik endet unentschieden und mündet zeitweise in einen Stellungskrieg am Balkan.
- 24. September: Im Ersten Weltkrieg beginnt die Belagerung von Przemyśl durch die zaristische Armee. Die von Österreich-Ungarn gehaltene Festung wehrt heftige Angriffe der Russen ab und hält ihrem Ansturm vorerst stand.
- 16. November: Die Schlacht an der Kolubara zwischen Österreich-Ungarn und Serbien beginnt mit einer neuerlichen Offensive durch Oskar Potiorek. Ende November wird Belgrad erobert.
- 3. Dezember: Die serbischen Einheiten unter Radomir Putnik und Živojin Mišić beginnen mit einer Gegenoffensive, die zur kompletten Räumung Serbiens durch Österreich-Ungarn bis zum 15. Dezember führt.

###### Deutsche Ostfront

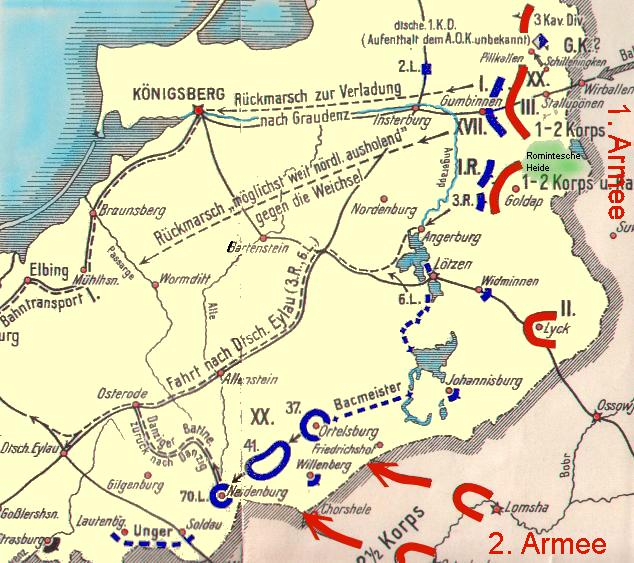
Schlacht bei Gumbinnen

- 19. August: Mit der Schlacht bei Gumbinnen beginnt der Angriff russischer Truppen auf deutsches Reichsgebiet in Ostpreußen. Die sogenannte Ostfront ist damit eröffnet. Die deutschen Einheiten müssen sich am 20. August zurückziehen.
- 21. August: Die ostpreußischen Kämpfe zwischen Deutschem Reich und Russland werden trotz der Sonnenfinsternis vom 21. August 1914 fortgeführt, die ihr Maximum über Litauen erreicht.
- 26. August: An der deutschen Ostfront beginnt südlich von Allenstein (Olsztyn) die später aus propagandistischen Gründen im Deutschen Reich sogenannte Schlacht bei Tannenberg gegen russische Truppen.
- 31. August: Mit dem Sieg der deutschen Truppen unter Paul von Hindenburg in der Schlacht bei Tannenberg werden die in Ostpreußen eingedrungenen russischen Kräfte zerschlagen.
- 6. September: Die Schlacht an den Masurischen Seen beginnt. Es gelingt den deutschen Angreifern, russische Divisionen zum Rückzug aus Ostpreußen zu bewegen.
- 29. September: Die deutsche 9. Armee beginnt einen auf die Einnahme Warschaus zielenden Angriff, der in die Schlacht an der Weichsel übergeht. Die Kaiserlich Russische Armee setzt sich darin später durch.
- 11. November: In Polen beginnen deutsche Truppen die Schlacht um Łódź mit einer Offensive gegenüber russischen Einheiten.
- 1. bis 14. Dezember: Die Schlacht bei Limanowa–Lapanow endet mit einem taktischen österreichischen Sieg gegen Russland, doch die Schlacht in den Karpaten ist damit noch nicht beendet. Bis zum 28. Dezember ist die russische Armee wieder auf dem Vormarsch.

##### Die Fronten des Osmanischen Reichs

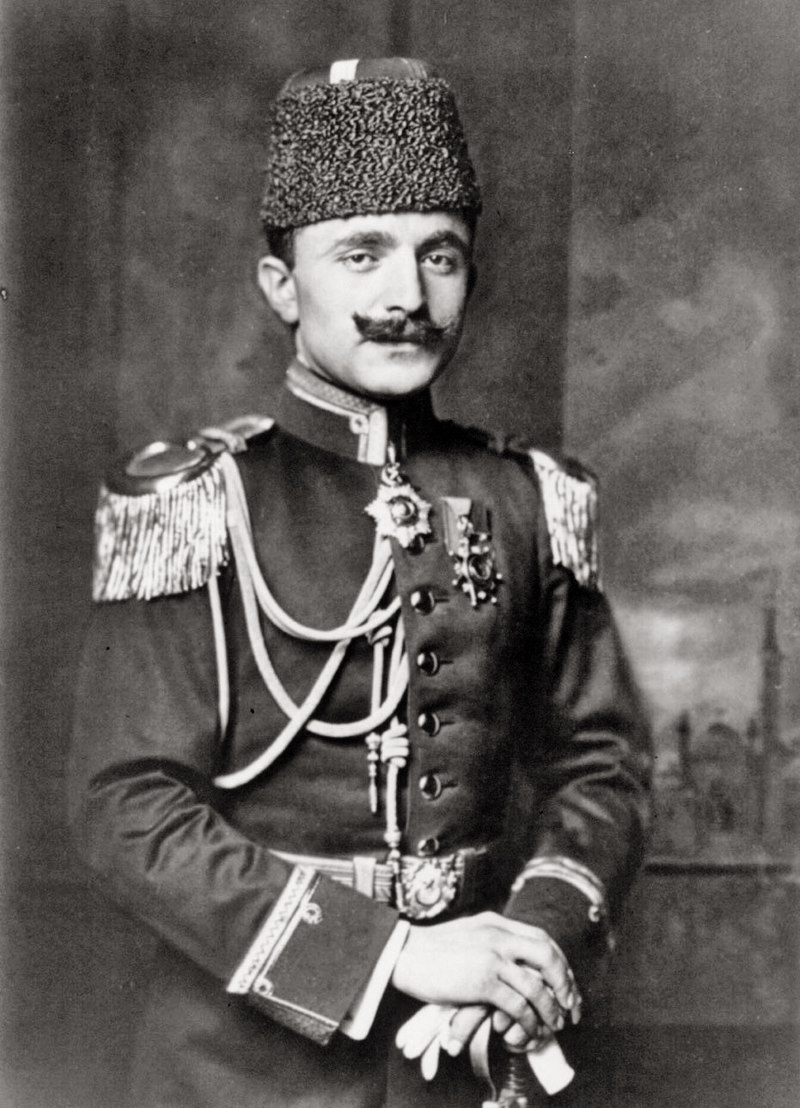
Enver Pascha als Kriegsminister

- 3. Januar: Sultan Mehmed V. ernennt Enver Pascha zum Kriegsminister des Osmanischen Reichs. Dieser säubert zunächst das Offizierskorps durch massenhafte Zwangspensionierungen von Kritikern der Jungtürken.
- 15. November: Mehmed V. ruft die Muslime, die als Soldaten aus den Kolonien auf Seiten Englands und Frankreichs kämpfen, zum Dschihad, zum Heiligen Krieg gegen ihre Kolonialherren auf und fordert sie auf, zu desertieren und auf die islamische Seite zu wechseln. Deutschland beteiligt sich mit der Nachrichtenstelle für den Orient an diesem Versuch, indem es das Halbmondlager und ein vergleichbares Lager (das Weinberglager) im nahegelegenen Ort Zossen einrichtet. Hier sollen die Gefangenen zum Überlaufen und zum Kampf gegen ihre Kolonialherren bewegt werden.
- 12. Dezember: Colmar von der Goltz wird deutscher Militärberater des osmanischen Sultans.

###### Europa
- 5. November: Die Briten annektieren die bis dahin zum Osmanischen Reich zählende Insel Zypern.
- 7. November: Serbien erklärt dem Osmanischen Reich den Krieg.

###### Kaukasus
- 1. November: Die Kaiserlich Russische Armee überschreitet die Kaukasusgrenze zum Osmanischen Reich und eröffnet damit die Kaukasusfront.
- 2. November: Einen Tag nach Beginn der Kampfhandlungen erklärt Russland dem Osmanischen Reich, das auf Seiten der Mittelmächte steht, den Krieg.
- Ende November: Nach Offensiven auf beiden Seiten hat sich die Front stabilisiert und die Russen stehen etwa 25 km tief im gegnerischen Land auf einer Linie von Erzurum nach Sarıkamış.

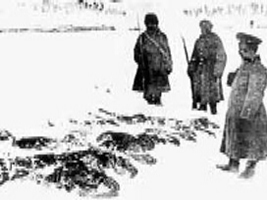
Erfrorene osmanische Soldaten

- 22. Dezember: Mit einem osmanischen Angriff beginnt die Schlacht von Sarıkamış, die aber bis Ende des Jahres nur geringe Geländegewinne bringt. Stattdessen fallen wegen der schlechten Versorgungslage und einer meterhohen Schneedecke rund 10.000 osmanische Soldaten Kälte, Hunger und Erschöpfung zum Opfer.

###### Mesopotamien und Ägypten

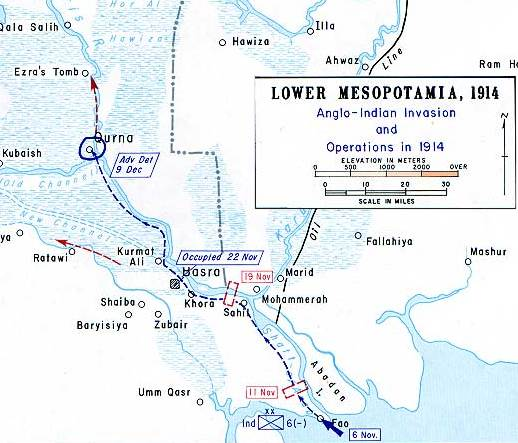
Operationen an der Mesopotamienfront 1914

- 6. November: Mit der Landung bei Fao beginnt der britische Mesopotamienfeldzug. Mit der Einnahme der Festung Fao durch Einheiten der British Indian Army zwei Tage später hat das Osmanische Reich keinen Zugang zum Persischen Golf mehr.
- 23. November: Mit einer Truppenparade im eingenommenen Basra schließt im Ersten Weltkrieg die British Army ihren Sieg über osmanische Einheiten in der Schlacht von Basra an der Mesopotamienfront ab.
- 19. Dezember: Ägypten wird zum britischen Protektorat erklärt. Das bisherige Khedivat Ägypten wird in das Sultanat Ägypten umgewandelt, der Khedive Abbas Hilmi II. abgesetzt und sein Onkel Hussein Kamil zum Sultan ausgerufen.

##### Der Krieg in den Kolonien

Europäische Kolonien in Afrika vor Kriegsbeginn 1914

###### Westafrika

Die Kämpfe in Togo, August 1914

- 6. August: Französische und britische Truppen fordern die deutsche Kolonie Togo auf, sich zu ergeben. Am nächsten Tag marschieren britische Truppen aus der Goldküste und französische Truppen aus Dahomey ein, ohne auf Gegenwehr zu treffen. Die deutschen Truppen ziehen sich ins Landesinnere zurück und beschränken sich darauf, die Eisenbahnbrücken über den Sio- und Lili-Fluss zu sprengen, um den feindlichen Vormarsch zu bremsen. In Anbetracht der maritimen und militärischen Bedeutung der kleineren Funkstation Togblekovhe wird nachträglich ein deutsches Kommando zurückbefohlen, um die Funkstelle nicht in Feindeshand fallen zu lassen. Das Kommando trifft per Eisenbahn Lome–Atakpame am 11. August ein und macht die Station vor dem endgültigen Rückzug unbrauchbar.
- 12. August: Die alliierten Truppen besetzen nach ungehindertem Vormarsch durch Togo dessen Hauptstadt Lomé und marschierten dann auf die Großfunkstation Kamina östlich von Atakpamé zu. Entlang der Bahnlinie Lome–Atakpame entwickelt sich über mehrere Tage ein Kleinkrieg zwischen der zurückweichenden Polizeitruppe der Deutschen und den von der Küste vorrückenden britisch-französischen Kolonialtruppen.
- 22. August: Beim Chra-Fluss kommt es zum schwersten Gefecht in Togo. Britische und französische Truppen laufen stundenlang gegen eine Stellung an, in der sich 60 Deutsche und etwa 500 einheimische Söldner verschanzt haben, und verlieren dabei 73 Mann. Aufgrund der demoralisierten Söldner und Träger sowie Munitionsmangel muss die Position jedoch am folgenden Tag von den Deutschen geräumt werden. Somit war der Weg zu der bei Atakpame gelegenen Großfunkstation Kamina frei. Diese wird in der Nacht vom 24. auf den 25. August durch die Deutschen selbst zerstört, indem die Maschinen in Brand gesetzt und die Funkmasten umgelegt werden. Der deutsche Kommandeur ergibt sich am nächsten Tag. Nach Verhandlungen zwischen Rittmeister von Roebern als Emissär und Frederick Bryant vom britisch-französischen Expeditionskorps findet am 27. August schließlich die Übergabe der Kolonie Togo statt.
- 24. August: Der Angriff auf Kamerun beginnt mit der Beschießung der Küste durch französische Schiffe.

###### Südliches Afrika

Kolonien im südlichen Afrika: britisch (rot), portugiesisch (grün)

- 9. September: Nach der wahrheitswidrigen Angabe von Premierminister Louis Botha, deutsche Truppen hätten von Deutsch-Südwestafrika aus die südafrikanische Grenze überschritten, beschließt das südafrikanische Parlament mit großer Mehrheit den Kriegseintritt auf Seiten der Entente. Vor allem der burische Teil der Bevölkerung und vor allem der Streitkräfte ist gegen diesen Schritt. Im Oktober kommt es zum offenen Aufstand.
- 10. September: Deutsche Truppen besetzen die südafrikanische Exklave Walvis Bay.
- 19. September: Südafrikanische Truppen besetzen die Lüderitzbucht und dringen von hier aus ins Landesinnere vor.
- 21. September: Südafrikanische Polizeieinheiten übernehmen kampflos Schuckmannsburg.

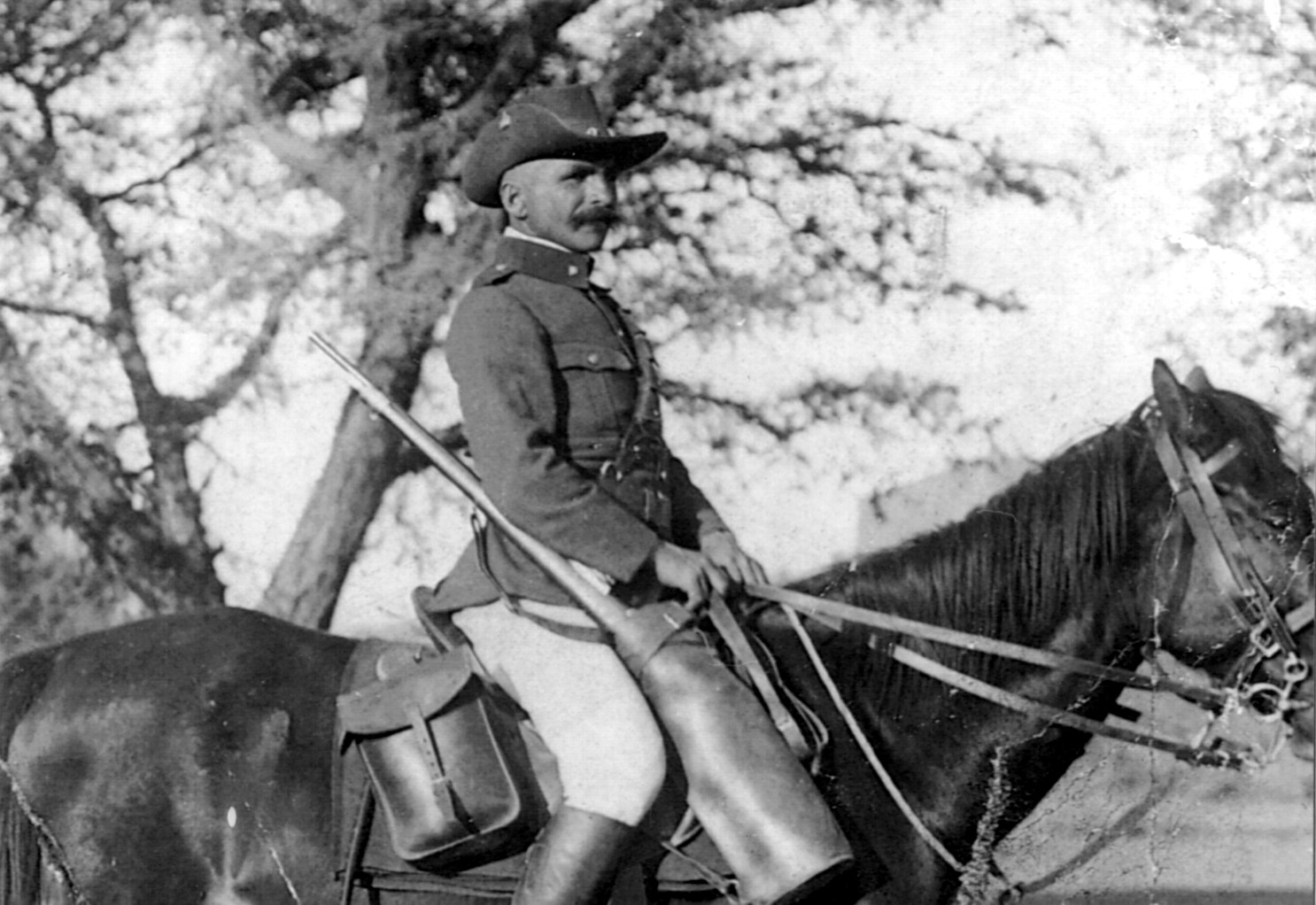
Deutscher Unteroffizier kurz vor der Schlacht bei Sandfontein

- 26. September: In Deutsch-Südwestafrika kommt es zwischen der deutschen Schutztruppe und einer britisch-südafrikanischen Armee zur Schlacht bei Sandfontein. Die Deutschen siegen trotz zahlenmäßiger Unterlegenheit.
- 31. Oktober: Wegen der Ermordung deutscher Offiziere unternehmen deutsche Truppen von Deutsch-Südwestafrika aus eine Strafexpedition nach Angola und zerstört zuerst das portugiesische Fort in Cuangar. Das Deutsche Kaiserreich und Portugal befinden sich zu diesem Zeitpunkt nicht im Kriegszustand.
- 18. Dezember: Die deutsche Schutztruppe siegt im Kampf um Naulila im Rahmen seiner Strafexpedition gegen portugiesische Kolonialtruppen in Angola.
- 25. Dezember: Die Deutschen ziehen sich aus der Walvis Bay wieder zurück.

###### Ostafrika

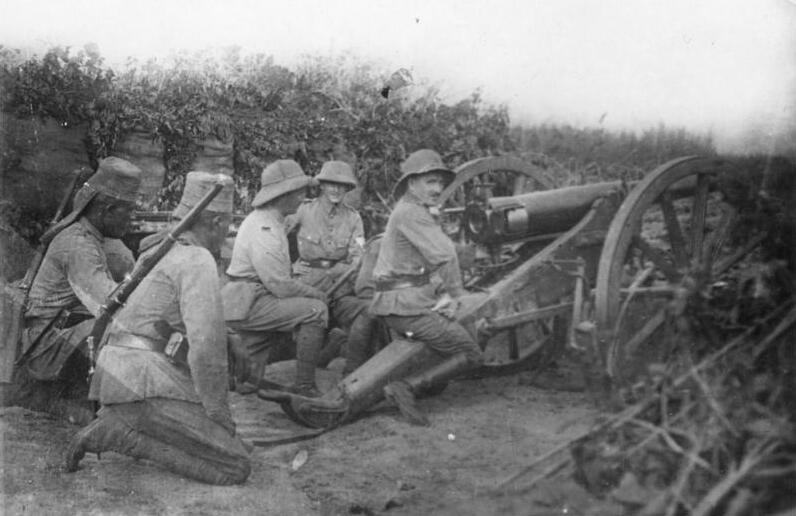
Deutsche Soldaten mit Feldgeschütz in Deutsch-Ostafrika

- 5. August: Mit Pilot Bruno Büchner trifft das einzige Flugzeug in Deutsch-Ostafrika ein.
- 15. August: Die deutsche Schutztruppe unter dem Befehl von Paul von Lettow-Vorbeck besetzt gegen geringen Widerstand die in Britisch-Ostafrika gelegene Grenzstadt Taveta. Auf britischer Seite führt das zur Entscheidung, 4.000 indische Soldaten nach Mombasa zu bringen, die ab September eintreffen.
- 2. November: Die Landung weiterer britischer Truppen bei Tanga wird zum Desaster. In der Schlacht bei Tanga gelingt es den Deutschen, die schlecht geführten britisch-indischen Truppen zum Rückzug auf ihre Schiffe zu zwingen.
- 3. November: Eine britische Offensive bei Longido am Kilimandscharo-Massiv wird von der deutschen Schutztruppe abgewehrt.

###### Ostasien und Ozeanien

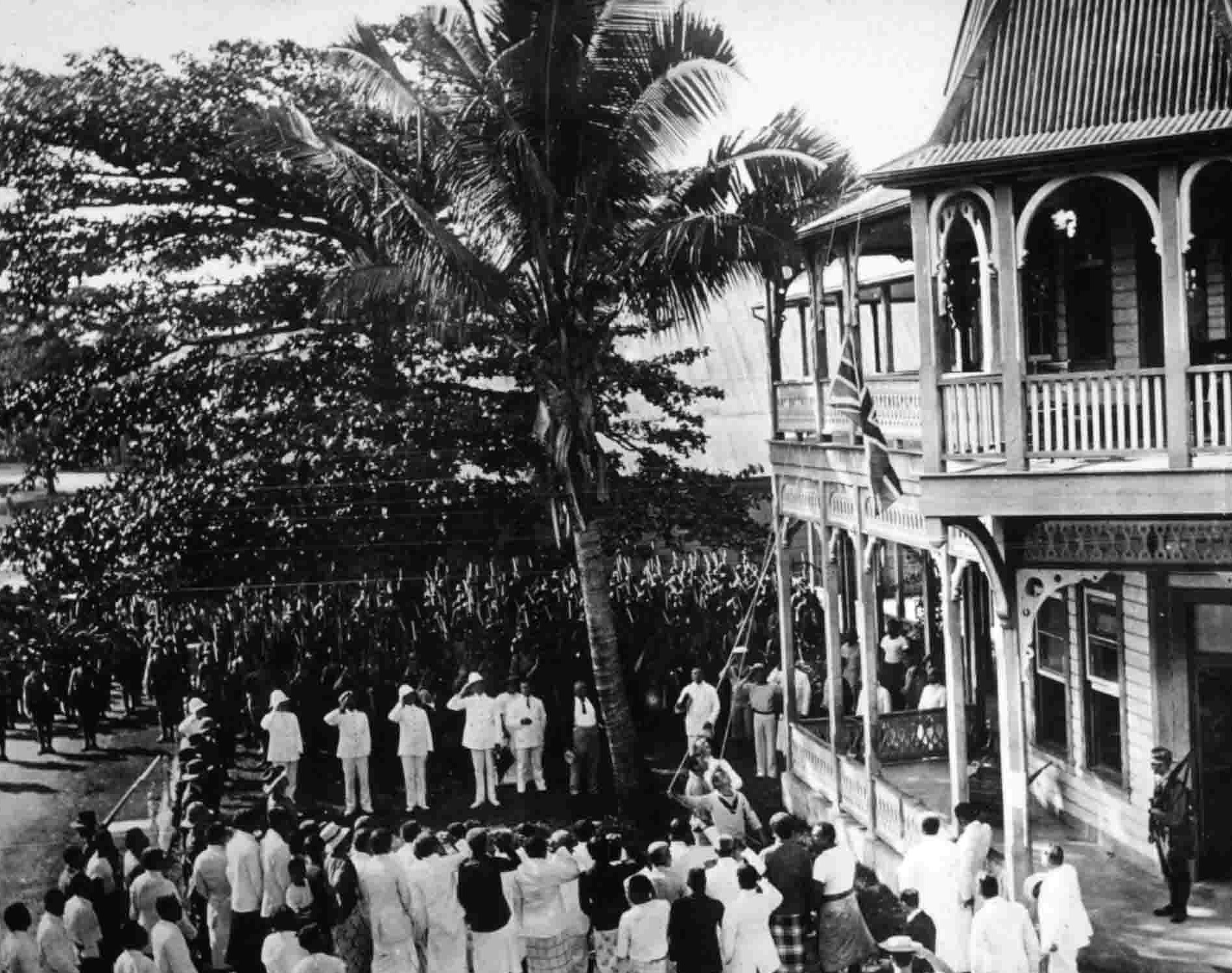
Hissung des Union Jack auf Samoa, 30. August 1914

- 29. August: Die deutsche Kolonie Samoa wird von neuseeländischen Truppen besetzt. Da es keine förmliche Kapitulation gibt, wird der deutsche Gouverneur Erich Schultz-Ewerth, der gemeinsam mit Vertretern der Siedler und Familienverbände in einem Gouvernementsrat am 5. August den Beschluss gefasst hat, eine militärische Besetzung Samoas ohne Widerstand hinzunehmen, nach Auckland deportiert und ab 17. September auf der Quarantäneinsel Motuihe festgehalten. Die Neuseeländer verkünden die Weitergeltung deutschen Rechts und sichern den deutschen Beamten zunächst die Weiterbeschäftigung in ihren Stellungen bei vollem Gehalt zu. Zwischen dem 7. und 12. September legen allerdings alle deutschen Beamten, die noch in neuseeländischen Diensten verblieben sind, ihr Amt nieder, um nicht als Helfer der Besatzung gelten zu müssen. Am 12. September werden sie nach Neuseeland gebracht und interniert.

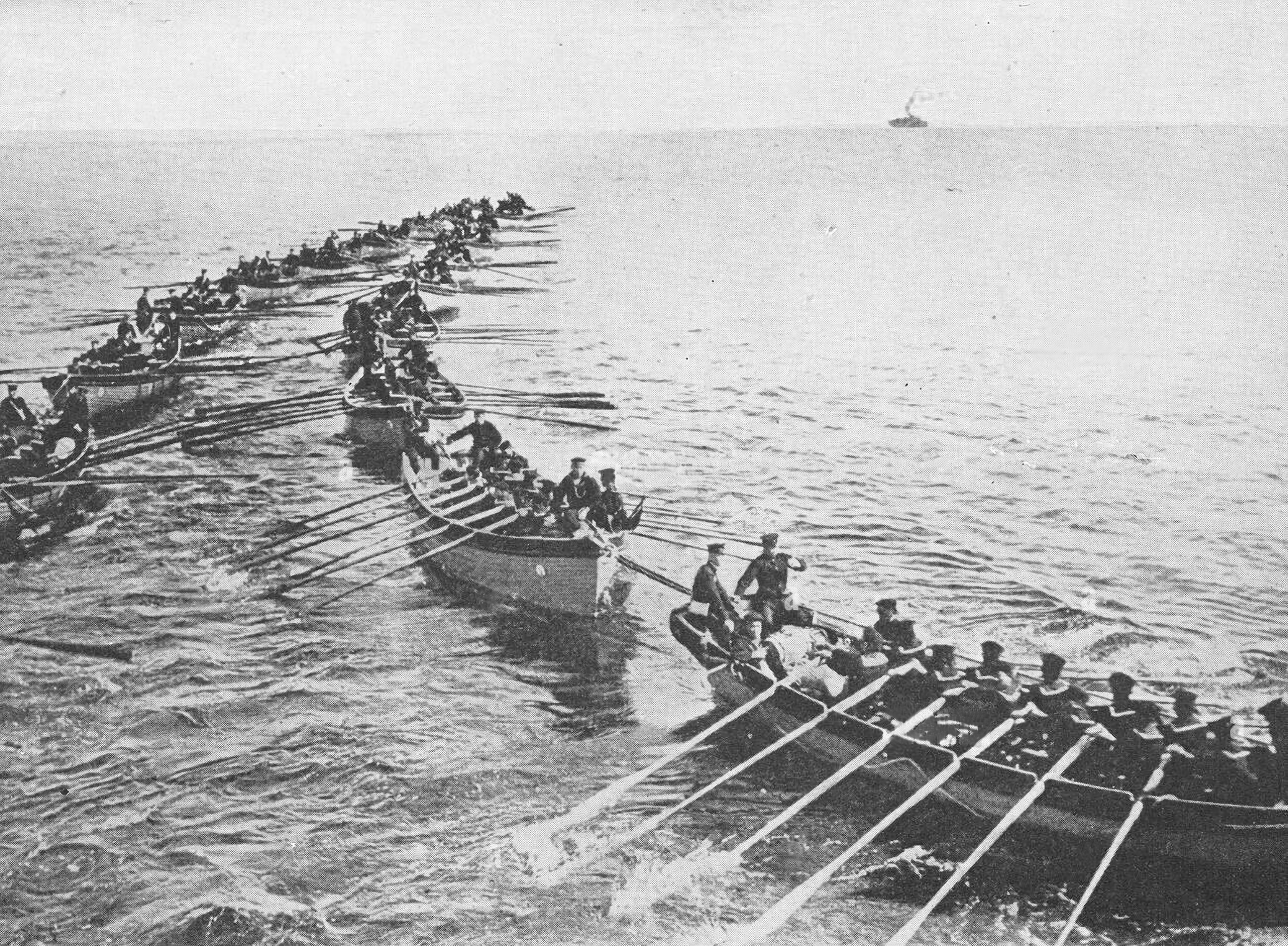
Landung der Japaner vor Tsingtao

- 2. September: Japanische Einheiten landen östlich des vom Deutschen Reich kontrollierten chinesischen Hafens Tsingtao. Wenige Tage später beginnen sie mit der Belagerung von Tsingtau.
- 11. September: Australien führt auf Neupommern im Bismarck-Archipel, einem Teil der Kolonie Deutsch-Neuguinea eine Invasion durch und bezwingt beginnend im Gefecht bei Bita Paka das deutsche Truppenkontingent bis zum 21. September. In der Provinz Morobe versteckt sich der deutsche Hauptmann Hermann Detzner mit wenigen Männern im Landesinneren.
- 21. Oktober: Japanische Einheiten besetzen Rota als letzte deutsche Insel in Mikronesien.

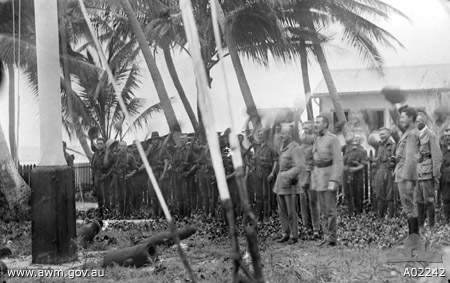
Hissung der britischen Fahne auf Nauru, 7. November 1914

- 6. November: Britisch-australische Truppen übernehmen ohne Gegenwehr die Pazifikinsel Nauru.
- 7. November: Alfred Meyer-Waldeck kapituliert im Ersten Weltkrieg im Namen der deutschen Kolonie Kiautschou und übergibt die belagerte Festung Tsingtau an Japan.

##### See- und Luftkrieg
- 4. August: Die britische Home Fleet, die Flotte der Royal Navy, die zum Schutz der Hoheitsgewässer Großbritanniens dient, wird in Grand Fleet umbenannt. John Jellicoe, 1. Earl Jellicoe, wird zu ihrem Befehlshaber bestellt.
- 6. August: Ein deutscher Zeppelin wirft Bomben über Lüttich ab. Beim vermutlich ersten Luftangriff des Ersten Weltkriegs kommen neun Menschen ums Leben.

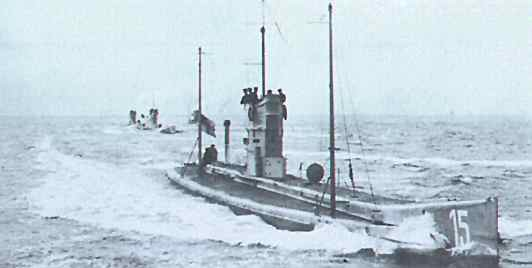
Deutsches U 15

- 9. August: Im Ersten Weltkrieg geht mit dem U 15 das erste deutsche U-Boot mit seiner Besatzung verloren. Der britische Leichte Kreuzer Birmingham rammt das deutsche Kriegsschiff, bevor es tauchen kann, und verursacht seinen Untergang.
- 13. August: Der Passagierdampfer Baron Gautsch des Österreichischen Lloyd läuft an der Küste von Istrien auf eine Seemine und sinkt, 147 Passagiere und Besatzungsmitglieder sterben.

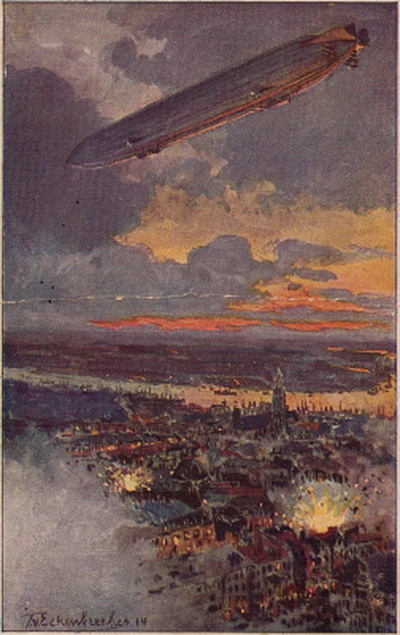
Bombardierung Antwerpens durch einen Zeppelin im Jahr 1914, Gemälde von Themistokles von Eckenbrecher

- 24. August: Ein deutscher Zeppelin bombardiert Antwerpen.
- 28. August: Im Seegefecht bei Helgoland versenken die Briten ohne eigene Schiffsverluste drei deutsche Kleine Kreuzer und ein Torpedoboot.

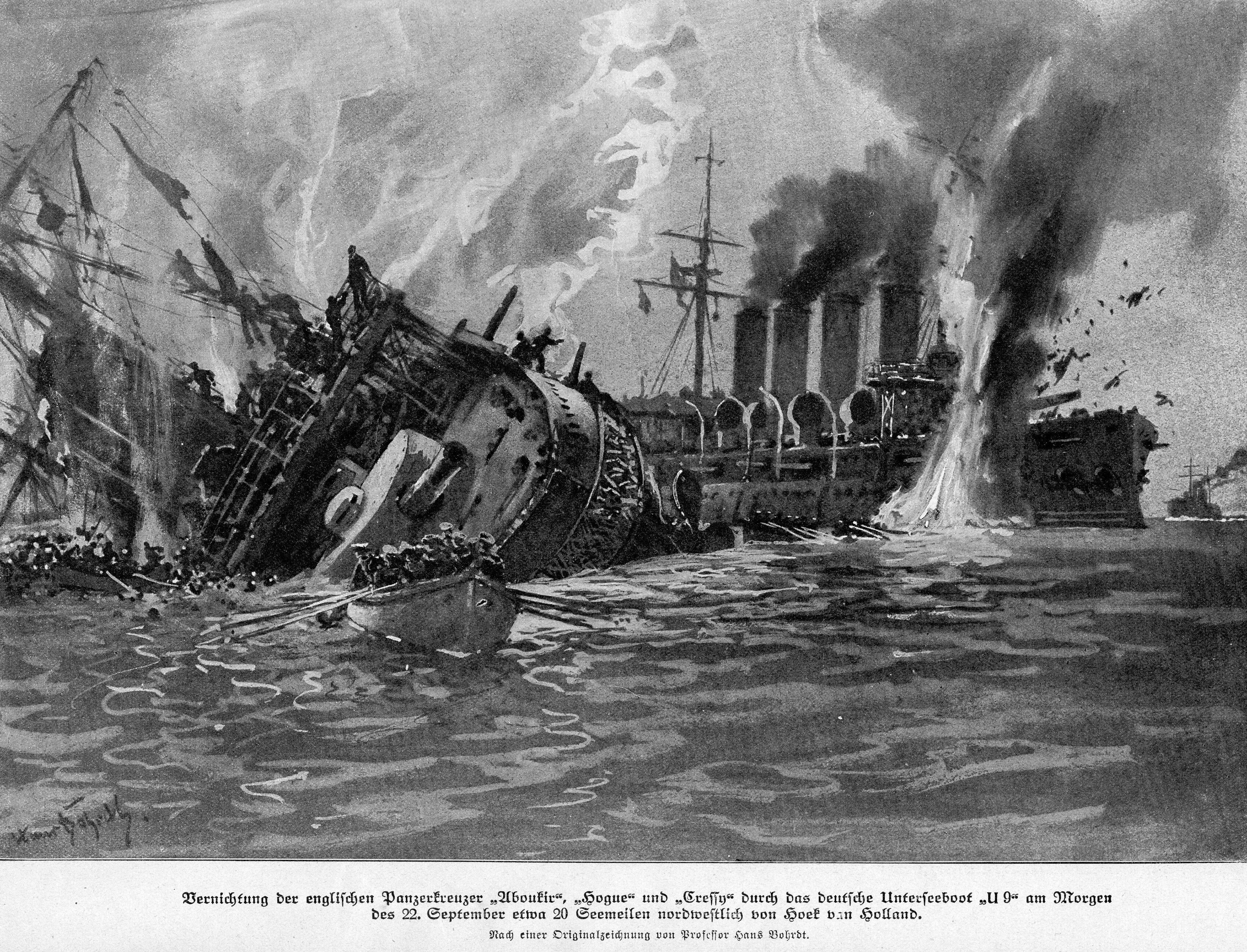
Versenkung der Panzerkreuzer vor der niederländischen Küste (nach einer Originalzeichnung von Hans Bohrdt)

- 22. September: Otto Weddigen versenkt im Zuge des deutschen U-Boot-Kriegs mit dem U 9 in der Nordsee die drei britischen Panzerkreuzer Aboukir, Cressy und Hogue. 1.467 Mann sterben, 837 überleben.
- 5. Oktober: Dem französischen Piloten Joseph Frantz gelingt der Sieg im weltweit ersten Luftkampf. Er kann einen deutschen Aviatik-Doppeldecker bei Reims abschießen. Die beiden Deutschen sterben beim Absturz.
- 1. November: Das deutsche Ostasiengeschwader siegt im Seegefecht bei Coronel über ein britisches Geschwader.
- 2. November: Nach der Versenkung mehrerer britischer Kreuzer erklärt Großbritannien die Nordsee zum Sperrgebiet.
- 9. November: Der deutsche Kreuzer Emden wird nach einem mehrmonatigen Kreuzerkrieg vom australischen Kreuzer Sydney im Indischen Ozean versenkt.

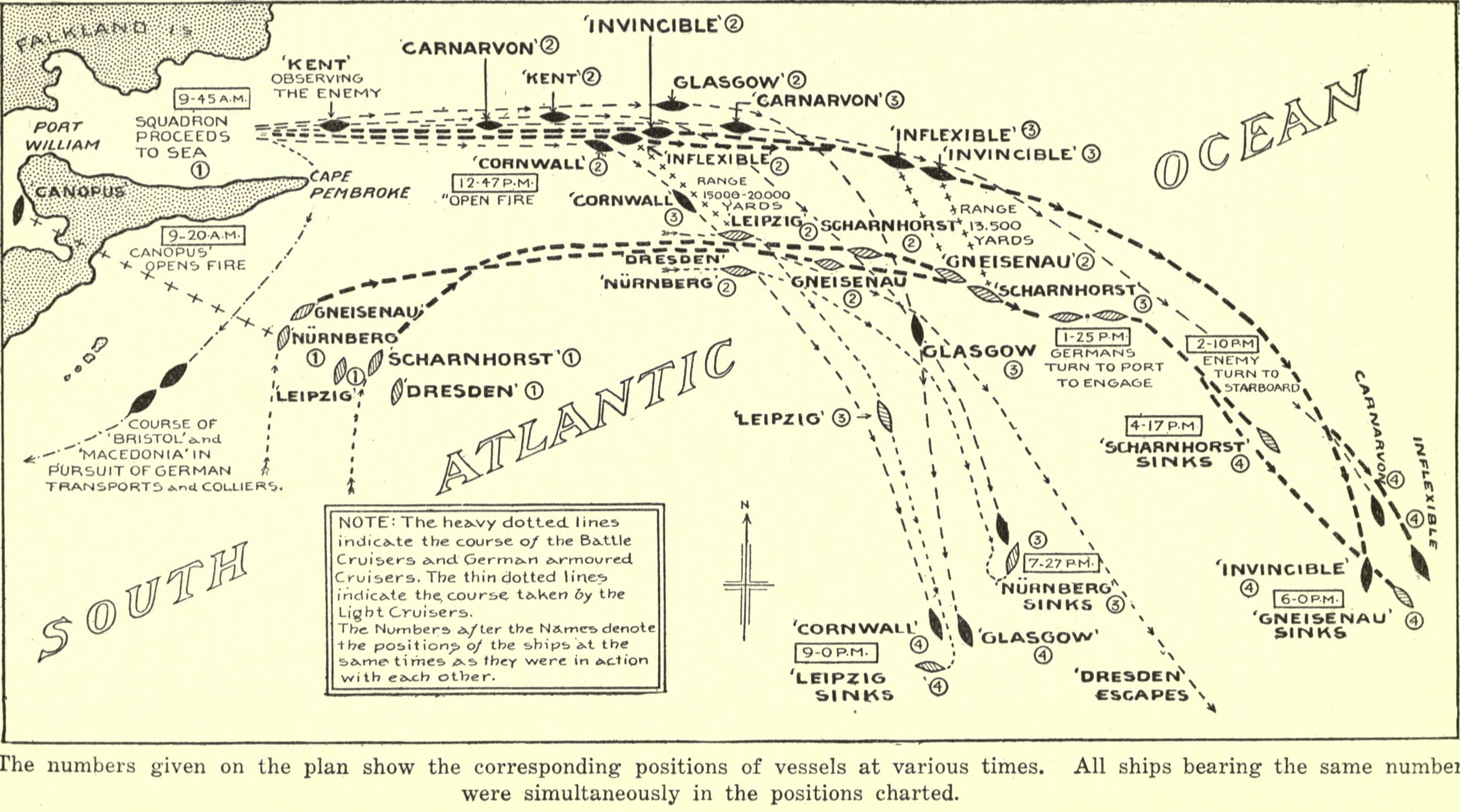
Das Seegefecht bei den Falklandinseln

- 8. Dezember: Das deutsche Ostasiengeschwader wird im Seegefecht bei den Falklandinseln von Einheiten der britischen Royal Navy unter dem Befehl von Frederik Doveton Sturdee vernichtet. Der deutsche Kommandant Maximilian von Spee kommt bei der Versenkung seines Flaggschiffs Scharnhorst ums Leben.
- 24. Dezember: Der deutsche Flieger Hans von Prondzynski wirft im Luftkrieg die erste Bombe auf britischen Boden ab. Sie schlägt in einen Pfarrgarten in Dover ein.

#### Weitere Ereignisse auf dem Balkan
- 22. Januar: Ismail Qemali tritt als albanischer Ministerpräsident zurück.

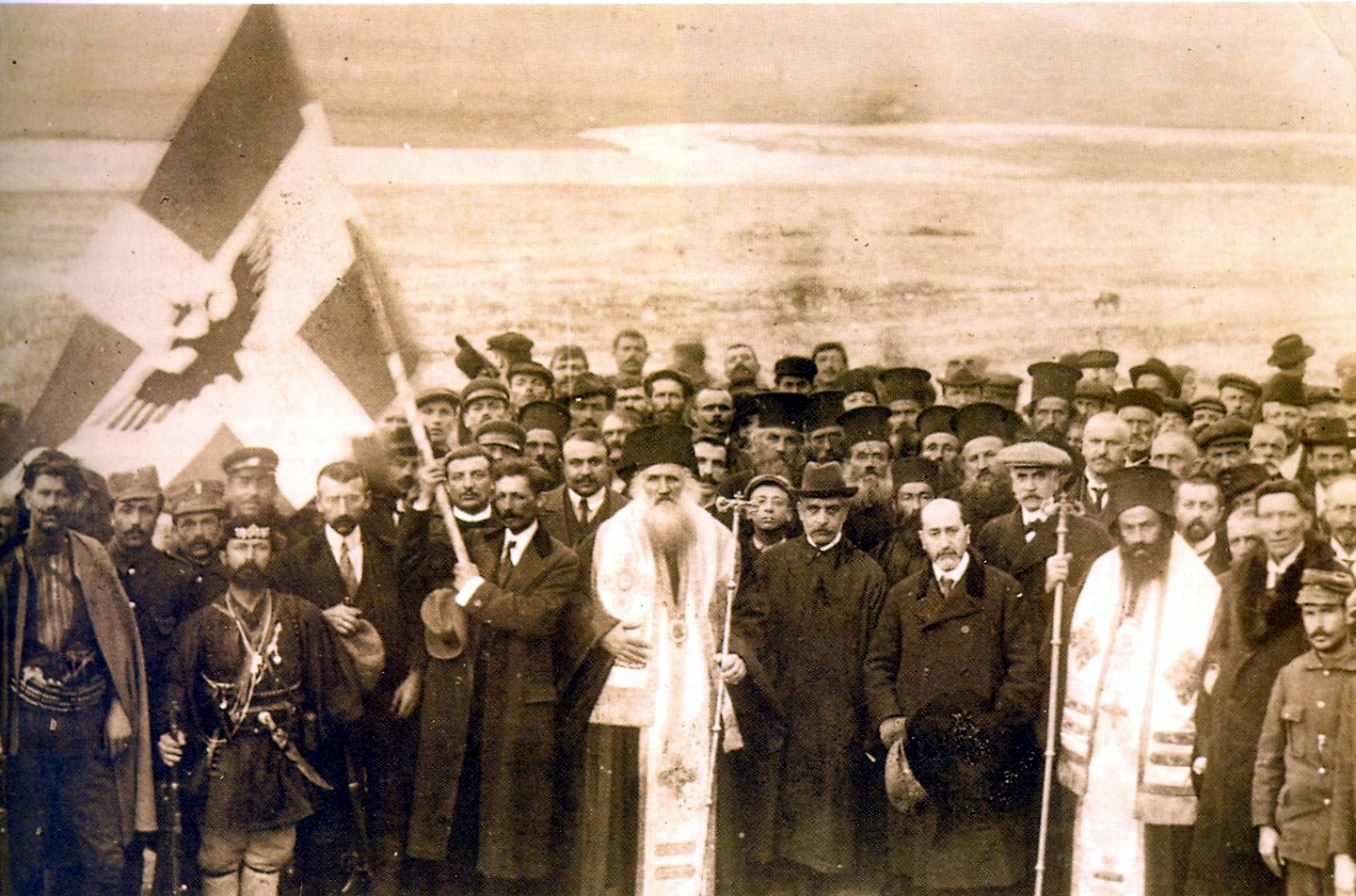
Deklaration der nordepirotischen Unabhängigkeit am 1. März in Gjirokastra

- Ende Januar fordern die Großmächte Griechenland auf, auf Basis des Londoner Vertrages seine Truppen aus Nordepirus abzuziehen. Als Druckmittel dient dabei die Drohung, dass andernfalls die griechischen Forderungen auf Lesbos, Chios und Samos nicht anerkannt würden. Nach dem Abzug Griechenlands wird von griechischen Einwohnern der Region am 28. Februar eine provisorische Regierung für Nordepirus eingesetzt, die am darauffolgenden Tag die unabhängige Autonome Republik Nordepirus ausruft. Als Premierminister fungiert der bisherige griechische Generalgouverneur Georgios Christakis-Zografos. Hauptstadt des neuen Staates ist Gjirokastra, weiters gehören unter anderem Himara, Kolonja, Përmet und Saranda zum kontrollierten Gebiet.

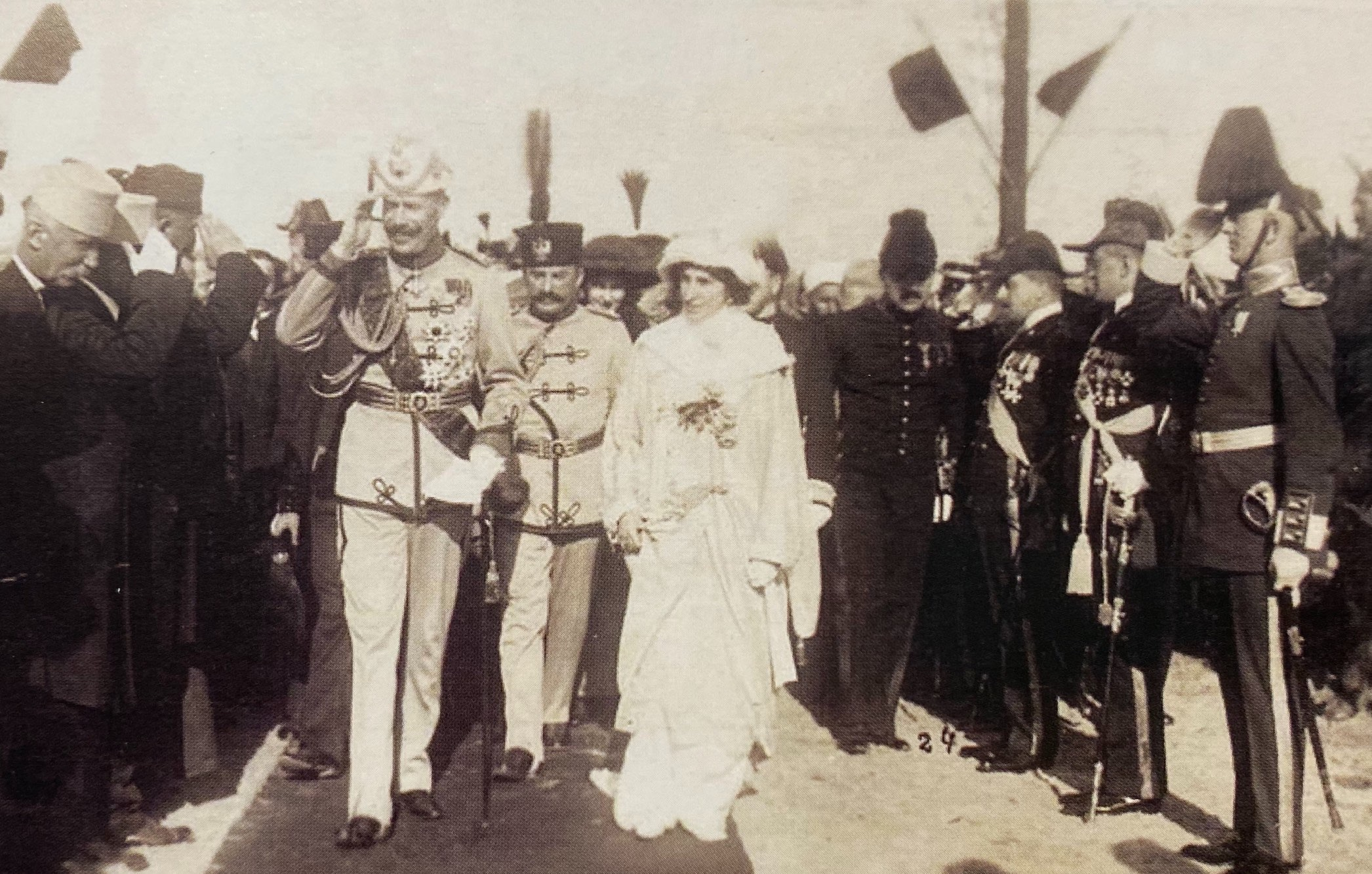
Wilhelm zu Wied und Gemahlin bei ihrer Ankunft in Albanien

- 7. März: Der im Vorjahr in London zum König bestimmte Wilhelm zu Wied trifft mit seiner Frau Sophie von Schönburg-Waldenburg und seiner Familie in der albanischen Hauptstadt Durrës ein. Er soll das im Vorjahr neu gegründete Fürstentum Albanien in die Selbständigkeit führen.
- 15. März: Turhan Pascha Përmeti wird zum neuen albanischen Regierungschef ernannt.
- 4. April: Albanien ruft die Mobilmachung aus. Krieg mit dem benachbarten Griechenland wird befürchtet.
- Mai: Das von Griechenland, Albanien und den Großmächten unterzeichnete Protokoll von Korfu bedeutet zwar das Ende der vollen staatlichen Unabhängigkeit des Nordepirus, sieht jedoch eine weitreichende Autonomie unter der Souveränität Albaniens vor. Nordepirus erhält das Recht, eigene Streitkräfte auszurüsten, und als Amtssprache wird Griechisch festgelegt.
- 3. September: Wilhelm zu Wied verlässt das für ihn unregierbare Fürstentum Albanien nach nur sechs Monaten, ohne jedoch formell abzudanken.
- 5. Oktober: Essad Pascha Toptani wird mit serbischer und italienischer Unterstützung neuer Ministerpräsident in Albanien.

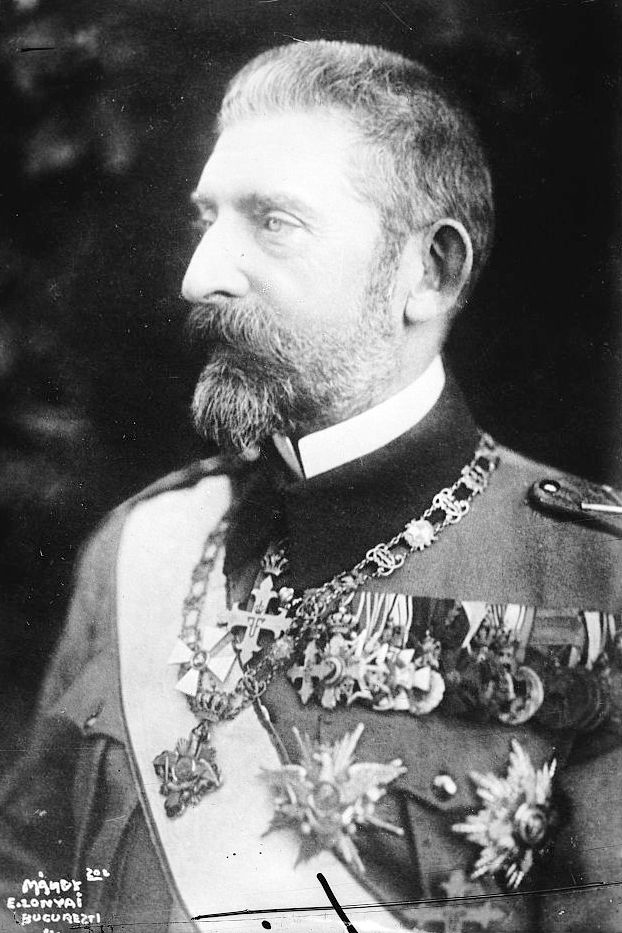
Ferdinand von Rumänien

- 10. Oktober: Carol I., der rumänische Fürst und König aus dem Hause Hohenzollern stirbt. Nachfolger wird Ferdinand I.

#### Weitere Ereignisse in Mitteleuropa
- 1. Januar: Arthur Hoffmann wird Bundespräsident der Schweiz.
- 11. Juni: Adolf Friedrich VI. wird nach dem Tod seines Vaters Adolf Friedrich V. neuer Großherzog von Mecklenburg und letzter regierender Fürst von Mecklenburg-Strelitz.
- Im Deutschen Reich entsteht die Deutschvölkische Partei aus zwei antisemitischen Splitterparteien, der 1889 gegründeten Deutschsozialen Partei und der 1890 gegründeten Deutschen Reformpartei.

#### Weitere Ereignisse in Europa

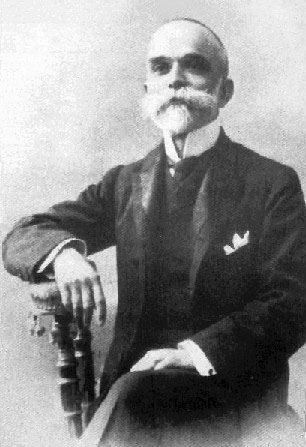
Bernardino Machado

- 9. Januar: Die Regierung unter Ministerpräsident Afonso Augusto da Costa in Portugal tritt nach genau einem Jahr zurück. Staatspräsident Manuel José de Arriaga holt den in Brasilien weilenden früheren Außenminister Bernardino Machado nach Portugal zurück und beauftragt ihn mit der Regierungsbildung. Die Regierung Machado wird am 9. Februar angelobt.
- 6. Februar: Der schwedische König Gustav V. unterstützt auf einer Demonstration konservative Gegner der liberalen Regierung, obwohl er zur parteipolitischen Neutralität verpflichtet wäre. Dadurch kommt es zur Borggårdskrise.
- 21. April: Zum 10-jährigen Bestehen der Entente cordiale besucht das englische Königspaar Paris.
- 25. Mai: Das britische Unterhaus gestattet im Government of Ireland Act 1914 Irland mehr Souveränität. Das Home-Rule-Gesetz wird jedoch nicht umgesetzt, weil der Erste Weltkrieg und der irische Osteraufstand im Jahr 1916 die politische Szene verändern.
- 12. Dezember: Victor Hugo de Azevedo Coutinho wird nach dem Wahlsieg des Partido Democrático neuer Ministerpräsident von Portugal. Der bisherige Ministerpräsident Machado plant, für die Präsidentschaftswahlen 1915 zu kandidieren.

#### Mexiko / Vereinigte Staaten
- 9. April: US-amerikanische Marineangehörige werden im mexikanischen Tampico festgenommen, weil sie sich auf Landgang in umkämpftem Sperrgebiet aufgrund der Mexikanischen Revolution befinden. Sie werden innerhalb einer Stunde wieder freigelassen. Eine von den Truppen Victoriano Huertas angebotene offizielle Entschuldigung wird von den Amerikanern jedoch nicht angenommen.
- 14. April: US-Präsident Woodrow Wilson nutzt den Tampico-Zwischenfall, um Mexiko „ernsthafteste Konsequenzen“ anzudrohen.

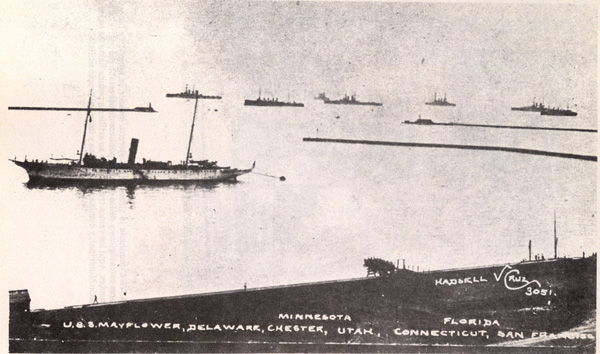
Die US-Flotte während des Angriffs auf Veracruz

- 21. April: Die US-amerikanische Marine beschießt und besetzt im Zuge der amerikanischen Kanonenbootpolitik die mexikanische Stadt Veracruz.

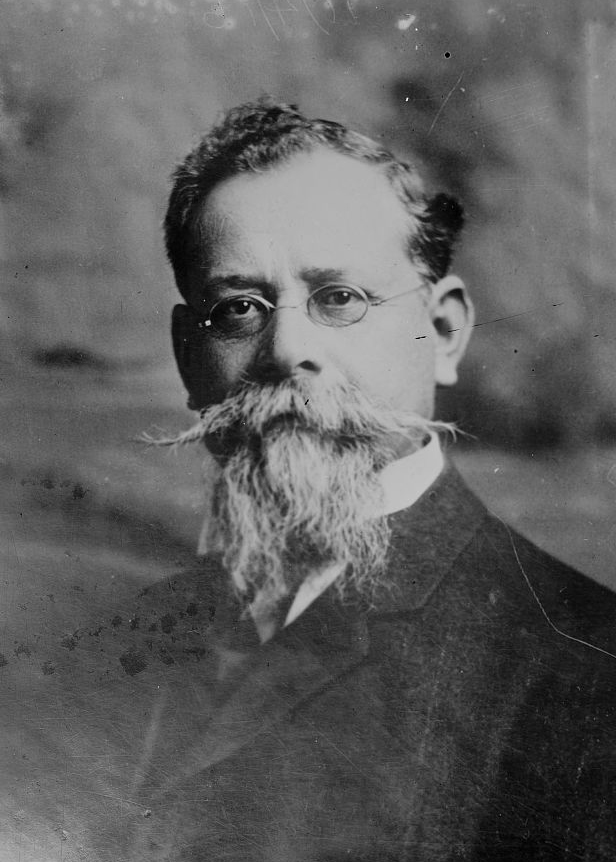
Venustiano Carranza

- 23. Juni: In der Mexikanischen Revolution besiegt in der Schlacht bei Zacatecas eine von Pancho Villa geführte, doppelt so große Armee Aufständischer die Regierungstruppen des Präsidenten Victoriano Huerta. Nach dem Sieg bricht jedoch neuer Streit zwischen den verschiedenen Fraktionen des Revolutionslagers aus. Venustiano Carranza nimmt die Exekutivgewalt für sich in Anspruch, stößt dabei jedoch auf den Widerstand von Pancho Villa und Emiliano Zapata, die sich weigern, an dem von Carranza für Anfang Oktober einberufenen Konvent der Gouverneure und Generäle in Mexiko-Stadt teilzunehmen.
- 15. Juli: Victoriano Huerta tritt als Präsident Mexikos zurück. Er begibt sich auf dem deutschen Kreuzer Dresden ins Exil nach Jamaika und von dort weiter zunächst nach Europa, später in die USA.
- Oktober: Zur Überraschung Carranzas ist auch der von ihm einberufene Konvent nicht bereit, ihm die verlangte alleinige „Exekutivgewalt“ zuzugestehen. Er vertagt sich, um seine Sitzungen in Aguascalientes wieder aufzunehmen, bestätigt Villa in seiner Stellung als Befehlshaber der von ihm kommandierten Revolutionsarmee und ernennt einen provisorischen Präsidenten. Im nun beginnenden erneuten Bürgerkrieg, diesmal ausgetragen zwischen „Konventionisten“ und „Konstitutionalisten“, wendet sich Carranza mit Hilfe Álvaro Obregóns zunächst gegen Villa, den stärksten seiner Gegner.
- 23. November: Die Besetzung von Veracruz durch amerikanische Einheiten endet.

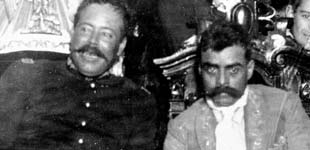
Pancho Villa (links) und Emiliano Zapata (rechts) im Präsidentenpalast nach ihrem Einzug in Mexiko-Stadt

- 28. November: Der mexikanische Rebellenführer Pancho Villa zieht nach dem Rückzug von Obregóns Einheiten mit seinen Truppen in der Hauptstadt Mexiko-Stadt ein, wo er sich unter anderem mit Emiliano Zapata trifft, ohne dass die beiden sich jedoch auf eine konkrete Vorgangsweise gegen Venustiano Carranza einigen können.

#### Weitere Ereignisse weltweit
- 1. Januar: Die Protektorate Nordnigeria und Südnigeria werden zur „Kolonie und Protektorat Nigeria“ zusammengefasst. Damit entsteht der Vorläufer der heutigen Bundesrepublik Nigeria. Frederick Lugard wird Generalgouverneur der britischen Kolonie.
- 23. Januar: Japanische Zeitungen berichten erstmals über den Siemens-Skandal, einen Bestechungsskandal, in den hochrangige japanische Marineoffiziere verwickelt sind. Am 23. März kommt es in der Folge zum Rücktritt des Kabinetts Yamamoto.

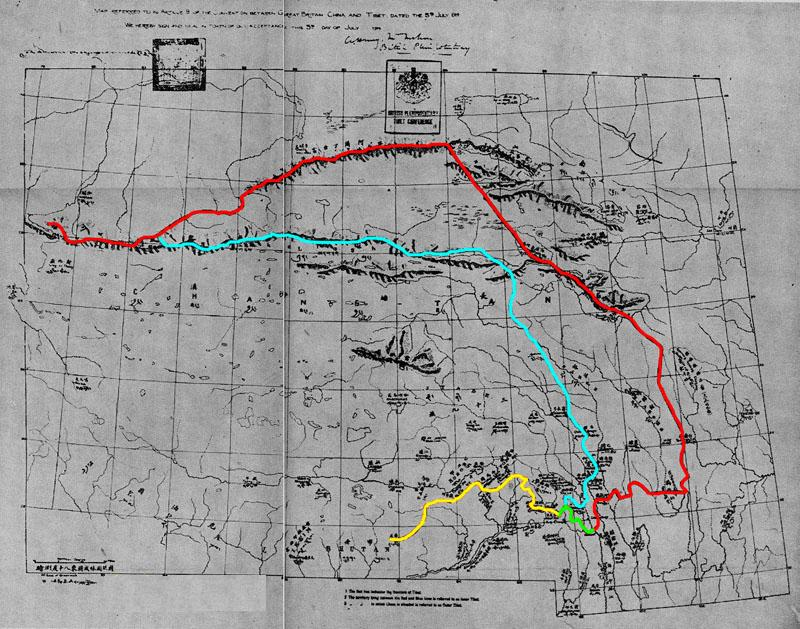
Karte aus dem Vertragswerk von Shimla: Die McMahon-Linie ist rot nachgezeichnet

- 3. Juli: Vertreter des Vereinigten Königreichs und Tibets unterzeichnen in Shimla ein Abkommen über die Grenze zwischen Tibet und Indien und die völkerrechtliche Stellung Tibets. Als Grenze wird die sogenannte McMahon-Linie festgelegt, was die Grenze Britisch-Indiens deutlich nach Norden verschiebt. Der Vertreter Chinas unterzeichnet nicht und China erkennt das Abkommen später nicht an.
- 21. Juli: Mit dem Erreichen der Volljährigkeit wird Ahmad Schah Kadschar zum Schah von Persien gekrönt.

### Wirtschaft

#### Ausstellungen
- 15. Mai: Die große Kölner Werkbundausstellung wird eröffnet. Auf dem neu geschaffenen Messegelände gegenüber der Kölner Altstadt findet eine Leistungsschau über zeitgemäße Formgebung statt.
- Mai bis Oktober: In Leipzig findet die Internationale Ausstellung für Buchgewerbe und Graphik statt.

#### Geldwirtschaft
- 31. Juli: Die deutsche Reichsbank stellt das Einwechseln von Banknoten oder Scheidemünzen gegen Hergabe von Goldmark ein, um den staatlichen Goldbestand zu schonen. Wegen Kriegsängsten ist die Nachfrage der Bevölkerung nach Bargeld deutlich angestiegen.
- 16. November: Die Banken im Federal Reserve System der Vereinigten Staaten, darunter die Federal Reserve Bank of New York, nehmen ihre Geschäftstätigkeit auf.

#### Patente
- 16. Mai: Im Deutschen Reich wird an die Firma Merck ein Patent erteilt für ein Syntheseverfahren, bei dem als Zwischenprodukt unter anderem der spätere Ecstasy-Wirkstoff MDMA entsteht.
- 13. Oktober: Der US-amerikanische Erfinder Garrett Morgan erhält ein Patent auf die Gasmaske.

#### Produktion
- 5. Januar: Auf einer Pressekonferenz kündigt Henry Ford die Einführung des Achtstundentags bei Ford zum 12. Januar und einen Mindestlohn von fünf US-Dollar pro Tag an.
- 14. Januar: Henry Ford lässt die Produktion des Automobils Ford Modell T auf Fließbandfertigung umstellen, was ein Senken des Verkaufspreises für das Kraftfahrzeug ermöglicht.

#### Unternehmensgründungen
- 6. Januar: Das Unternehmen Merrill Lynch & Co., Inc. wird durch Charles E. Merrill in der New Yorker Wall Street eröffnet.
- 7. November: In den USA erscheint die erste Ausgabe der von Herbert Croly und Walter Lippmann gegründeten Zeitschrift The New Republic.
- 1. Dezember: In Bologna wird das Automobilunternehmen Maserati gegründet.

#### Verkehr
- 2. Februar: In Deutsch-Ostafrika wird die Tanganjikabahn fertiggestellt, die von der Küstenstadt Daressalam bei Kigoma an den Tanganjikasee führt. Die Bauarbeiten durch die Ostafrikanische Eisenbahngesellschaft haben 1905 begonnen.

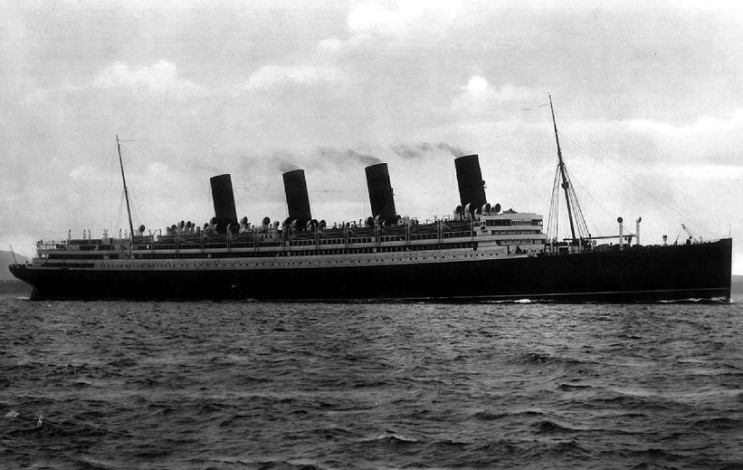
Die Aquitania 1914

- 30. Mai: Die Aquitania wird von der Cunard Line indienstgestellt.
- 17. Juni: Der Hohenzollernkanal wird von Kaiser Wilhelm II. der Öffentlichkeit zur Nutzung übergeben. Die Schifffahrtsstraße verbindet Havel und Oder.
- 14. Juli: Der Rhein-Herne-Kanal wird nach acht Jahren Bauzeit für die Schifffahrt freigegeben.
- 8. August: In Cleveland wird mit dem Simplex Traffic Signal die erste Verkehrsampel Nordamerikas aufgestellt. Sie wird noch im selben Jahr patentiert.

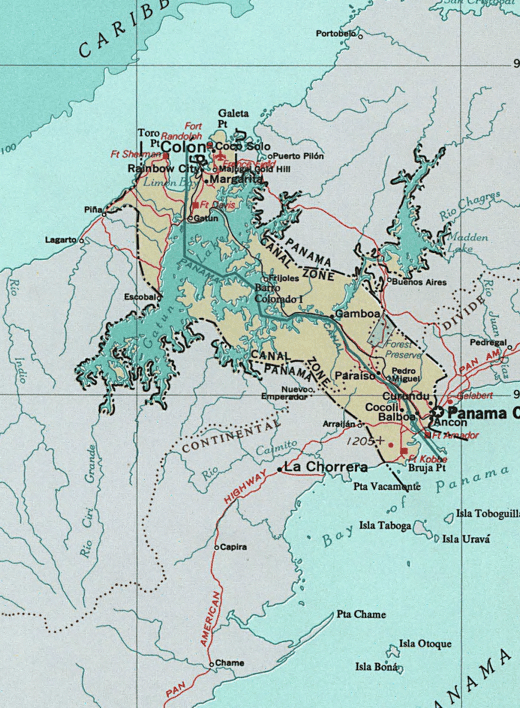
Karte des Panamakanals und der Kanalzone

- 15. August: Das 200 Passagiere transportierende Paketboot Ancona durchfährt als erstes Wasserfahrzeug den Panamakanal in voller Länge. Offizielle Eröffnungsfeierlichkeiten entfallen wegen des Kriegsausbruchs in Europa.

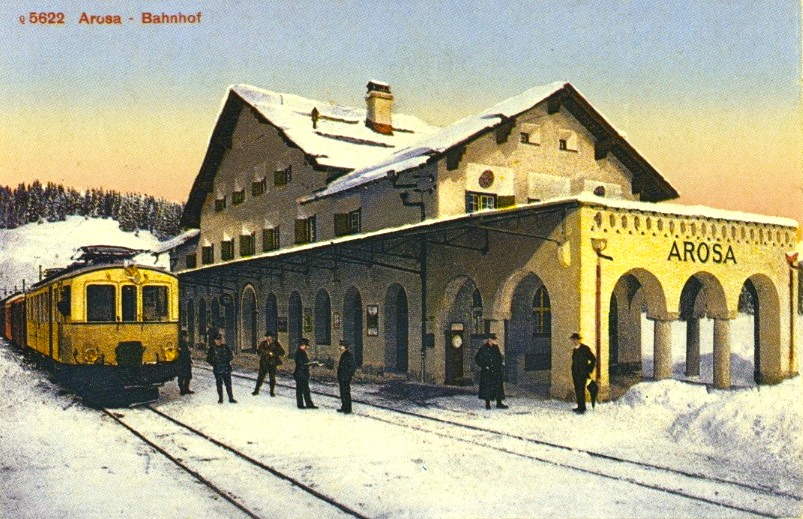
Bahnhof Arosa 1914

- 12. Dezember: Auf der Arosalinie zwischen dem Graubündner Kantonshauptort Chur und dem Kurort Arosa wird der fahrplanmäßige Zugverkehr aufgenommen.
- Der erste Bus der von Carl Eric Wickman gegründeten Greyhound Lines fährt von Hibbing nach Alice im US-Bundesstaat Minnesota.

#### Sonstiges
- 1. Januar: Der Ullstein Verlag übernimmt die Vossische Zeitung.
- 2. Januar: Die Einwohner Schwedens dürfen nur noch zwölf Liter Spirituosen pro Vierteljahr kaufen.
- 14. August: Die Diamantenmine Big Hole im südafrikanischen Kimberley, aus der seit 1871 insgesamt 2722 kg Diamanten gefördert worden sind, wird geschlossen.
- Das Jahr 1914 ist das Jahr, welches zur Berechnung von Gebäudeversicherungen benutzt wird, siehe: Versicherungswert.

### Wissenschaft und Technik

#### Antarktisforschung

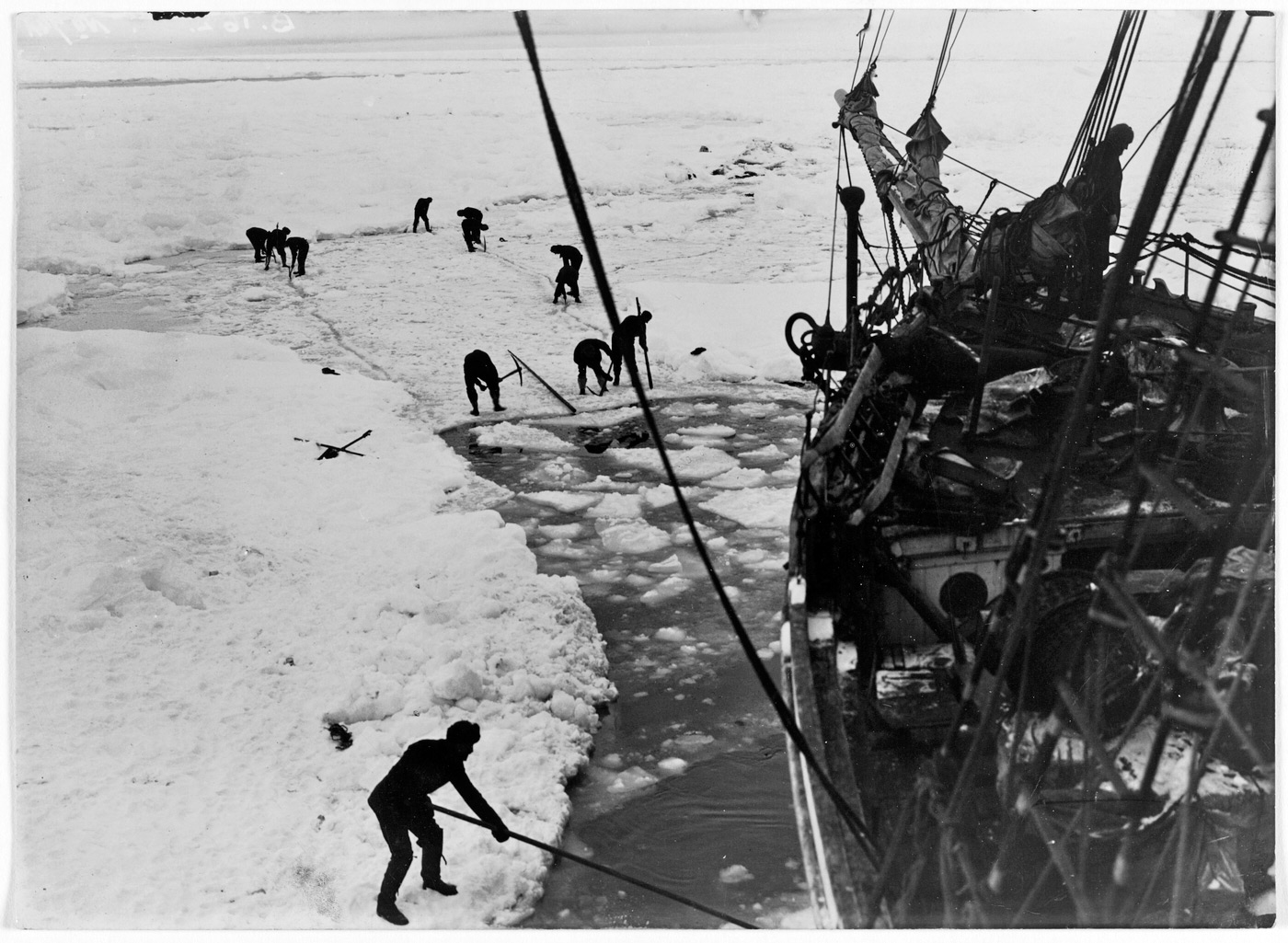
Arbeiten, um das Schiff zu befreien

- 8. August: Die Endurance-Expedition, die letzte große Expedition des sogenannten Goldenen Zeitalters der Antarktis-Forschung verlässt Plymouth unter der Leitung von Ernest Shackleton in Richtung Buenos Aires. Nach einem weiteren einmonatigen Aufenthalt in Grytviken, Südgeorgien, bricht die Endurance am 5. Dezember in die Antarktis auf.
- Oktober: Aeneas Mackintosh, von Shackleton zum Leiter der zur Expedition gehörenden Ross Sea Party ernannt, trifft wie vereinbart in Sydney ein und findet dort chaotische Zustände vor. Das Schiff Aurora befindet sich nicht in einem für eine Antarktisexpedition geeigneten Zustand und muss generalüberholt werden. Zahlreiche Mannschaftsmitglieder, die das Vertrauen in die Expedition verlieren, springen ab und müssen durch Neulinge ersetzt werden. Erst am 24. Dezember kann die Aurora von Hobart aus in Richtung Antarktis auslaufen.
- Am 14. Dezember ist die Endurance erstmals im Packeis gefangen, doch am 22. Dezember eröffnen sich Fahrrinnen, so dass sich das Schiff in den nächsten Wochen stetig nach Süden vorarbeiten kann.

#### Archäologie

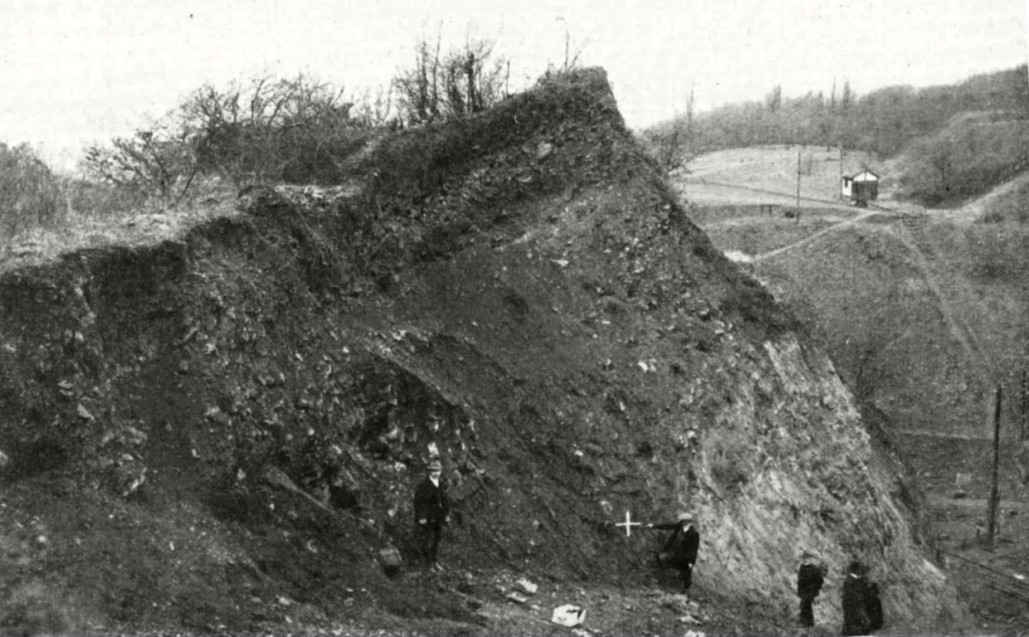
Fundstelle – mit weißem Kreuz markiert – Aufnahme von 1914

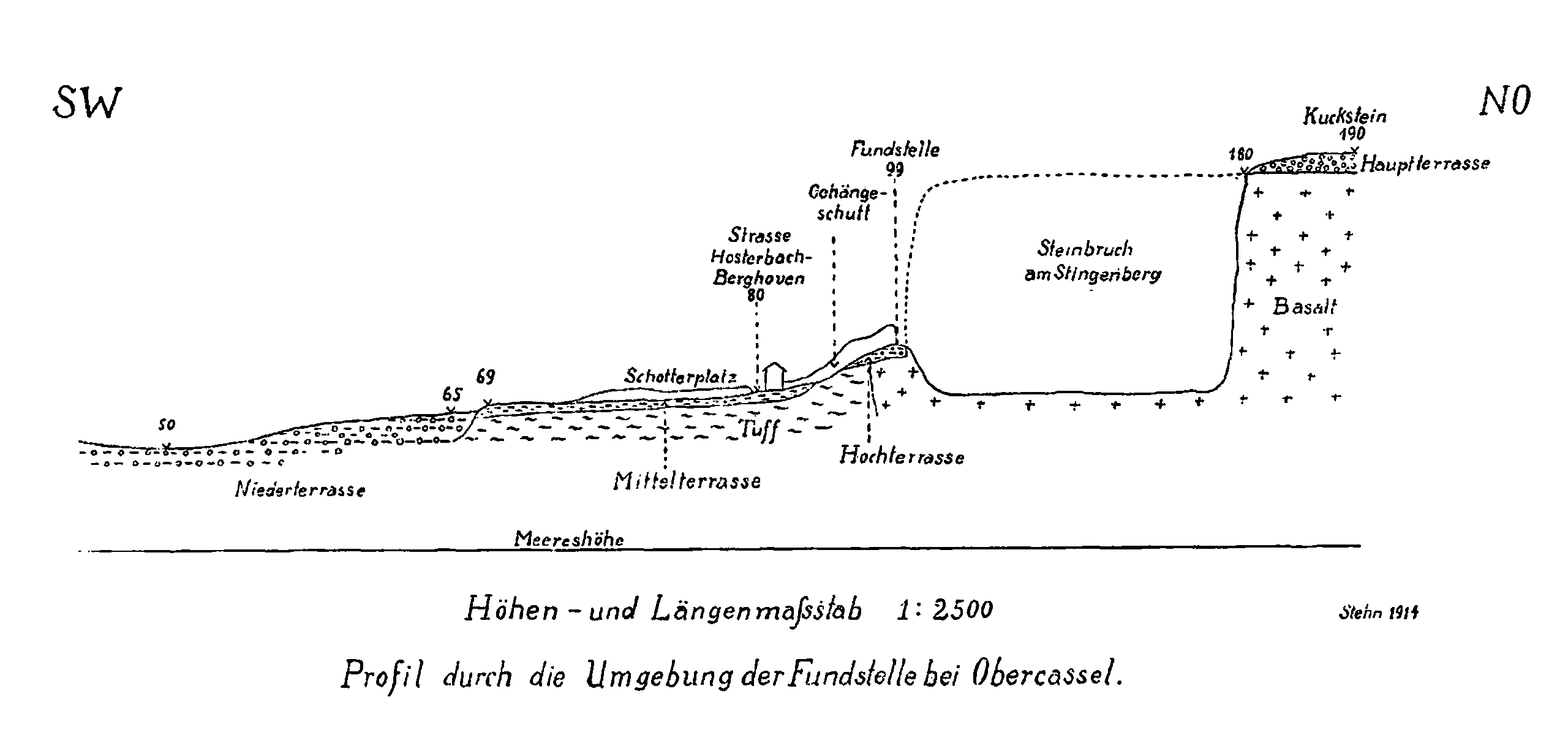
Profilzeichnung des Grabes von 1914

Arbeiter entdecken am 12. Februar das Doppelgrab von Oberkassel im heutigen Bonn in einem Steinbruch. Das Grab aus der Zeit der späteiszeitlichen Federmesser-Gruppen ist etwa 14.000 Jahre alt und enthält die gut erhaltenen Skelette eines etwa 50 Jahre alten Mannes, einer 20- bis 25-jährigen Frau, die Überreste eines Hundes, weitere Tierreste und bearbeitete Tierknochen. Der Steinbruchbesitzer meldet den Fund der Bonner Universität. Ab dem 21. Februar wird die Fundstelle von den Wissenschaftlern Max Verworn, Robert Bonnet und Gustav Steinmann genau untersucht. Sie legen im Jahr 1919 einen umfassenden Bericht vor.

#### Naturwissenschaften
- Walter Schottky entwickelt die Gesetze zum Anlauf-, Raumladungs- und Sättigungsgebiet in der Vakuumröhre.
- James Franck und Gustav Ludwig Hertz führen ihren Versuch zur Bestimmung der Anregungsenergie in Atomen durch.
- Ernest Rutherford identifiziert die „Rückstoßatome“ beim Beschuss von Wasserstoff-Atomen mit Elektronen als Protonen.

#### Lehre und Forschung
- 27. Juli: Das Kaiser-Wilhelm-Institut für Kohlenforschung in Mülheim an der Ruhr wird zwei Jahre nach seiner Gründung feierlich eröffnet. Erster Direktor ist Franz Fischer.
- 18. Oktober: Gründungsrektor Richard Wachsmuth teilt Kaiser Wilhelm II. mit, dass die Universität Frankfurt am Main in aller Stille ihre Arbeit begonnen habe. Eine geplante feierliche Eröffnung der Stiftungshochschule mit dem Staatsoberhaupt fällt an diesem Tag wegen des Ersten Weltkriegs aus.

#### Technische Leistungen
- 10. Januar: Alberto Garelli bezwingt mit einem selbst gebauten Motorrad den 1925 Meter hohen, tief verschneiten Pass von Mont Cenis in der Nähe von Moncenisio bei klirrender Kälte, ein Unternehmen, das zur damaligen Zeit als unmöglich galt.
- 30. Juli: Der Norweger Tryggve Gran überfliegt als erster Mensch alleine die Nordsee. Er benötigt für den Flug von Schottland nach Norwegen bei günstigem Wind rund 4½ Stunden.

### Kultur

#### Bildende Kunst

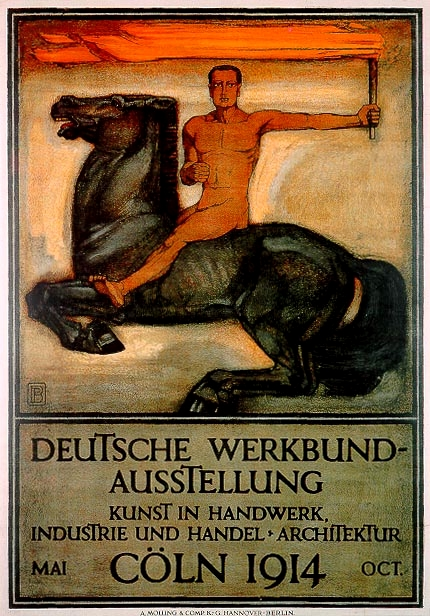
Plakat für die Ausstellung des Deutschen Werkbundes, Entwurf von Peter Behrens

- 15. Mai: Die Kölner Werkbundausstellung, die erste Leistungsschau des von Künstlern, Architekten und Industriellen gegründeten Deutschen Werkbundes, wird durch Henry van de Velde eröffnet. Wegen des Ausbruchs des Weltkriegs wird die von Konrad Adenauer initiierte Ausstellung am 8. August vorzeitig geschlossen.
- 22. August: In Wien wird die von Franz Matsch konzipierte Ankeruhr an einer Verbindungsbrücke zweier Gebäude errichtet. Sie zählt als herausragendes Werk des Jugendstils.

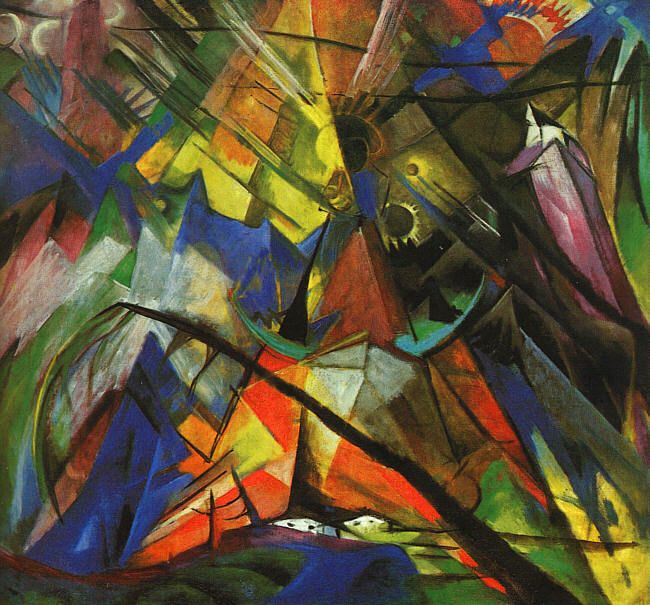
Franz Marc: Tirol, 1914, Neue Pinakothek, München

- Die Freie Secession spaltet sich nach der stillschweigenden Auflösung der Neuen Secession unter der Führung von Max Liebermann von der Berliner Secession ab. Die rund 50 Personen zählende Künstlergruppe hat noch im selben Jahr ihre erste Ausstellung.

#### Musik und Theater
- 1. Januar: Neujahrspremiere in Europas Theatern. Nach Ablauf des 30-jährigen Urheberrechtsschutzes hat Bayreuth nicht mehr das Monopol auf den Parsifal von Richard Wagner.
- 30. Januar: Die Uraufführung der Operette Endlich allein von Franz Lehár auf ein Libretto von Alfred Maria Willner erfolgt am Theater an der Wien in Wien.
- 2. Februar: Das Lustspiel Der Snob von Carl Sternberg hat unter der Regie von Max Reinhardt am Deutschen Theater Berlin seine Uraufführung. Es folgt als zweiter Teil einer Trilogie auf das Skandalstück Die Hose.

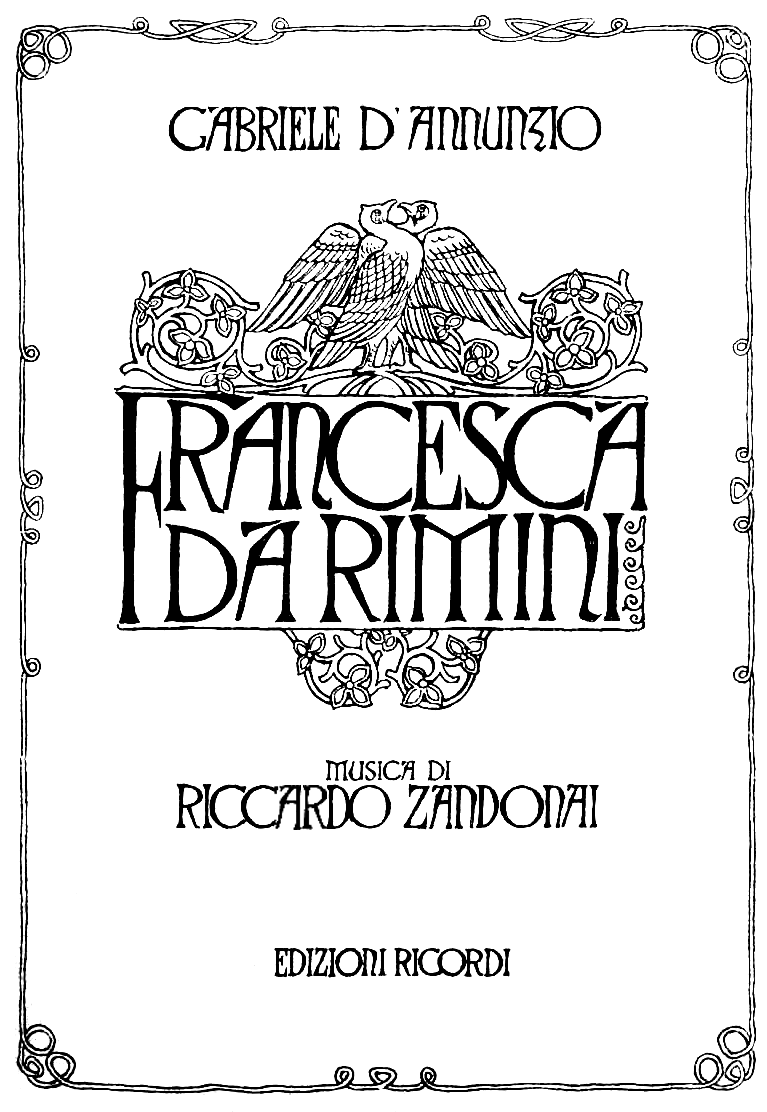
Francesca da Rimini, Umschlag des Librettos

- 19. Februar: Die Oper Francesca da Rimini von Riccardo Zandonai hat ihre Uraufführung  unter der musikalischen Leitung von Ettore Panizza am Teatro Regio in Turin. Das Libretto von Tito Ricordi basiert auf Gabriele D’Annunzios gleichnamiger Verstragödie, die wiederum ein Stück aus Dantes Divina Commedia verarbeitet.
- 1. April: Die Uraufführung der Oper Notre Dame von Franz Schmidt nach dem Roman Der Glöckner von Notre-Dame von Victor Hugo findet nach mehrfacher Ablehnung an der Hofoper in Wien statt. Die Sopranistin Marie Gutheil-Schoder singt die Rolle der Esmeralda. Das Werk wird Schmidts größter Erfolg, gerät aber trotzdem bald in Vergessenheit.
- 27. Mai: A London Symphony von Ralph Vaughan Williams hat ihre Uraufführung in der Queen’s Hall in London. Die Aufführung ist ein Erfolg, aber kurze Zeit später geht die Partitur auf dem Postweg zum Dirigenten Fritz Busch in Deutschland verloren.
- 9. November: Die Uraufführung der Operette Rund um die Liebe von Oscar Straus auf das Libretto von Robert Bodanzky und Friedrich Thelen erfolgt am Johann Strauß-Theater in Wien und wird vom Publikum gut aufgenommen. Das Werk wird nach der Premiere 380 Mal in Folge aufgeführt.

#### Sonstiges
- Der neue Botanische Garten wird vor den Toren der Stadt München in Nymphenburg angelegt. Karl Ritter von Goebel wird erster Direktor des auf seine Initiative errichteten Botanischen Gartens.

### Gesellschaft
- 2. Januar: Das Volksbad Nürnberg wird feierlich eröffnet. Der Jugendstilbau ist mit drei Schwimmhallen für Männer und Frauen, 66 Wannenbädern, 14 Duschen, einem Dampfbad sowie Frisier- und Erfrischungsräumen ausgestattet. Ein Hundebad und eine Wäscherei sind ebenfalls integriert.
- 10. Januar: Trotz mangelnder Beweise wird der schwedische Wanderarbeiter Joe Hill in Salt Lake City des Mordes an einem Lebensmittelhändler und seinem Sohn schuldig befunden. Der Fall entwickelt sich zu einem der größten Justizskandale in der amerikanischen Geschichte.
- 12. April: Im Grand Hotel Pittner wird das erste fixe Kino St. Pöltens eröffnet.

### Religion

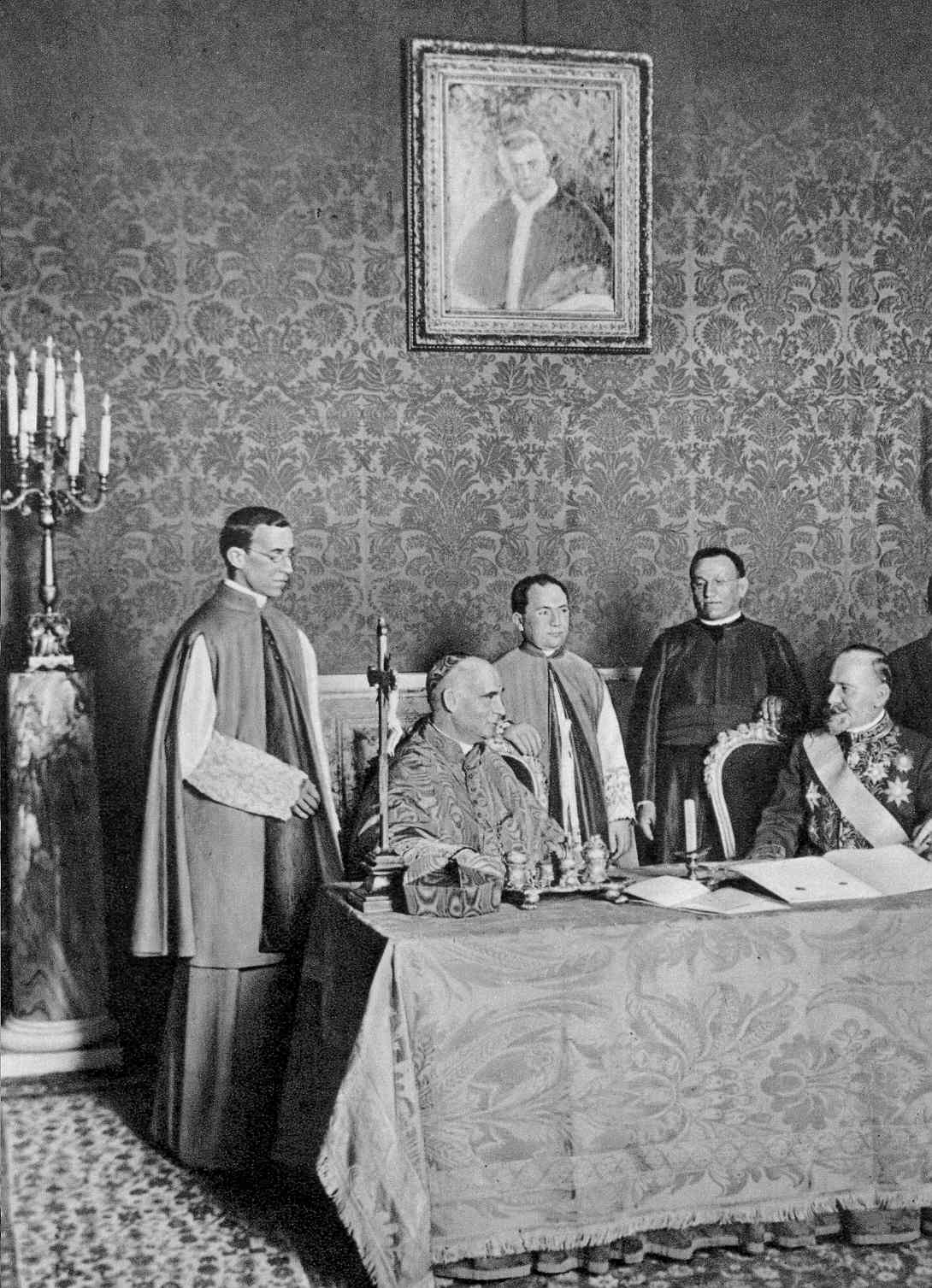
Die Unterzeichnung des Konkordats mit Serbien am Vorabend des Ersten Weltkrieges

- 24. Juni: Der Heilige Stuhl schließt ein Konkordat mit Serbien.

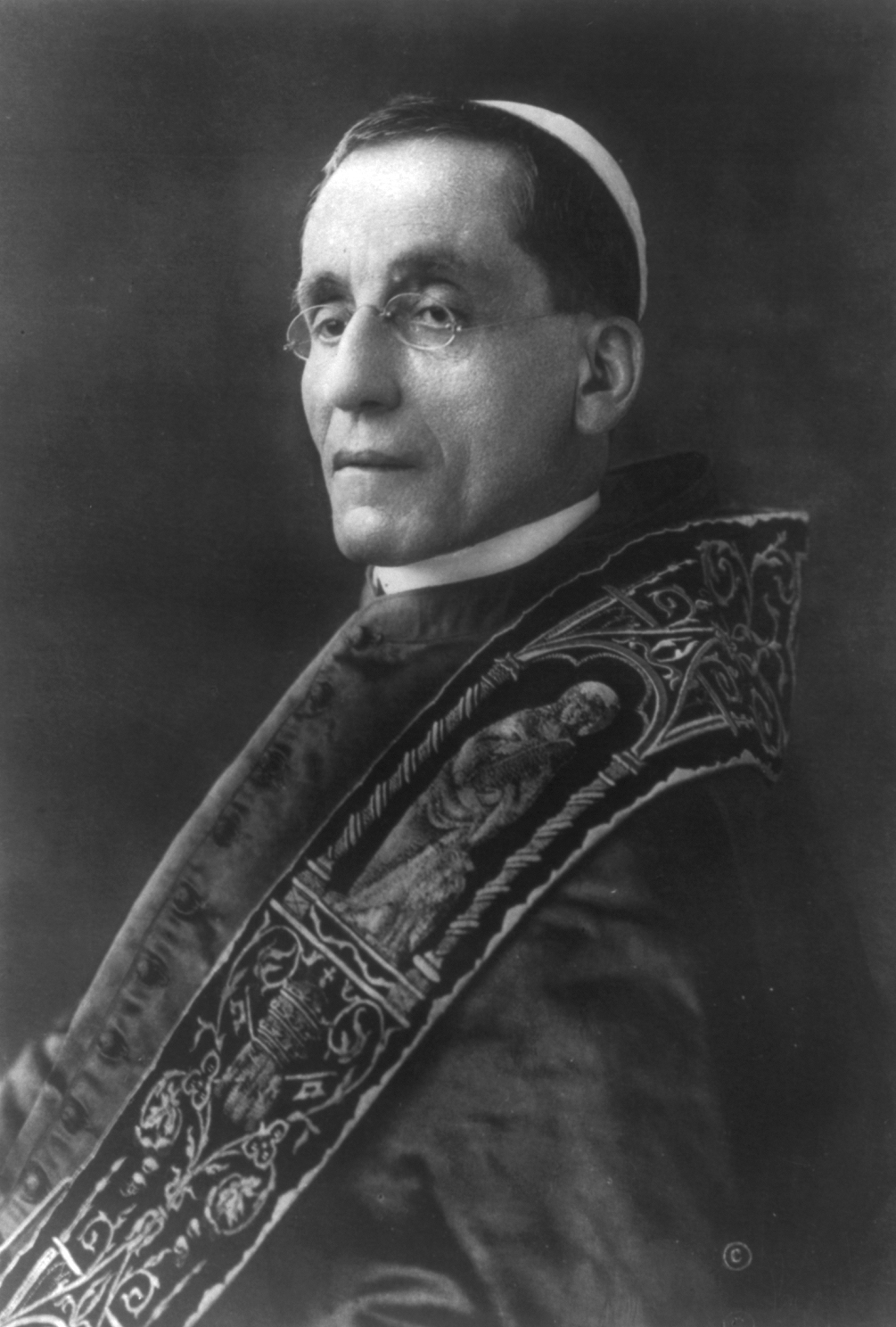
Benedikt XV.

- Kurz nach Kriegsbeginn verstirbt Papst Pius X. am 20. August. Das Konklave wählt am 3. September Benedikt XV. zum neuen Oberhaupt der katholischen Kirche. Im Gegensatz zu seinem Amtsvorgänger wahrt Benedikt während seiner gesamten Amtszeit strikte Neutralität. Am 8. September erlässt er das Apostolische Schreiben Ubi Primum, in dem er den Ausbruch des Krieges zwischen Christen in Europa beklagt.
- 18. Oktober: Die Schönstattbewegung, eine katholische Erneuerungsbewegung, wird gegründet.
- Mit 1914 hat für die Zeugen Jehovas die „Zeit des Endes“ begonnen. Jesus Christus hat die Herrschaft über das „Königreich Gottes“ als theokratische Regierung im Himmel übernommen und Satan und seine Dämonen vom Himmel auf die Erde verbannt, wo sich verstärkt seine destruktive Tätigkeit zeigt.

### Katastrophen
- 30. Januar: Auf der Zeche Minister Achenbach in Dortmund tötet ein Schlagwetter 24 Bergleute.
- 29. Mai: Der britische Passagierdampfer Empress of Ireland sinkt nach einer Kollision mit dem norwegischen Kohlefrachter Storstad im Sankt-Lorenz-Strom innerhalb von nur 14 Minuten. Obwohl der Dampfer aufgrund der Erfahrungen der Titanic-Katastrophe genügend Rettungsboote und Schwimmwesten an Bord hat, kommen 1032 Menschen ums Leben, nur 465 überleben.

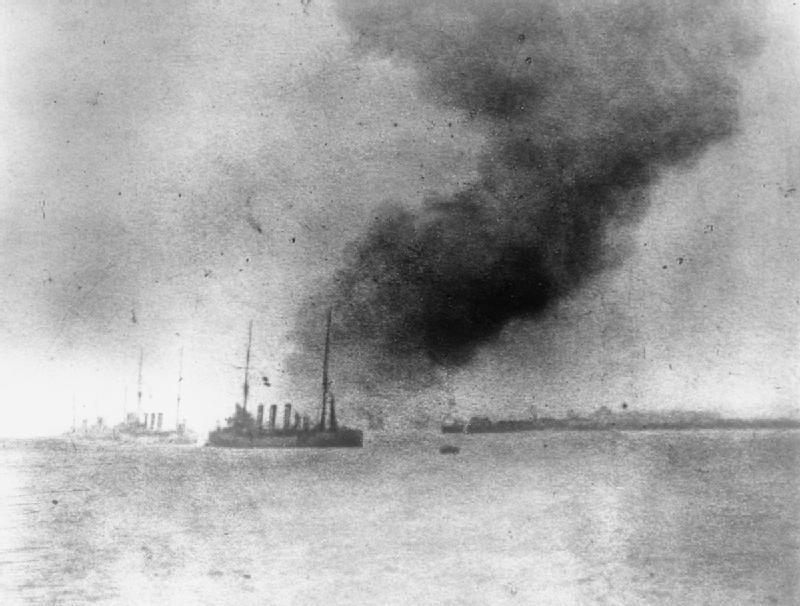
Die Explosion der HMS Bulwark

- 26. November: Das britische Einheitslinienschiff Bulwark wird vor Sheerness durch eine Munitionskammerexplosion zerstört. Von der 750 Mann starken Besatzung kommen 736 Mann ums Leben. Von den 14 Überlebenden sterben zwei wenige Tage später an ihren Verletzungen. Auch die übrigen Überlebenden sind zum großen Teil schwer verletzt.

Kleinere Unglücksfälle sind in den Unterartikeln von Katastrophe und in der Liste von Katastrophen aufgeführt.

### Natur und Umwelt

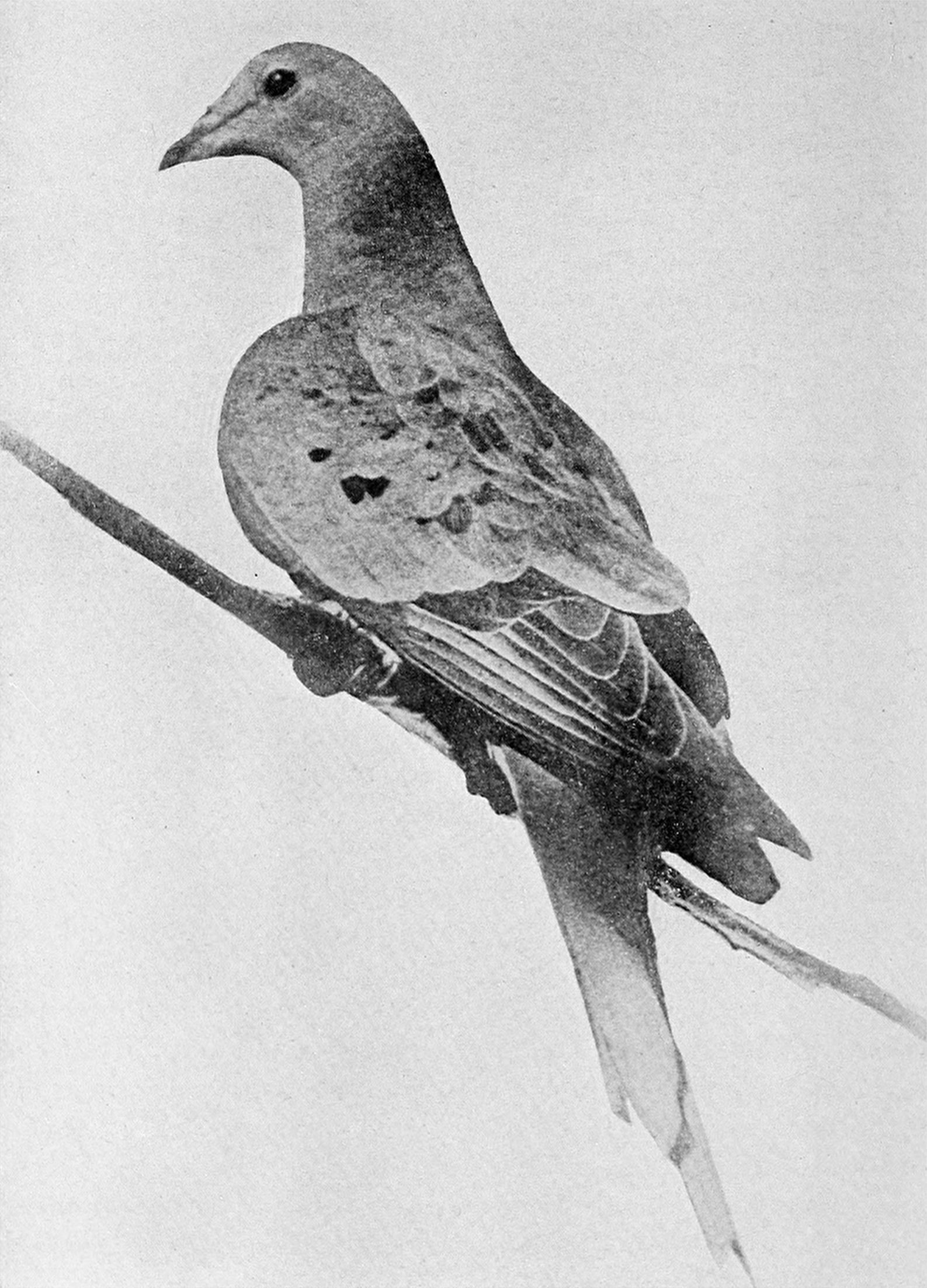
Martha, die letzte Wandertaube

- 1. September: Im Zoo von Cincinnati stirbt mit der Wandertaube Martha das letzte bekannte Individuum ihrer Gattung, die bereits gegen Ende des 19. Jahrhunderts weitestgehend verschwand. Die Wandertaube wurde seither zusammen mit der Bejagung des Bison zum Symbol für den Raubbau an der Natur.

### Sport
- 31. Mai: Die SpVgg Fürth wird deutscher Fußballmeister.

Olympische Ringe

- 14. Juni: Das Internationale Olympische Komitee (IOC) hisst beim 16. Olympischen Kongress zum ersten Mal die offizielle Olympiafahne mit den fünf Ringen.
- Die 1912 gegründete International Amateur Athletics Federation (IAAF) gibt die erste Liste der Leichtathletik-Weltrekorde heraus. Da die Federation den Frauensport ablehnt, sind darin nur 95 Männerweltrekorde enthalten.

Einträge von Leichtathletik-Weltrekorden befinden sich unter der jeweiligen Disziplin unter Leichtathletik.

### Nobelpreise
| Preis                                   | Person                                                 | Land               | Begründung für die Preisvergabe                                                                     | Bild                      |
| --------------------------------------- | ------------------------------------------------------ | ------------------ | --------------------------------------------------------------------------------------------------- | ------------------------- |
| Nobelpreis für Physik                   | Max von Laue (1879–1960)                               | Deutsches Reich    | „für seine Entdeckung der Beugung von Röntgenstrahlen beim Durchgang durch Kristalle“               | Max von Laue              |
| Nobelpreis für Chemie                   | Theodore William Richards (1868–1928) (verliehen 1915) | Vereinigte Staaten | „als Anerkennung seiner genauen Bestimmungen des Atomgewichts von zahlreichen chemischen Elementen“ | Theodore William Richards |
| Nobelpreis für Physiologie oder Medizin | Robert Bárány (1876–1936) (verliehen 1915)             | Österreich-Ungarn  | „für seine Arbeiten über Physiologie und Pathologie des Vestibularapparates“                        | Róbert Bárány             |
| Nobelpreis für Literatur                | nicht verliehen                                        |                    | |                           |
| Friedensnobelpreis                      | nicht verliehen                                        |                    | |                           |

## Geboren

### Januar
- 01. Januar: Edith Picht-Axenfeld, deutsche Cembalistin († 2001)
- 02. Januar: Max Aebischer, Schweizer Politiker († 2009)
- 03. Januar: Hans Karl Fritzsche, deutscher Offizier und Ministerialbeamter († 1999)
- 03. Januar: Adelheid von Habsburg-Lothringen, österreichische Adelige († 1971)
- 05. Januar: Nicolas de Staël, französischer Maler russisch-baltischer Herkunft († 1955)
- 05. Januar: Helfried Grope, deutscher Offizier und NDPD-Funktionär († 1959)
- 06. Januar: Gottfried Eduard Arnold, US-amerikanischer Mediziner († 1989)
- 06. Januar: Heinz Berggruen, deutscher Kunsthändler († 2007)
- 07. Januar: Anja Elkoff, deutsche Sängerin und Schauspielerin († 1992)
- 07. Januar: Bobby McDermott, US-amerikanischer Basketballspieler († 1963)
- 08. Januar: Ernst Oldenburg, deutscher Maler († 1992)
- 08. Januar: Herman Pilnik, deutsch-argentinischer Schachmeister († 1981)
- 09. Januar: Kenny Clarke, US-amerikanischer Jazz-Musiker († 1985)
- 09. Januar: John Ferraby, britischer Autor († 1973)
- 09. Januar: Adolf Urban, deutscher Fußballspieler († 1943)
- 11. Januar: Otto Gritschneder, Stadtrat, Rechtsanwalt und Autor in München († 2005)
- 12. Januar: Albrecht Graf von Goertz, deutscher Designer († 2006)
- 13. Januar: Joseph Gillain, belgischer Comic-Zeichner und Autor († 1980)
- 14. Januar: Emmy Andriesse, niederländische Fotografin († 1953)
- 14. Januar: Peter Chang Bai Ren, römisch-katholischer Bischof von Hubei († 2005)
- 14. Januar: Fritz Kläger, deutscher Motorradrennfahrer und -konstrukteur († 2007)
- 15. Januar: René Le Bègue, französischer Automobilrennfahrer († 1946)
- 15. Januar: Gyula Kluger, ungarischer Schachspieler († 1994)
- 15. Januar: Koyama Kiyoshige, japanischer Komponist († 2009)
- 15. Januar: Harry Mehlhose, deutscher Mittelstreckenläufer († 1976)
- 15. Januar: Hugh Trevor-Roper, britischer Historiker († 2003)
- 16. Januar: Richard Eaton, kanadischer Chorleiter, Organist und Komponist († 1968)
- 16. Januar: Buddy Moss, US-amerikanischer Blues-Gitarrist, Mundharmonikaspieler und Sänger († 1984)
- 17. Januar: Anacleto Angelini, italienisch-chilenischer Unternehmer († 2007)
- 17. Januar: Kurt Franz, Aufseher des Vernichtungslagers Treblinka († 1998)
- 17. Januar: Howard Marion-Crawford, britischer Schauspieler († 1969)
- 18. Januar: Arno Schmidt, deutscher Schriftsteller und Übersetzer († 1979)
- 19. Januar: Bob Gerard, britischer Automobilrennfahrer († 1990)
- 19. Januar: Friedrich Hacker, US-amerikanischer Psychiater, Psychoanalytiker und Aggressionsforscher († 1989)
- 22. Januar: Allen Edward Barrow, US-amerikanischer Jurist († 1979)
- 23. Januar: Igor Alexander Caruso, österreichischer Psychoanalytiker († 1981)
- 24. Januar: Georges Cravenne, französischer Journalist, Publizist, Werbefachmann und Filmproduzent († 2009)
- 25. Januar: Albrecht Achilles, deutscher Offizier († 1943)
- 25. Januar: James Flora, US-amerikanischer Gebrauchsgrafiker und bildender Künstler sowie Autor von Kinderbüchern († 1998)
- 26. Januar: Charles Wallace Adair Jr., US-amerikanischer Bankangestellter und Botschafter († 2006)
- 28. Januar: Gudrun Loewe, deutsche Prähistorikerin († 1994)
- 28. Januar: Juan Urteaga Loidi, spanischer Organist, Chorleiter, Musikpädagoge und Komponist († 1990)
- 29. Januar: Fukazawa Shichirō, japanischer Schriftsteller († 1987)
- 31. Januar: Hugh Joseph Addonizio, US-amerikanischer Politiker († 1981)
- 31. Januar: Carey Loftin, US-amerikanischer Schauspieler und Stuntman († 1997)
- 31. Januar: André Ramseyer, Schweizer Bildhauer († 2007)

### Februar
- 01. Februar: Maria Singer, österreichische Volksschauspielerin († 2003)
- 02. Februar: Heiner Fleischmann, deutscher Motorrad-Rennfahrer († 1963)
- 02. Februar: Nicolas-Roland Payen, französischer Luftfahrtpionier und Erfinder des Deltaflügels († 2004)
- 03. Februar: Mary Carlisle, US-amerikanische Schauspielerin und Sängerin († 2018)
- 04. Februar: Alfred Andersch, deutscher Schriftsteller und Rundfunkredakteur († 1980)
- 04. Februar: Klas Anshelm, schwedischer Architekt und Künstler († 1980)
- 05. Februar: William S. Burroughs, US-amerikanischer Schriftsteller († 1997)
- 05. Februar: Alan Lloyd Hodgkin, englischer Biochemiker und Nobelpreisträger († 1998)
- 05. Februar: Silvius Magnago, Südtiroler Landeshauptmann, Vater des Südtirolpakets († 2010)
- 05. Februar: Frank Thorolfson, kanadischer Pianist, Dirigent, Musikpädagoge und Komponist († 1977)
- 06. Februar: Karlgeorg Hoefer, deutscher Typograph und Kalligraph († 2000)
- 06. Februar: Walter Lütgehetmann, deutscher Karambolagespieler, Weltmeister und 4-facher Europameister († 1967)
- 06. Februar: Thurl Ravenscroft, US-amerikanischer Basssänger, Synchronsprecher und Schauspieler († 2005)
- 07. Februar: Friedel Schön, deutscher Motorradrennfahrer († 2005)
- 07. Februar: Max Seither, deutscher Politiker († 2003)
- 08. Februar: Bill Finger, US-amerikanischer Comiczeichner († 1974)
- 09. Februar: Margrit Rainer, Schweizer Schauspielerin († 1982)
- 09. Februar: Ernest Tubb, US-amerikanischer Country-Sänger und Wegbereiter der Honky Tonk Music († 1984)
- 10. Februar: Larry Adler, US-amerikanischer Mundharmonikaspieler († 2001)
- 12. Februar: Nello Celio, Schweizer Politiker († 1995)
- 12. Februar: Henry Primakoff, Theoretischer Physiker († 1983)
- 13. Februar: Susanne Pastoors, deutsche Leichtathletin († 1984)
- 15. Februar: Hale Boggs, US-amerikanischer Politiker und Mitglied der Warren-Kommission († 1972)
- 16. Februar: Konrad Buchwald, deutscher Botaniker und Politiker der ÖDP († 2003)
- 17. Februar: Julia de Burgos, puerto-ricanische Lyrikerin († 1953)
- 17. Februar: Johannes Christiaan Mari Hattinga Verschure, niederländischer Mediziner und Chemiker († 2006)
- 17. Februar: René Vietto, französischer Radrennfahrer († 1988)
- 18. Februar: João Chedid, libanesischer Bischof in Brasilien († 1991)
- 18. Februar: Pee Wee King, US-amerikanischer Country-Musiker († 2000)
- 19. Februar: René Cotton, französischer Skiläufer, Automobilrennfahrer und Motorsportmanager († 1971)
- 19. Februar: Jacques Dufilho, französischer Schauspieler († 2005)
- 20. Februar: Arnold Denker, US-Schachgroßmeister († 2005)
- 20. Februar: Hans Pischner, deutscher Cembalist und Musikwissenschaftler († 2016)
- 22. Februar: Renato Dulbecco, italienisch-US-amerikanischer Biologe († 2012)
- 22. Februar: K. O. Götz, deutscher Maler der informellen Kunst und Lyriker († 2017)
- 23. Februar: Theofiel Middelkamp, niederländischer Radsportler († 2005)
- 24. Februar: Ralph Erskine, britisch-schwedischer Architekt († 2005)
- 24. Februar: David Langdon, englischer Karikaturist und Illustrator († 2011)
- 24. Februar: Otto von Rohr, deutscher Opernsänger († 1982)
- 25. Februar: Rolf Yelseth, südafrikanischer Turner († 1968)
- 27. Februar: Winifred Atwell, Pianistin aus Trinidad († 1983)
- 27. Februar: Ástgeir Ólafsson, isländischer Schriftsteller († 1985)
- 28. Februar: Élie Bayol, französischer Automobilrennfahrer († 1995)

### März
- 01. März: Ralph Ellison, US-amerikanischer Autor († 1994)
- 01. März: Gustl Gstettenbaur, deutscher Schauspieler († 1996)
- 02. März: Hansi (Johanna) Knoteck, österreichische Schauspielerin († 2014)
- 02. März: James Robert Knox, Erzbischof von Melbourne und Kardinal der römisch-katholischen Kirche († 1983)
- 02. März: Kurt Kretschmann, deutscher Naturschützer († 2007)
- 02. März: Martin Ritt, US-amerikanischer Filmregisseur († 1990)
- 03. März: Asger Jorn, dänischer Maler († 1973)
- 04. März: André Biéler, Schweizer evangelischer Geistlicher und Hochschullehrer († 2006)
- 04. März: Gino Colaussi, italienischer Fußballspieler († 1991)
- 04. März: Robert R. Wilson, US-amerikanischer Physiker († 2000)
- 05. März: Philip Farkas, Hornist und Mitbegründer der International Horn Society († 1992)
- 07. März: Ferdinand Käs, österreichischer Berufssoldat und antifaschistischer Widerstandskämpfer († 1988)
- 08. März: Uvo Hölscher, deutscher Professor der klassischen Philologie († 1996)
- 08. März: Abraham S. Luchins, US-amerikanischer Gestaltpsychologe († 2005)
- 08. März: Jim McMillin, US-amerikanischer Olympiasieger von 1936 († 2005)
- 08. März: Eva Niestrath-Berger, deutsche Bildhauerin († 1993)
- 08. März: Ivan Romanoff, kanadischer Dirigent, Geiger, Arrangeur und Komponist († 1997)
- 08. März: Jakow Borissowitsch Seldowitsch, weißrussischer Atomphysiker († 1987)
- 08. März: Affonso Guimarães da Silva, brasilianischer Fußballspieler († 1997)
- 08. März: Frank Soo, englischer Fußballspieler, teilweise als erster nicht-weißer englischer Spieler bezeichnet († 1991)
- 10. März: Ernst Brugger, Schweizer Politiker († 1998)
- 10. März: Manolo Monterrey, venezolanischer Sänger und Komponist († 1997)
- 10. März: Walter Roos, deutscher General († 1975)
- 11. März: William Lloyd Webber, englischer Kirchenmusiker und Komponist († 1982)
- 12. März: Jan Kapr, tschechischer Komponist († 1988)
- 13. März: Friedrich-Wilhelm Goldenbogen, deutscher Politiker († 1982)
- 13. März: Bob Haggart, Komponist und Bassist in der Jazzmusik († 1998)
- 15. März: Paul Arlt, US-amerikanischer Cartoonist und Maler († 2005)
- 15. März: Gil Elvgren, US-amerikanischer Pin-Up und Werbe-Zeichner († 1980)
- 17. März: Aida Tsunao, japanischer Dichter († 1990)
- 17. März: Sammy Baugh, US-amerikanischer American-Football-Spieler und -Trainer († 2008)
- 17. März: Günter Hofé, deutscher Verlagsleiter und Schriftsteller († 1988)
- 17. März: Stephen McNichols, US-amerikanischer Politiker († 1997)
- 17. März: Juan Carlos Onganía, argentinischer Militär und Politiker († 1995)
- 17. März: Mario Ruiz Armengol, mexikanischer Komponist, Pianist und Dirigent († 2002)
- 18. März: César Guerra-Peixe, brasilianischer Komponist († 1993)
- 18. März: Thaddäus Troll, deutscher Schriftsteller († 1980)
- 19. März: Jay Berwanger, US-amerikanischer American-Football-Spieler († 2002)
- 21. März: Hüseynağa Sadıqov, sowjetischer Schauspieler († 1983)
- 21. März: Paul Tortelier, französischer Cellist († 1990)
- 22. März: William E. Miller, US-amerikanischer Politiker († 1983)
- 23. März: Václav Bobek, tschechoslowakischer Automobilrennfahrer († 1980)
- 25. März: Norman Ernest Borlaug, US-amerikanischer Agrarwissenschaftler, Friedensnobelpreisträger († 2009)
- 25. März: Karl Schiess, deutscher CDU-Politiker, Innenminister von Baden-Württemberg 1972–1978 († 1999)
- 25. März: Rolf Schwedler, Senator für Bau- und Wohnungswesen von Berlin († 1981)
- 26. März: William Westmoreland, US-Offizier († 2005)
- 27. März: Stanisław Has, polnischer Komponist und Dirigent († 1997)
- 27. März: Budd Schulberg, US-amerikanischer Schriftsteller und Drehbuchautor († 2009)
- 28. März: Edward Anhalt, US-amerikanischer Drehbuchautor († 2000)
- 28. März: Guido Carli, italienischer Ökonom und Politiker († 1993)
- 28. März: Bohumil Hrabal, tschechischer Schriftsteller († 1997)
- 28. März: Edmund S. Muskie, US-amerikanischer Politiker († 1996)
- 29. März: Murkel Charlotte Schuberth, deutsche Malerin († 2000)
- 30. März: Charles Green, britischer Bobfahrer und Kampfpilot († 1999)
- 30. März: Sonny Boy Williamson I., US-amerikanischer Bluesmusiker († 1948)
- 31. März: Emil Kemmer, deutscher Politiker († 1965)
- 31. März: Octavio Paz, mexikanischer Schriftsteller und Diplomat († 1998)

### April
- 01. April: Willi Meinck, deutscher Schriftsteller († 1993)

Alec Guinness, 1973

- 02. April: Alec Guinness, englischer Schauspieler († 2000)
- 02. April: David Ouchterlony, kanadischer Organist, Musikpädagoge und Komponist († 1987)
- 03. April: Wilfried Joest, deutscher Theologe und Professor († 1995)
- 03. April: Elena Luber, deutsche Schauspielerin († 1982)
- 04. April: Marguerite Duras, französische Schriftstellerin, Drehbuchautorin und Filmregisseurin († 1996)
- 04. April: Robert Gleichauf, deutscher Politiker († 1992)
- 05. April: Felice Borel, italienischer Fußballspieler († 1993)
- 05. April: Kurt Hanke, deutscher Journalist († 1993)
- 07. April: Madeleine Malraux, französische Pianistin († 2014)
- 08. April: Euthymia, deutsche Clemensschwester († 1955)
- 10. April: Edna Anhalt, US-amerikanische Drehbuchautorin und Filmproduzentin († 1987)
- 10. April: Herbert Fischer, Botschafter der DDR in Indien († 2006)
- 11. April: Sidney Geist, US-amerikanischer Maler, Bildhauer, Autor und Kunstprofessor († 2005)
- 12. April: Manja Behrens, deutsche Schauspielerin († 2003)
- 12. April: Gretel Bergmann, deutsche Hochspringerin († 2017)
- 12. April: Jan Van Cauwelaert, belgischer Bischof († 2016)
- 12. April: Gilbert Taylor, britischer Kameramann († 2013)
- 13. April: Orhan Veli, türkischer Dichter und Erneuerer der türkischen Poesie († 1950)
- 14. April: Wilhelm Hahnemann, österreichischer und deutscher Fußballspieler († 1991)
- 16. April: Mark Lasarewitsch Gallai, sowjetischer Testpilot und Ingenieur († 1998)
- 17. April: Evelyn Furtsch, US-amerikanische Leichtathletin und Olympiasiegerin († 2015)
- 18. April: Wennemar Haarmann, deutscher Verwaltungsjurist und Landrat im Kreis Stormarn († 1993)
- 19. April: Ugo Poletti, Erzbischof von Spoleto und Kardinal der römisch-katholischen Kirche († 1997)
- 20. April: Karl Deichen, deutscher Brigadegeneral des Heeres der Bundeswehr († 1969)
- 20. April: Karel Thole, niederländischer Grafiker († 2000)
- 20. April: Otto Weiß, deutscher Eiskunstläufer
- 21. April: Carlos García, argentinischer Tangopianist, Orchesterleiter und Komponist († 2006)
- 22. April: Hans Baumann, deutscher Lyriker, Liedschreiber, Kinder- und Jugendbuchautor († 1988)
- 22. April: Sigurður Sigurðsson, isländischer Leichtathlet († 1982)
- 22. April: Michael Wittmann, Kompaniechef der schweren SS-Panzer-Abteilung 501 († 1944)
- 23. April: Jack Barkin, kanadischer Sänger († 1996)
- 23. April: Erich Linnhoff, deutscher Leichtathlet († 2006)
- 24. April: William Castle, US-amerikanischer Filmregisseur und -produzent († 1977)
- 24. April: Loe de Jong, niederländischer Historiker und Journalist († 2005)
- 24. April: André Wollscheidt, luxemburgischer Boxer († 1995)
- 25. April: Marcos Pérez Jiménez, venezolanischer Präsident († 2001)
- 26. April: Bernard Malamud, US-amerikanischer Schriftsteller († 1986)
- 26. April: Wilfrid Mellers, englischer Musikkritiker, -wissenschaftler, -pädagoge und Komponist († 2008)
- 27. April: Albert Soboul, französischer Historiker († 1982)
- 28. April: Mary Fergusson, britische Bauingenieurin († 1997)
- 29. April: Walter Janka, deutscher Verleger, SED-Mitglied († 1994)
- 29. April: Cal Niday, US-amerikanischer Automobilrennfahrer († 1988)
- 30. April: Franz Kessler, deutscher Musikwissenschaftler und Hochschullehrer († 2007)

### Mai
- 01. Mai: Rudolf Gellesch, deutscher Fußballspieler († 1990)
- 01. Mai: Ivan Prasko, ukrainischer Bischof († 2001)
- 03. Mai: Armando Bó, argentinischer Schauspieler, Regisseur und Komponist für Filmmusik († 1981)
- 05. Mai: Eugen Kramár, slowakischer Architekt († 1996)
- 05. Mai: Tyrone Power, US-amerikanischer Film- und Theaterschauspieler († 1958)
- 07. Mai: Andreas Kupfer, deutscher Fußballspieler († 2001)
- 07. Mai: Shibaki Yoshiko, japanische Schriftstellerin († 1991)
- 08. Mai: Romain Gary, französischer Schriftsteller († 1980)
- 08. Mai: František Smetana, tschechischer Cellist und Musikpädagoge († 2004)
- 08. Mai: Morris Surdin, kanadischer Komponist und Dirigent († 1979)
- 09. Mai: Ángel E. Lasala, argentinischer Komponist und Pianist († 2000)
- 09. Mai: Carlo Maria Giulini, italienischer Dirigent († 2005)
- 09. Mai: Josef Müller-Brockmann, Grafikdesigner, Typograph, Autor und Lehrer († 1996)
- 09. Mai: Hank Snow, kanadischer Country-Sänger († 1999)
- 09. Mai: Peter Wehle, österreichischer Komponist, Autor und Kabarettist († 1986)
- 10. Mai: Ignace Abdo Khalifé, libanesischer Bischof in Australien († 1998)
- 10. Mai: Marcel Becquart, französischer Automobilrennfahrer († 2010)
- 10. Mai: Werner Klaas, deutscher Fußballspieler († 1945)
- 10. Mai: Erwin Lange, deutscher Politiker († 1991)
- 10. Mai: Karl-Heinz Lauterjung, deutscher Physiker († 2000)
- 10. Mai: Karl Sutter, deutscher Leichtathlet († 2003)
- 11. Mai: Bob Atcher, US-amerikanischer Country-Sänger († 1993)
- 11. Mai: Onelio Jorge Cardoso, kubanischer Schriftsteller und Journalist († 1986)
- 11. Mai: Haroun Tazieff, französischer Geologe und Vulkanologe († 1998)
- 11. Mai: Phyllis Krystal, englische Psychotherapeutin († 2016)
- 12. Mai: Bertus Aafjes, niederländischer Schriftsteller († 1993)
- 13. Mai: Karl Andritz, österreichischer Fußballspielertrainer († 1993)
- 13. Mai: Joe Louis, US-amerikanischer Boxer († 1981)
- 13. Mai: Johnnie Wright, US-amerikanischer Country-Musiker († 2011)
- 13. Mai: Albert Pratz, kanadischer Geiger, Dirigent, Komponist und Musikpädagoge († 1995)
- 13. Mai: Gregor von Rezzori, österreichischer Schriftsteller und Filmschauspieler († 1998)
- 14. Mai: Kurt Aepli, Schweizer Silberschmied, Schmuck- und Gerätegestalter sowie Berufspädagoge († 2002)
- 14. Mai: Lily Garáfulic, chilenische Bildhauerin († 2012)
- 14. Mai: Karl Kayser, ostdeutscher Theaterintendant († 1995)
- 15. Mai: Tenzing Norgay, Bergsteiger, Erstbesteiger des Mount Everest († 1986)
- 15. Mai: Manuel Sabre Marroquín, mexikanischer Pianist und Komponist († 1990)
- 17. Mai: Guido Masanetz, deutscher Musikdirektor, Komponist und Kapellmeister († 2015)
- 17. Mai: Bruno Pasut, italienischer Komponist, Pianist, Organist, Chorleiter, Dirigent und Musikpädagoge († 2006)
- 18. Mai: Pierre Balmain, französischer Modeschöpfer († 1982)
- 18. Mai: Marcel Bernard, französischer Tennisspieler († 1994)
- 18. Mai: Emmanuel „Toulo“ de Graffenried, Schweizer Automobilrennfahrer († 2007)
- 19. Mai: Max Ferdinand Perutz, österreichisch-englischer Chemiker († 2002)
- 20. Mai: Hans-Gerd Fröhlich, deutscher Vertriebenenpolitiker († 1995)
- 20. Mai: Hermann Götz, deutscher Politiker († 1987)
- 21. Mai: Gerhard Funke, deutscher Philosoph († 2006)
- 21. Mai: Olivier Guimond, kanadischer Schauspieler († 1971)
- 21. Mai: Erich Herrmann, deutscher Feldhandballspieler († 1989)
- 21. Mai: John Hubley, US-amerikanischer Zeichentrickfilmer († 1977)
- 22. Mai: Vance Packard, US-amerikanischer Publizist († 1996)
- 22. Mai: Sun Ra, Jazzkomponist und Jazzmusiker († 1993)
- 23. Mai: Auguste Anglès, französischer Romanist und Literaturwissenschaftler († 1983)
- 24. Mai: Herbert Lawrence Anderson, US-amerikanischer Kernphysiker († 1988)
- 24. Mai: Wend von Kalnein, deutscher Kunsthistoriker und Schriftsteller († 2007)
- 24. Mai: Lilli Palmer, deutsche Schauspielerin († 1986)
- 24. Mai: George Tabori, ungarisch-britischer Autor und Theaterregisseur († 2007)
- 27. Mai: Bohdan Arct, polnischer Autor und Jagdflieger († 1973)
- 27. Mai: Maria Lidka, deutsche Violinistin und Geigenlehrerin († 2013)
- 29. Mai: Anna Andersch-Marcus, deutsche Glasmalerin († 2005)
- 30. Mai: Paul Benthien, deutscher Tischtennisspieler († 1982)
- 30. Mai: Jiří Marek, tschechischer Schriftsteller († 1994)
- 30. Mai: Bobby Sherwood, US-amerikanischer Jazzgitarrist († 1980)
- 30. Mai: Peter Suter, Schweizer Architekt († 1998)
- 31. Mai: Akira Ifukube, japanischer Komponist und Professor († 2006)

### Juni
- 02. Juni: Saba Youakim, libanesischer Erzbischof von Petra und Philadelphia (Jordanien) († 2003)
- 03. Juni: Georg Apfelbeck, deutscher Bauunternehmer und Tischtennis-Funktionär († 1982)
- 04. Juni: John Mansfield Addis, britischer Diplomat († 1983)
- 05. Juni: Felix Aprahamian, Musikkritiker und Autor († 2005)
- 06. Juni: Gisela Schlüter, deutsche Kabarettistin und Schauspielerin († 1995)
- 07. Juni: Khwaja Ahmad Abbas, indischer Filmregisseur, Drehbuchautor und Journalist († 1987)
- 07. Juni: Ernst Bader, deutscher Liederdichter und Komponist († 1999)
- 07. Juni: Alberto Camenzind, Schweizer Architekt und Professor an der ETH Zürich († 2004)
- 08. Juni: Kurt Barthel, deutscher Schriftsteller, Lyriker, Dramatiker, Dramaturg, Kulturpolitiker († 1967)
- 09. Juni: Hermann Haller, Schweizer Komponist († 2002)
- 10. Juni: Margot Becke-Goehring, deutsche Chemikerin († 2009)
- 10. Juni: Marvin Duchow, kanadischer Komponist, Musikwissenschaftler und -pädagoge († 1979)
- 10. Juni: Oktay Rifat, türkischer Schriftsteller († 1988)
- 10. Juni: Rosita Serrano, chilenische Sängerin und Schauspielerin († 1997)
- 10. Juni: Henryk Tomaszewski, polnischer Plakatmaler († 2005)
- 12. Juni: Go Seigen, japanischer Go-Profi chinesischer Herkunft († 2014)
- 12. Juni: John Seymour, britischer Farmer und Autor († 2004)
- 14. Juni: Gisèle Casadesus, französische Schauspielerin († 2017)
- 14. Juni: María de la Esperanza de Borbón-Dos Sicilias y Orleans, spanische Adelige († 2005)
- 14. Juni: Heinrich Mückter, deutscher Mediziner und Chemiker († 1987)
- 15. Juni: Juri Andropow, sowjetischer Politiker († 1984)
- 15. Juni: Larbi Ben Barek, marokkanischer und französischer Fußballspieler († 1992)
- 15. Juni: Saul Steinberg, rumänisch-US-amerikanischer Zeichner und Karikaturist († 1999)
- 15. Juni: Werner Trillmich, deutscher Historiker († 1985)
- 16. Juni: Colette Maze, französische Pianistin († 2023)
- 16. Juni: R. Martin Schmidt, deutscher Politiker († 2002)
- 17. Juni: Lucie Kurlbaum-Beyer, deutsche Politikerin († 2008)
- 17. Juni: Gertrud Heinzelmann, Schweizer Juristin und katholische Theologin († 1999)
- 17. Juni: John Hersey, US-amerikanischer Schriftsteller und Journalist († 1993)
- 17. Juni: André Rasenberg, niederländischer Boxer († 1994)
- 17. Juni: Karl Seeburger, österreichischer Politiker († 1979)
- 18. Juni: E. G. Marshall, US-amerikanischer Schauspieler († 1998)
- 19. Juni: Anthony von Sourozh, russischer Bischof († 2003)
- 19. Juni: Lester Flatt, US-amerikanischer Country-Musiker († 1979)
- 19. Juni: Erwin Hasenzahl, deutscher Kommunalpolitiker in Hessen und Bürgermeister von Michelstadt († 2008)
- 20. Juni: Albrecht Brandi, deutscher Fregattenkapitän († 1966)
- 20. Juni: Robert Moch, US-amerikanischer Ruderer († 2005)
- 20. Juni: Muazzez İlmiye Çığ, türkische Sumerologin und Supercentenarian († 2024)
- 21. Juni: William Vickrey, US-amerikanischer Ökonom und Nobelpreisträger († 1996)
- 22. Juni: Ern Baxter, kanadischer Geistlicher der Pfingstbewegung († 1993)
- 23. Juni: Walter Höchenberger, deutscher Fußballtorhüter
- 24. Juni: Jan Karski, polnischer Offizier und Kurier der polnischen Heimatarmee († 2000)
- 24. Juni: Myroslaw Ljubatschiwski, Erzbischof von Philadelphia und Lviv sowie ein Kardinal († 2000)
- 24. Juni: Karl Josef Partsch, deutscher Jurist und Professor († 1996)
- 26. Juni: Antoine Argoud, französischer Offizier († 2004)
- 26. Juni: Schapur Bachtiar, iranischer Premierminister († 1991)
- 26. Juni: Lyman Spitzer, US-amerikanischer Astronom und Physiker († 1997)
- 26. Juni: Wolfgang Windgassen, deutscher Tenor († 1974)
- 27. Juni: Antonio Attanasi, italienischer Dokumentar- und Animationsfilmer
- 27. Juni: William Foote Whyte, US-amerikanischer Soziologe († 2000)
- 28. Juni: Aribert Heim, deutsch-österreichischer Mediziner und KZ-Arzt († 1992)
- 29. Juni: Rafael Kubelík, Schweizer Dirigent und Komponist († 1996)
- 29. Juni: Dorothy Short, US-amerikanische Schauspielerin († 1963)
- 30. Juni: Francisco da Costa Gomes, portugiesischer Marschall und Präsident von Portugal († 2001)

### Juli
- 01. Juli: Ahmad Hasan al-Bakr, irakischer Präsident († 1982)
- 01. Juli: Christl Cranz, deutsche Skirennläuferin († 2004)
- 01. Juli: Michael Wilson, US-amerikanischer Drehbuchautor († 1978)
- 02. Juli: Alois Andritzki, sorbischer katholischer Priester und christlicher Märtyrer († 1943)
- 02. Juli: Sveinn Ingvarsson, isländischer Leichtathlet († 2009)
- 02. Juli: Otto Klötzer, deutscher Politiker († 1976)
- 02. Juli: Erich Topp, U-Boot-Kommandant im Zweiten Weltkrieg und später Offizier in der Bundesmarine († 2005)
- 02. Juli: Waluliso, Friedensaktivist und stadtbekanntes Original in Wien († 1996)
- 03. Juli: Jean Hémard, französischer Automobilrennfahrer († 1982)
- 03. Juli: Carl Scarborough, US-amerikanischer Automobilrennfahrer († 1953)
- 04. Juli: Giuseppe Bertone, italienischer Automobildesigner und -konstrukteur († 1997)
- 05. Juli: John Thomas Dunlop, US-amerikanischer Politiker († 2003)
- 06. Juli: Ernest Kirkendall, US-amerikanischer Chemiker und Metallurg († 2005)
- 07. Juli: Harry Strom, kanadischer Politiker († 1984)
- 08. Juli: Jyoti Basu, indischer kommunistischer Politiker († 2010)
- 08. Juli: Link Davis, US-amerikanischer Musiker († 1972)
- 08. Juli: Billy Eckstine, US-amerikanischer Jazzsänger und Bandleader († 1993)
- 09. Juli: Willi Stoph, deutscher Politiker († 1999) Willi Stoph (1976)

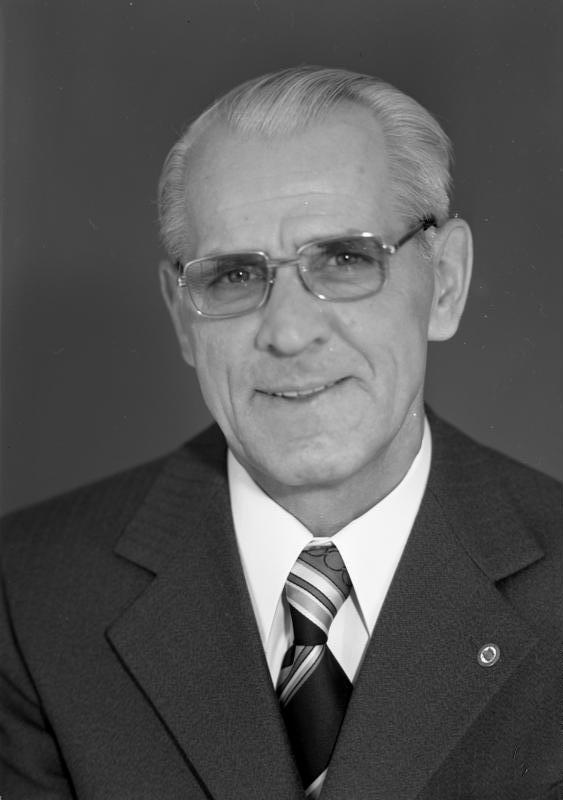
Willi Stoph (1976)

- 10. Juli: Emil Carlebach, deutscher Widerstandskämpfer in Buchenwald, MdL und Journalist († 2001)
- 10. Juli: Telesforas Valius, litauisch-kanadischer Druckgrafiker († 1977)
- 11. Juli: Donald S. Harrington, US-amerikanischer Pfarrer und Liberaler Politiker († 2005)
- 11. Juli: Hans Meyer, Bürgermeister der Stadt Hemer († 2007)
- 11. Juli: Aníbal Troilo, argentinischer Musiker, Arrangeur, Bandleader und Komponist († 1975)
- 12. Juli: Renato Olmi, italienischer Fußballspieler († 1985)
- 13. Juli: Sam Hanks, US-amerikanischer Automobilrennfahrer († 1994)
- 13. Juli: Franz von Werra, deutscher Jagdflieger († 1941)
- 15. Juli: Prinz Bira, thailändischer Automobilrennfahrer († 1985)
- 15. Juli: Jérôme Rakotomalala, Erzbischof von Antananarivo und Kardinal († 1975)
- 17. Juli: Antonia Magdalena Arté, dominikanische Musikerin und Musikpädagogin († 2000)
- 17. Juli: James Purdy, US-amerikanischer Schriftsteller († 2009)
- 18. Juli: Gino Bartali, italienischer Radrennfahrer († 2000)
- 18. Juli: Herbert Collum, deutscher Kirchenmusiker († 1982)
- 19. Juli: Ewald Bucher, deutscher Politiker († 1991)
- 19. Juli: Josef Páleníček, tschechischer Pianist und Komponist († 1991)
- 20. Juli: Dobri Dobrew, bulgarischer Bettler († 2018)
- 20. Juli: Hermann Lemp, deutscher Moderner Fünfkämpfer († 1943)
- 20. Juli: Elias Shaheen, libanesischer Erzbischof in Kanada († 1991)
- 20. Juli: Ersilio Tonini, italienischer Kardinal († 2013)
- 21. Juli: Philippe Ariès, französischer Mediävist und Historiker († 1984)
- 21. Juli: Suso Cecchi D’Amico, italienische Drehbuchautorin († 2010)
- 22. Juli: Carlo Graaff, deutscher Politiker († 1975)
- 22. Juli: Yakov Malkiel, US-amerikanischer Sprachwissenschaftler und Romanist († 1998)
- 22. Juli: Charles Regnier, deutscher Schauspieler († 2001)
- 23. Juli: Wolfhardt Andrä, deutscher Bauingenieur († 1996)
- 23. Juli: Alice Jean Arden-Hodge, US-amerikanische Hochspringerin († 2012)
- 24. Juli: Frances Oldham Kelsey, US-amerikanische Pharmakologin († 2015)
- 24. Juli: Riccardo Malipiero, italienischer Komponist († 2003)
- 25. Juli: Erhard Theodor Astler, deutscher Maler, Grafiker und Zeichner († 1998)
- 25. Juli: Gerhard Bergmann, deutscher evangelischer Pfarrer, Evangelist und Autor († 1981)
- 25. Juli: Woody Strode, US-amerikanischer Zehnkämpfer und Schauspieler († 1994)
- 26. Juli: Raymond Perry Ahlquist, US-amerikanischer Pharmazeut und Pharmakologe († 1983)
- 26. Juli: Cecil Farris Bryant, US-amerikanischer Politiker († 2002)
- 26. Juli: Juan Francisco Fresno Larraín, katholischer Kardinal und Erzbischof († 2004)
- 26. Juli: Rudolf Jacobs, deutscher Partisan in Italien († 1944)
- 27. Juli: Georges Borgeaud, Schweizer Schriftsteller († 1998)
- 27. Juli: Margaret Ekpo, nigerianische Politikerin und Frauenrechtlerin († 2006)
- 27. Juli: Gusti Huber, österreichische Theater- und Filmschauspielerin († 1993)
- 27. Juli: Karlfranz Schmidt-Wittmack, deutscher Politiker, MdB († 1987)
- 27. Juli: Otto Kehr, deutscher Pfarrer († 2009)
- 28. Juli: Ernst Albrecht, deutscher Politiker († 1991)
- 30. Juli: Achille Corona, italienischer Politiker(† 1979)
- 30. Juli: Michael Morris, anglo-irischer Journalist und Sportfunktionär († 1999)
- 30. Juli: André Nocquet, französischer Meister der japanischen Kampfkunst Aikidō († 1999)
- 30. Juli: Elisabeth Scherer, deutsche Schauspielerin († 2013)
- 30. Juli: Tachihara Michizō, japanischer Lyriker († 1939)
- 31. Juli: Isolde Ahlgrimm, österreichische Cembalistin († 1995)
- 31. Juli: Raymond Aubrac, französisches führendes Mitglied der Résistance († 2012)
- 31. Juli: Mario Bava, italienischer Filmregisseur, Kameramann und Drehbuchautor († 1980)
- 31. Juli: Louis de Funès, französischer Schauspieler und Komiker († 1983) Louis de Funès (1978)

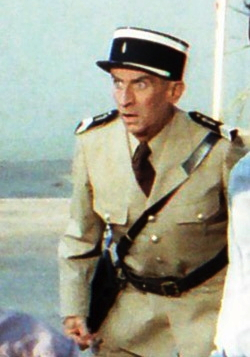
Louis de Funès (1978)

- 31. Juli: Bernt von Kügelgen, deutscher Journalist († 2002)

### August
- 01. August: Grigol Abaschidse, georgisch-sowjetischer Dichter († 1994)
- 01. August: Edmond Jeanneret, Schweizer evangelischer Geistlicher und Dichter († 1990)
- 01. August: J. Lee Thompson, britischer Regisseur († 2002)
- 02. August: Kinoshita Junji, japanischer Schriftsteller († 2006)
- 02. August: Roman Ryterband, polnischer Komponist, Dirigent und Pianist († 1979)
- 02. August: Charlotte Schreiber-Just, deutsche Schauspielerin und Hörspielsprecherin († 2000)
- 02. August: Beatrice Straight, US-amerikanische Schauspielerin († 2001)
- 04. August: Paul de Roubaix, belgischer Filmregisseur und -produzent († 2004)
- 05. August: Stjepan Šulek, kroatischer Komponist und Dirigent († 1986)
- 05. August: Samuel Dresden, niederländischer Romanist und Literaturwissenschaftler († 2002)
- 06. August: Arthur Dobson, britischer Automobilrennfahrer († 1980)
- 06. August: Gordon Freeth, australischer Politiker († 2001)
- 06. August: Benedict Nicolson, englischer Kunsthistoriker und Redakteur († 1978)
- 07. August: Vojtěch Cach, tschechischer Autor und Dramatiker († 1980)
- 07. August: Fernando Cerchio, italienischer Regisseur, Drehbuchautor und Filmproduzent († 1974)
- 07. August: June Travis, US-amerikanische Schauspielerin († 2008)
- 08. August: Ana Mercedes Asuaje de Rugeles, venezolanische Komponistin und Musikpädagogin († 2012)
- 08. August: Paul Ledoux, belgischer Astronom und Astrophysiker († 1988)
- 08. August: Unity Mitford, britische Nationalsozialistin, persönliche Freundin Hitlers († 1948)
- 08. August: Willi Strobl, sudetendeutscher Fußballspieler († 1997)
- 08. August: Albert Tadros, ägyptischer Basketballspieler († 1993)
- 08. August: Sarla Thakral, indische Luftpostpilotin und Künstlerin († 2008)
- 09. August: Ludwig Aulbach, deutscher Journalist und Chefredakteur († 1989)
- 09. August: Ferenc Fricsay, ungarischer Dirigent († 1963)
- 09. August: Tove Jansson, finnische Fantasy-Schriftstellerin († 2001)
- 09. August: Maria Keil, portugiesische Malerin († 2012)
- 09. August: Hans-Christian Pilster, deutscher Generalmajor, Abteilungsleiter im Bundesnachrichtendienst († 1989)
- 10. August: Ken Annakin, britischer Filmregisseur († 2009)
- 12. August: Hans Theilig, deutscher Handballspieler († 1976)
- 13. August: Gudrun Genest, deutsche Schauspielerin und Synchronsprecherin († 2013)
- 14. August: Dieter Arend, deutscher Ruderer (†)
- 14. August: Poul Hartling, dänischer liberaler Politiker der Partei Venstre († 2000)
- 14. August: Sterjo Spasse, albanischer Schriftsteller († 1989)
- 14. August: Wilhelm Wehren, deutscher Politiker († 1999)
- 15. August: Paul Rand, US-amerikanischer Designer von Firmenlogos († 1996)
- 16. August: Pawel Kutachow, sowjetischer Pilot († 1984)
- 18. August: Manuel Sánchez Acosta, dominikanischer Arzt und Komponist († 2006)
- 19. August: Raymond Marcellin, französischer Politiker († 2004)
- 21. August: Roberto Ardia, italienischer Schauspieler († 1994)
- 22. August: Franz Orgler, deutscher Leichtathlet († 2015)
- 23. August: Siegfried Sommer, deutscher Chronist und Journalist († 1996)
- 24. August: Wolfgang Kummer, deutscher Bobfahrer († 1988)
- 26. August: Ferdinand Auth, deutscher Politiker († 1995)
- 26. August: Julio Cortázar, argentinischer Schriftsteller († 1984)
- 26. August: Ernst Federn, österreichischer Psychoanalytiker und Widerstandskämpfer († 2007)
- 26. August: Josef Veleba, österreichischer Hornist († 1997)
- 27. August: Heidi Kabel, deutsche Volksschauspielerin († 2010) Heidi Kabel (1984)

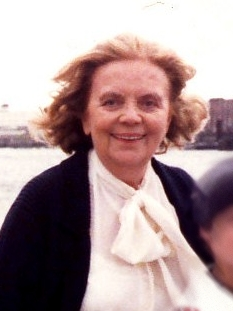
Heidi Kabel (1984)

- 27. August: Heinz Schubert, deutscher SS-Obersturmführer († 1987)
- 28. August: Hugo Fiorato, US-amerikanischer Geiger und Dirigent († 2012)
- 28. August: Gerda Johanna Werner, deutsche Malerin, Modell für das 50-Pfennig-Stück († 2004)
- 29. August: Erwin Scharf, Sekretär der SPÖ und Gründer der Linkssozialisten († 1994)
- 31. August: Richard Basehart, US-amerikanischer Schauspieler († 1984)

### September
- 01. September: Ernst Ortner, österreichischer Widerstandskämpfer im Dritten Reich († 1945)
- 01. September: Annemarie Selinko, österreichisch-dänische Schriftstellerin († 1986)
- 03. September: Iwan Perewersew, sowjetischer Schauspieler († 1978)
- 03. September: Dixy Lee Ray, US-amerikanische Politikerin († 1994)
- 05. September: Guillermo Graetzer, argentinischer Komponist, Musikpädagoge und -wissenschaftler († 1993)
- 05. September: Nicanor Parra, chilenischer Dichter († 2018)
- 06. September: Hermann Person, deutscher Politiker († 2005)
- 07. September: Thomas Viktor Adolph, deutscher Journalist († 1997)
- 07. September: James Van Allen, US-amerikanischer Physiker († 2006)

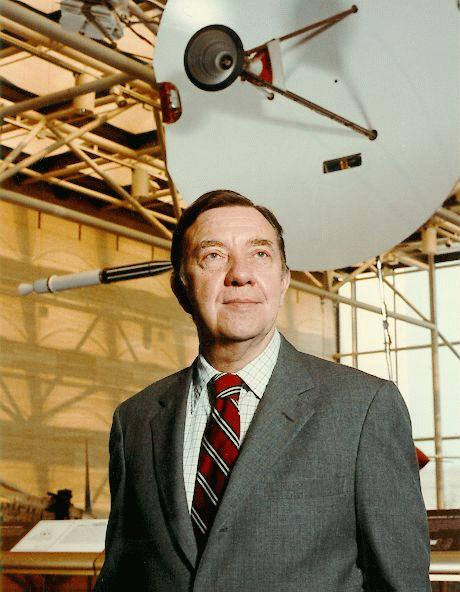
James Van Allen

- 07. September: Lída Baarová, tschechische Schauspielerin und Geliebte von Joseph Goebbels († 2000)
- 07. September: Graeme Bell, australischer Jazz-Pianist, Komponist und Bandleader († 2012)
- 08. September: Albert Edward Kelly, britischer Komponist und Dirigent († 1994)
- 09. September: Erik Blumenthal, deutscher Psychologe, Graphologe und Psychotherapeut († 2004)
- 10. September: Ernst Ohst, deutscher Maler, Grafiker und Karikaturist († 2000)
- 10. September: Robert Wise, US-amerikanischer Regisseur († 2005)
- 12. September: Desmond Llewelyn, britischer Schauspieler († 1999)
- 13. September: Paolo Mosconi, italienischer Erzbischof († 1981)
- 14. September: Bernard Dorival, französischer Kunsthistoriker und Kunstkritiker († 2003)
- 14. September: Manlio Di Rosa, italienischer Fechter († 1989)
- 14. September: Michał Spisak, polnischer Komponist († 1965)
- 15. September: Creighton Williams Abrams junior, US-amerikanischer General († 1974)
- 15. September: Leo Beranek, US-amerikanischer Akustiker († 2016)
- 15. September: Adolfo Bioy Casares, argentinischer Schriftsteller († 1999)
- 15. September: Jens Otto Krag, dänischer Politiker (Sozialdemokrat) († 1978)
- 15. September: Will Quadflieg, deutscher Theaterschauspieler († 2003)
- 15. September: Gail Kubik, US-amerikanischer Komponist, Geiger und Musikpädagoge († 1984)
- 15. September: Christophe Senft, Schweizer evangelischer Geistlicher und Hochschullehrer († 1988)
- 16. September: Takada Toshiko, japanische Lyrikerin († 1989)
- 18. September: Jack Cardiff, britischer Kameramann und Filmregisseur († 2009)
- 19. September: Hal Draper, US-amerikanischer Sozialist, Marxismusforscher, Autor und Übersetzer († 1990)
- 19. September: Rogers Morton, US-amerikanischer Politiker († 1979)
- 20. September: Ken Hechler, US-amerikanischer Politiker († 2016)
- 21. September: Tonny Ahm, dänische Badmintonspielerin († 1993)
- 21. September: John Kluge, deutsch-amerikanischer Geschäftsmann († 2010)
- 21. September: Leroy Stewart, US-amerikanischer Jazzmusiker († 1987)
- 22. September: Hōjō Tamio, japanischer Schriftsteller († 1937)
- 22. September: Siegfried Lowitz, deutscher Schauspieler († 1999)
- 23. September: Leo Adamek, deutscher Politiker († 2000)
- 23. September: Norman Cazden, US-amerikanischer Komponist († 1980)
- 24. September: Jiří Kolář, tschechischer Dichter und bildender Künstler († 2002)
- 24. September: Lee Moore, US-amerikanischer Country-Musiker († 1997)
- 24. September: Andrzej Panufnik, polnischer Komponist († 1991)
- 24. September: Horst Winter, deutsch-österreichischer Musiker († 2001)
- 26. September: Werner Albring, deutscher Ingenieur († 2007)
- 26. September: Achille Compagnoni, italienischer Bergsteiger († 2009)
- 26. September: Jack LaLanne, Begründer der US-Fitness-Bewegung († 2011)
- 27. September: Ernst Ferber, deutscher General († 1998)
- 28. September: Giuseppe Accattino, italienischer Filmregisseur, Drehbuchautor und Produzent († 1979)
- 28. September: Luigi Dadaglio, Kardinal der römisch-katholischen Kirche († 1990)
- 28. September: Maria Franziska von Trapp, US-amerikanische Missionarin († 2014)
- 29. September: Heinz Werner Ketzer, deutscher römisch-katholischer Priester und Kölner Dompropst († 1984)
- 29. September: Jean Laroche, französischer Automobilrennfahrer († 1967)
- 29. September: Tsuji Ryōichi, japanischer Schriftsteller († 2013)
- 30. September: Baby Ray, US-amerikanischer American-Football-Spieler († 1986)

### Oktober
- 01. Oktober: Herbert Friedrich Andréas, deutscher Historiker und Bibliograf († 1984)
- 01. Oktober: Daniel J. Boorstin, Leiter der Library of Congress († 2004)
- 02. Oktober: Franz Hubmann, österreichischer Fotograf und Fotojournalist († 2007)
- 03. Oktober: Sylvio Lacharité, kanadischer Dirigent und Komponist († 1983)
- 03. Oktober: Jan Nowak-Jeziorański, polnischer Journalist, Schriftsteller und Patriot († 2005)
- 04. Oktober: Adolf Scheffknecht, österreichischer Turner († 1941)
- 05. Oktober: Elfriede Kaun, deutsche Leichtathletin († 2008)

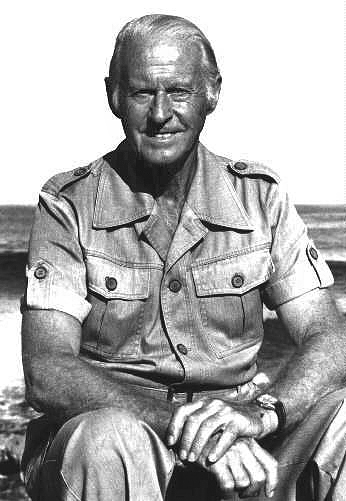
Thor Heyerdahl

- 06. Oktober: Thor Heyerdahl, norwegischer Anthropologe und Abenteurer († 2002)
- 07. Oktober: Georg von Metaxa, österreichischer Tennisspieler († 1944)
- 08. Oktober: William Egan, US-amerikanischer Politiker († 1984)
- 08. Oktober: Robert Pierce, US-amerikanischer Journalist und Evangelist († 1978)
- 09. Oktober: Edward Andrews, US-amerikanischer Schauspieler († 1985)
- 10. Oktober: Ivory Joe Hunter, US-amerikanischer R&B-Sänger, Pianist und Songschreiber († 1974)
- 10. Oktober: Mario Lanzi, italienischer Leichtathlet († 1980)
- 10. Oktober: Agostino Straulino, italienischer Segelsportler († 2004)
- 11. Oktober: Reuben Fine, US-amerikanischer Schachspieler und Psychoanalytiker († 1993)
- 11. Oktober: Marc Gignoux, französischer Automobilrennfahrer († 1991)
- 12. Oktober: Thomas Windisch, Komponist, Architekt, Maler, Lyriker und Pianist († 2005)
- 14. Oktober: József Ács, jugoslawischer Maler, Kunstpädagoge und Kunstkritiker († 1990)
- 14. Oktober: Raymond Davis Jr., US-amerikanischer Physiker († 2006)
- 14. Oktober: Richard Durrance, US-amerikanischer Skiläufer († 2004)
- 14. Oktober: Hanne Landgraf, deutsche Politikerin († 2005)
- 15. Oktober: Karl Lütgendorf, österreichischer Politiker († 1981)
- 15. Oktober: Mohammed Sahir Schah, afghanischer König 1933–1973 († 2007)
- 17. Oktober: Michael Danzinger, österreichischer Pianist, Unterhaltungskünstler und Komponist († 2007)
- 17. Oktober: Jerry Siegel, US-amerikanischer Autor und Mit-Erfinder des Comics Superman († 1996)
- 18. Oktober: Louis Pons, französischer Automobilrennfahrer († 1973)
- 19. Oktober: Gerd Sannemüller, deutscher Komponist und Musikwissenschaftler († 2008)
- 20. Oktober: Mario Luzi, italienischer Lyriker († 2005)
- 20. Oktober: Fayard Antonio Nicholas, US-amerikanischer Tänzer, Sänger und Schauspieler († 2006)
- 21. Oktober: Samuel W. Alderson, US-amerikanischer Erfinder († 2005)
- 21. Oktober: Martin Gardner, US-amerikanischer Wissenschaftsjournalist und Sachbuchautor († 2010)
- 21. Oktober: Johann Houschka, österreichischer Feldhandballspieler († 1983)
- 21. Oktober: Kazimierz Kardinal Świątek, Alterzbischof von Minsk († 2011)
- 22. Oktober: Kurt Laqueur, deutscher Diplomat († 1997)
- 23. Oktober: Frank Kinard, US-amerikanischer American-Football-Spieler und -Trainer († 1985)
- 23. Oktober: Otto Koenig, österreichischer Verhaltensforscher, Zoologe und Schriftsteller († 1992)
- 24. Oktober: Charles Howard Anderson, US-amerikanischer Vielseitigkeitsreiter und Olympiasieger († 1993)
- 24. Oktober: Karl Kotratschek, österreichischer Leichtathlet († 1941)
- 25. Oktober: Warren Arthur Ambrose, US-amerikanischer Mathematiker († 1995)
- 25. Oktober: Max Eckard, deutscher Schauspieler († 1998)
- 26. Oktober: Raymond Arveiller, französischer Romanist und Lexikologe († 1997)
- 26. Oktober: Jackie Coogan, US-amerikanischer Schauspieler und Kinderstar († 1984)
- 26. Oktober: Otto Matzerath, deutscher Dirigent († 1963)
- 27. Oktober: Hermann Geiger, Schweizer Rettungsflieger und Pionier des Gletscherflugs († 1966)
- 27. Oktober: Jan Kott, polnischer Theaterwissenschaftler und Übersetzer († 2001)
- 27. Oktober: Dylan Thomas, walisischer Dichter († 1953)
- 28. Oktober: Liesel Beckmann, deutsche Professorin für Betriebswirtschaftslehre († 1965)

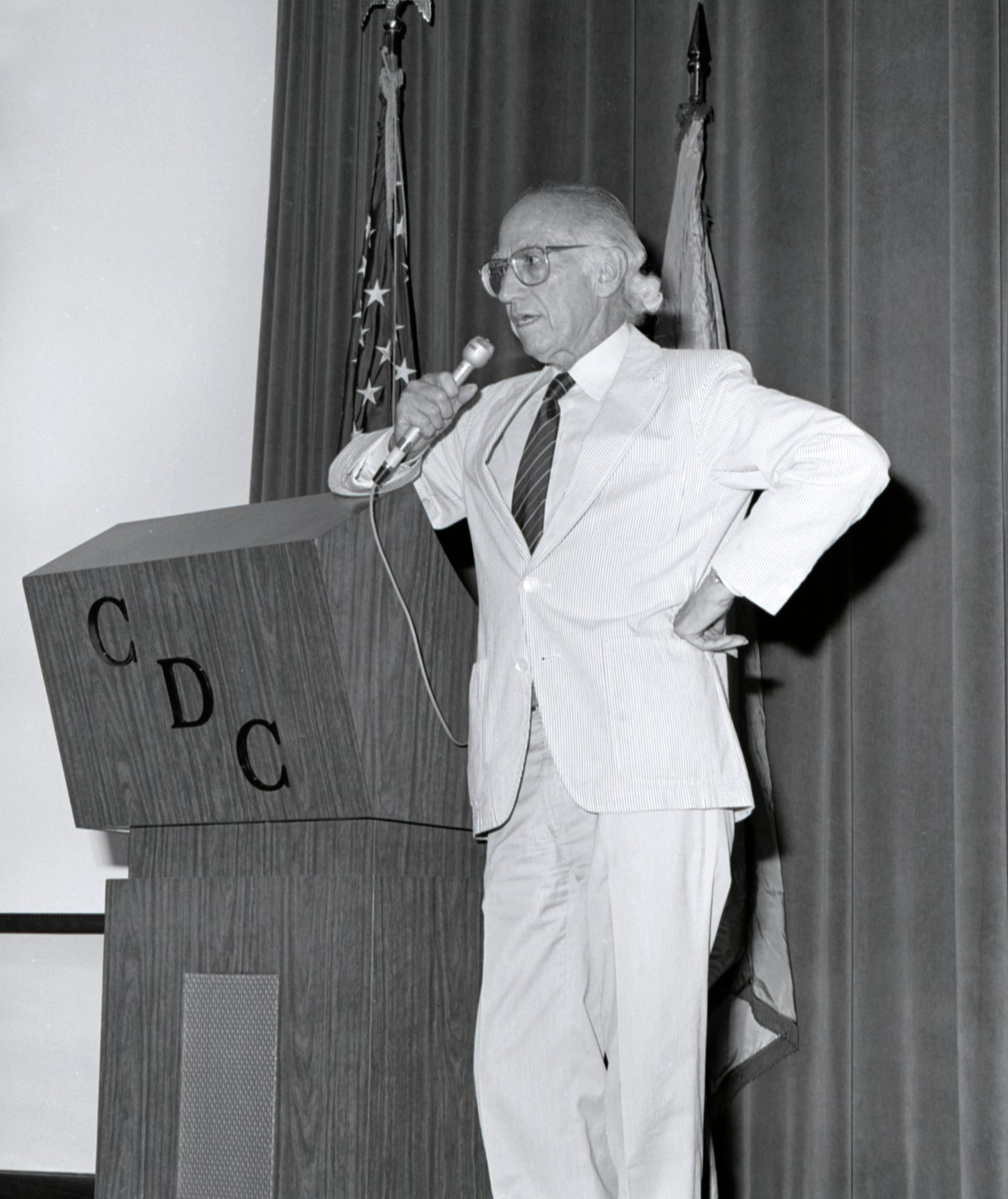
Jonas Salk, 1988

- 28. Oktober: Jonas Salk, US-amerikanischer Arzt und Immunologe († 1995)
- 28. Oktober: Richard L. M. Synge, englischer Chemiker († 1994)
- 30. Oktober: Krystana Iwanowa Janewa, bulgarische Widerstandskämpferin († 1944)
- 31. Oktober: Robert E. Smylie, US-amerikanischer Politiker († 2004)

### November
- 01. November: Adam Berberich, deutscher Politiker († 2001)
- 01. November: Yamazaki Hōdai, japanischer Schriftsteller († 1985)
- 02. November: Felicitas Kukuck, deutsche Komponistin († 2001)
- 02. November: Ray Walston, US-amerikanischer Schauspieler († 2001)
- 02. November: Dale Wasserman, US-amerikanischer Schriftsteller († 2008)
- 03. November: Leo Bardischewski, deutscher Schauspieler und Synchronsprecher († 1995)
- 03. November: Gyula Trebitsch, ungarischer Filmproduzent († 2005)
- 04. November: Ernst Knaack, deutscher Kommunist und Widerstandskämpfer († 1944)
- 05. November: Herbert Czaja, deutscher Politiker († 1997)
- 05. November: Emmanuel Kiwanuka Nsubuga, Erzbischof von Kampala und Kardinal († 1991)
- 05. November: Snjolaug Sigurdson, kanadische Pianistin und Musikpädagogin († 1979)
- 07. November: Raphael Aloysius Lafferty, US-amerikanischer Science-Fiction- und Fantasy-Schriftsteller († 2002)
- 08. November: George Dantzig, US-amerikanischer Mathematiker († 2005)
- 08. November: Norman Lloyd, US-amerikanischer Regisseur, Produzent und Schauspieler († 2021)
- 09. November: Hedy Lamarr, Schauspielerin und Erfinderin († 2000)
- 10. November: Alan Graham Apley, englischer Orthopäde und Herausgeber († 1996)
- 10. November: Edmund Conen, deutscher Fußballspieler († 1990)
- 11. November: E. V. Cunningham, US-amerikanischer Schriftsteller († 2003)
- 12. November: Edward Schillebeeckx, belgischer Ordensmann und Theologe († 2009)
- 12. November: Peter Whitehead, britischer Automobilrennfahrer († 1958)
- 13. November: David Cohen, US-amerikanischer Politiker († 2005)
- 13. November: William Gibson, US-amerikanischer Dramatiker († 2008)
- 13. November: John Latouche, US-amerikanischer Schriftsteller und Librettist († 1956)
- 13. November: Alberto Lattuada, italienischer Filmregisseur († 2005)
- 13. November: Paul Lücke, deutscher Bauminister und Innenminister († 1976)
- 14. November: Raúl Banfi, uruguayischer Fußballspieler († 1982)
- 14. November: Eric Crozier, englischer Opernregisseur und Librettist († 1994)
- 15. November: Jorge Bolet, US-amerikanisch-kubanischer Pianist († 1990)
- 15. November: Giuseppe Caprio, Kardinal der römisch-katholischen Kirche († 2005)
- 15. November: Wladimir Lotarjow, sowjetischer Konstrukteur von Strahltriebwerken († 1994)
- 16. November: Bernhard Balkenhol, deutscher Politiker († 2004)
- 17. November: Christa Johannsen, deutsche Schriftstellerin und Übersetzerin († 1981)
- 17. November: Marianne Kühn, deutsche Politikerin († 2005)
- 18. November: Alfred Abegg, Schweizer Politiker († 1998)
- 18. November: Anatols Imermanis, lettischer Schriftsteller († 1998)
- 19. November: Mills E. Godwin, US-amerikanischer Politiker († 1999)
- 20. November: Fritz Goller, deutscher Komponist († 1986)
- 20. November: Emilio Pucci, italienischer Modedesigner († 1992)
- 21. November: Michael Grant, englischer Altphilologe und Althistoriker († 2004)
- 21. November: Henri Marie Laborit, französischer Neurologe, Arzt und Chemiker († 1995)
- 21. November: Abd al-Karim Qasim, irakischer Premierminister († 1963)
- 23. November: Katrine Harries, deutsch-südafrikanische Grafikerin und Illustratorin († 1978)
- 24. November: Hilde Bussmann, deutsche Tischtennisspielerin († 1988)
- 24. November: Agostino Casaroli, Kardinalstaatssekretär der römisch-katholischen Kirche († 1998)
- 24. November: Khoren I. Mesrob Paroyan, Katholikos des Großen Hauses von Kilikien († 1983)
- 25. November: Eddie Boyd, US-amerikanischer Musiker († 1994)
- 25. November: Joe DiMaggio, US-amerikanischer Baseball-Spieler († 1999)
- 26. November: Lou Fine, US-amerikanischer Comiczeichner und Illustrator († 1971)
- 26. November: Cuno Fischer, deutscher Maler, Bühnenbildner und Designer († 1973)
- 29. November: Kurt Böhner, deutscher Historiker († 2007)
- 30. November: Charles Hawtrey, britischer Schauspieler († 1988)

### Dezember
- 01. Dezember: Knud Børge Andersen, dänischer Politiker († 1984)
- 02. Dezember: Bill Erwin, US-amerikanischer Schauspieler († 2010)
- 02. Dezember: Pops Staples, US-amerikanischer Gospel- und R&B-Musiker († 2000)
- 04. Dezember: Rudolf Hausner, österreichischer Maler und Graphiker († 1995)
- 05. Dezember: Anatole Abragam, französischer Physiker († 2011)
- 05. Dezember: Hans Hellmut Kirst, deutscher Schriftsteller († 1989)
- 07. Dezember: Fermo Camellini, italienisch-französischer Radrennfahrer († 2010)
- 08. Dezember: Ruth Amiran, israelische Archäologin († 2005)
- 08. Dezember: Hilda Horak, slowenische Pianistin, Musikpädagogin und Komponistin († 1995)
- 08. Dezember: Pál Patay, ungarischer Archäologe († 2020)
- 09. Dezember: Herbert Hunger, österreichischer Byzantinist († 2000)
- 09. Dezember: Walter Jokisch, deutscher Schauspieler († 1984)
- 09. Dezember: Frances Reid, US-amerikanische Schauspielerin († 2010)
- 10. Dezember: Roman Jankowiak, polnischer Dirigent und Musikpädagoge († 1983)
- 10. Dezember: Erich Pizka, österreichischer Hornist und Professor († 1996)
- 11. Dezember: Ruth Nossenheim, dänisch-deutsche Malerin und Bildhauerin († 1989)
- 12. Dezember: Patrick O’Brian, Schriftsteller († 2000)
- 12. Dezember: Jacques de Senarclens, Schweizer evangelischer Geistlicher und Hochschullehrer († 1971)
- 13. Dezember: Alan Bullock, britischer Historiker († 2004)
- 13. Dezember: Ludwig Kaindl, deutscher Leichtathlet († 1995)
- 13. Dezember: Paul Michaelis, deutscher Maler († 2005)
- 14. Dezember: Karl Carstens, deutscher Politiker, Bundespräsident der BRD 1979–1984 († 1992)

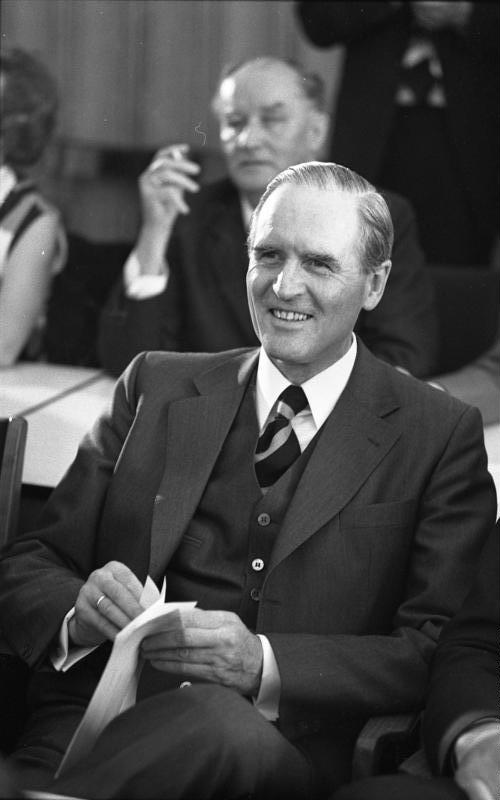
Karl Carstens, 1973

- 14. Dezember: Rainer Hildebrandt, deutscher Bürgerrechtler, Historiker, Buchautor und Publizist († 2004)
- 14. Dezember: Martin Sicherl, deutscher Altphilologe († 2009)
- 14. Dezember: Lieselotte Wicke, deutsche Politikerin († 1989)
- 17. Dezember: Oktay Aslanapa, türkischer Kunsthistoriker († 2013)
- 17. Dezember: Francis Bay, belgischer Dirigent († 2005)
- 17. Dezember: Wilhelm Traub, deutscher Politiker († 1998)
- 18. Dezember: Connie Curtis Crayton, US-amerikanischer Blues-Sänger und Gitarrist († 1985)
- 18. Dezember: Tatsuo Matsumura, japanischer Schauspieler († 2005)
- 19. Dezember: Franz Josef Attems-Petzenstein, österreichischer Generalmajor († 2003)
- 20. Dezember: Alfred Hoffmann, deutscher Eishockeytorhüter († 1983)
- 20. Dezember: Romeo C. Espino, General der Streitkräfte der Philippinen († unbekannt)
- 22. Dezember: Klaus Konrad, deutscher Politiker († 2006)
- 23. Dezember: David Alexander, US-amerikanischer Filmregisseur und Filmproduzent († 1983)
- 23. Dezember: Hans Hermsdorf, deutscher Politiker († 2001)
- 24. Dezember: Alfred Dompert, deutscher Leichtathlet († 1991)
- 24. Dezember: Herbert Reinecker, deutscher Journalist und Autor († 2007)
- 24. Dezember: Elke Wulk-Voltmer, deutsche Porträtmalerin († 2006)
- 25. Dezember: Konrad Georg, deutscher Schauspieler († 1987)
- 26. Dezember: Murlidhar Devidas Amte, indischer Menschenrechtler († 2008)
- 26. Dezember: Gil Duggan, US-amerikanischer American-Football-Spieler († 1974)
- 26. Dezember: Annemarie Wendl, deutsche Schauspielerin († 2006)
- 26. Dezember: Richard Widmark, US-amerikanischer Schauspieler († 2008)
- 27. Dezember: Giuseppe Berto, italienischer Schriftsteller († 1978)
- 27. Dezember: Dorris Bowdon, US-amerikanische Schauspielerin († 2005)
- 29. Dezember: Alfred Vohrer, deutscher Filmregisseur († 1986)
- 30. Dezember: Werner Gutmann, Schweizer Prokurist, Schriftsteller und Hörspiel-Autor in Berndeutsch († 2002)

### Genaues Geburtsdatum unbekannt
- Wilhelm Paul Ackermann, deutsch-schwedischer Heilpraktiker und Arzt († 2002)
- Ibrahim Ahmed, kurdischer Autor, Schriftsteller und Übersetzer († 2000)
- Muhammad Nasiruddin al-Albani, albanischer Gelehrter († 1999)
- David Asseo, türkischer Großrabbiner († 2002)
- John Dembeck, kanadischer Geiger und Bratschist († 1993)
- Aussie Elliott, US-amerikanischer Verbrecher († 1934)
- Tito Okello, Staatsoberhaupt von Uganda 1985/1986 († 1996)
- Efraim Reuytenberg, israelischer Maler († 2005)
- Maria Gabriella Sagheddu, italienische Trappistin und katholische Selige († 1939)
- Mohammad Yusuf, afghanischer Politiker und Technokrat († 1998)

## Gestorben

### Erstes Quartal
- 13. Januar: Alfred Lichtwark, deutscher Kunsthistoriker, Museumsleiter und Kunstpädagoge (* 1852)
- 14. Januar: Franz Rudolph Wurlitzer, US-amerikanischer Musikinstrumentenhersteller (* 1831)
- 15. Januar: Friedrich Leo, deutscher Altphilologe (* 1851)
- 18. Januar: Marie-Georges Picquart, französischer Offizier, Kriegsminister und Beteiligter in der Dreyfus-Affäre (* 1854)
- 19. Januar: Heinrich Rudolf Genée, deutscher Schriftsteller (* 1824)
- 21. Januar: Mirza Abu’l-Fadl, persischer Bahai-Theologe (* 1844)
- 21. Januar: Donald Smith, kanadischer Unternehmer, Politiker und Diplomat (* 1820)
- 26. Januar: Lyman R. Casey, US-amerikanischer Politiker (* 1837)
- 26. Januar: Rudolf Swoboda der Jüngere, österreichischer Maler (* 1859)
- 30. Januar: Matthias Büssem, deutscher Geistlicher (* 1848)
- 03. Februar: Wenzel Josef Heller, böhmischer Komponist, Kirchenmusiker, Militärkapellmeister und Chorleiter (* 1849)
- 06. Februar: Peter Auzinger, deutscher Schauspieler (* 1836)
- 13. Februar: Alphonse Bertillon, französischer Kriminalist und Anthropologe (* 1853)
- 16. Februar: Shūzō Aoki, japanischer Diplomat und Politiker (* 1844)
- 18. Februar: Hermann Rietschel, Begründer der Heizungs- und Klimatechnik (* 1847)
- 19. Februar: Eliska Vincent, französische Feministin (* 1841)
- 01. März: Tor Aulin, schwedischer Komponist (* 1866)
- 01. März: Jorge Newbery, argentinischer Luftfahrtpionier, Ingenieur, Wissenschaftler und Sportler (* 1875)
- 01. März: Mehmed Said Pascha, Großwesir des Osmanischen Reiches (* 1838)
- 03. März: Victor Nováček, tschechischer Geiger und Musikpädagoge (* 1875)
- 04. März: Benjamin Dwight Allen, US-amerikanischer Komponist (* 1831)
- 05. März: William A. Massey, US-amerikanischer Politiker (* 1856)
- 05. März: Georgi Sedow, russischer Marineoffizier und Polarforscher (* 1877)
- 06. März: George Washington Vanderbilt II, US-amerikanischer Kunstsammler (* 1862)
- 07. März: Henryk Dobrzycki, polnischer Arzt, Philanthrop und Komponist (* 1841)
- 12. März: Edwin O. Stanard, US-amerikanischer Politiker (* 1832)

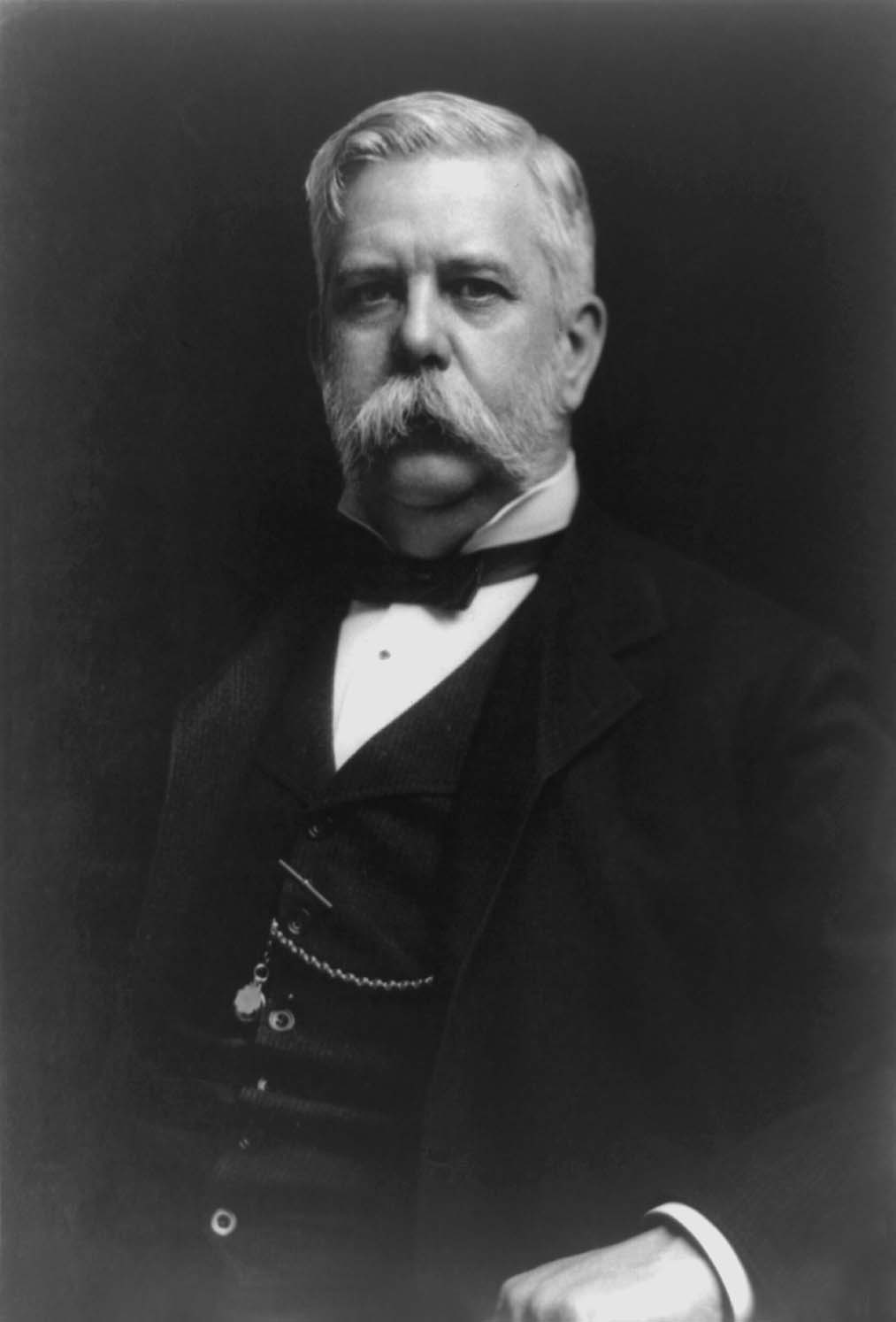
George Westinghouse

- 12. März: George Westinghouse, US-amerikanischer Erfinder (* 1846)
- 13. März: Nuur ud-Din, Khalifat ul-Massih I. (* 1841)
- 16. März: Gaston Calmette, französischer Journalist und Zeitungsdirektor (* 1858)
- 16. März: Charles Albert Gobat, Schweizer Politiker und Friedensnobelpreisträger (* 1843)
- 16. März: John Murray, britischer Ozeanograph (* 1841)
- 17. März: Giuseppe Buonamici, italienischer Komponist (* 1846)
- 22. März: Theodor Borrer, Schweizer Luftfahrt-Pionier (* 1894)
- 23. März: Rafqa Pietra Choboq Ar-Rayès, Heilige der katholischen Kirche (* 1832)
- 25. März: Frédéric Mistral, französischer Dichter und Linguist (* 1830)
- 26. März: Max Hagen, deutscher Landschaftsmaler, Zeichner und Karikaturist (* 1859)
- 30. März: John Henry Poynting, englischer Physiker (* 1852)
- 31. März: Christian Morgenstern, deutscher Dichter und Schriftsteller (* 1871)
- 31. März: Hubert von Herkomer, englischer Maler, Bildhauer, Musiker und Schriftsteller (* 1849)

### Zweites Quartal
- 02. April: Paul Heyse, deutscher Schriftsteller und Literaturnobelpreisträger (* 1830)
- 02. April: Albert Studler, Schweizer Landwirt und Politiker (* 1840)
- 02. April: Karl von Stünzner, preußischer General (* 1839)
- 07. April: Sardar Mohammed Ayub Khan, interimistischer Regent Afghanistans (* 1857)
- 08. April: Jakub Arbes, böhmischer Journalist und Schriftsteller (* 1840)
- 10. April: Ferdinand Leopold Freiherr von Andrian-Werburg, österreichischer Geologe und Anthropologe (* 1835)
- 10. April: Karl Ernst Schrod, deutscher Weihbischof (* 1841)
- 11. April: Helena Guerra, Selige, italienische Ordensfrau (* 1835)
- 12. April: Josef Nešvera, tschechischer Komponist (* 1842)
- 12. April: Martin Joseph Schlimbach, deutscher Orgelbauer (* 1841)
- 15. April: Franz Weber, österreichischer Orgelbauer (* 1825)
- 16. April: Hermann Ahlwardt, deutscher Volksschullehrer und antisemitischer Agitator (* 1846)
- 16. April: George William Hill, US-amerikanischer Astronom und Mathematiker (* 1838)
- 19. April: Emil Heinrich Otto Müller, deutscher Altphilologe und Pädagoge (* 1826)
- 19. April: Karl Dehner, deutscher Heimatforscher (* 1862)
- 19. April: Charles Sanders Peirce, US-amerikanischer Mathematiker, Philosoph und Logiker (* 1839)
- 28. April: Thomas G. Jones, US-amerikanischer Politiker (* 1844)
- 01. Mai: Hermann Frasch, deutsch-US-amerikanischer Chemiker und Technologe (* 1851)
- 08. Mai: Theodor Heidegger, deutscher Architekt und Kommunalpolitiker (* 1834)
- 11. Mai: Willy Pöge, deutscher Unternehmer, Pferde-, Rad- und Motorsportler (* 1869)
- 21. Mai: Ernest Granger, französischer Kommunarde und Politiker (* 1844)
- 22. Mai: Carl Attenhofer, schweizerischer Komponist, Dirigent, Sänger, Organist und Universitätsmusikdirektor (* 1837)
- 23. Mai: William O’Connell Bradley, US-amerikanischer Politiker (* 1847)
- 24. Mai: William Lossow, deutscher Architekt (* 1852)
- 25. Mai: Heinrich Vogelsang, deutscher Kaufmann (* 1862)
- 30. Mai: Alfred Agostinelli, französischer Mechaniker, Chauffeur und Sekretär (* 1888)
- 11. Juni: Adolf Friedrich V., Großherzog von Mecklenburg-Strelitz (* 1848)
- 18. Juni: Frank Hiscock, US-amerikanischer Politiker (* 1834)
- 19. Juni: Jakob Buser, Schweizer Bankdirektor und Politiker (* 1847)

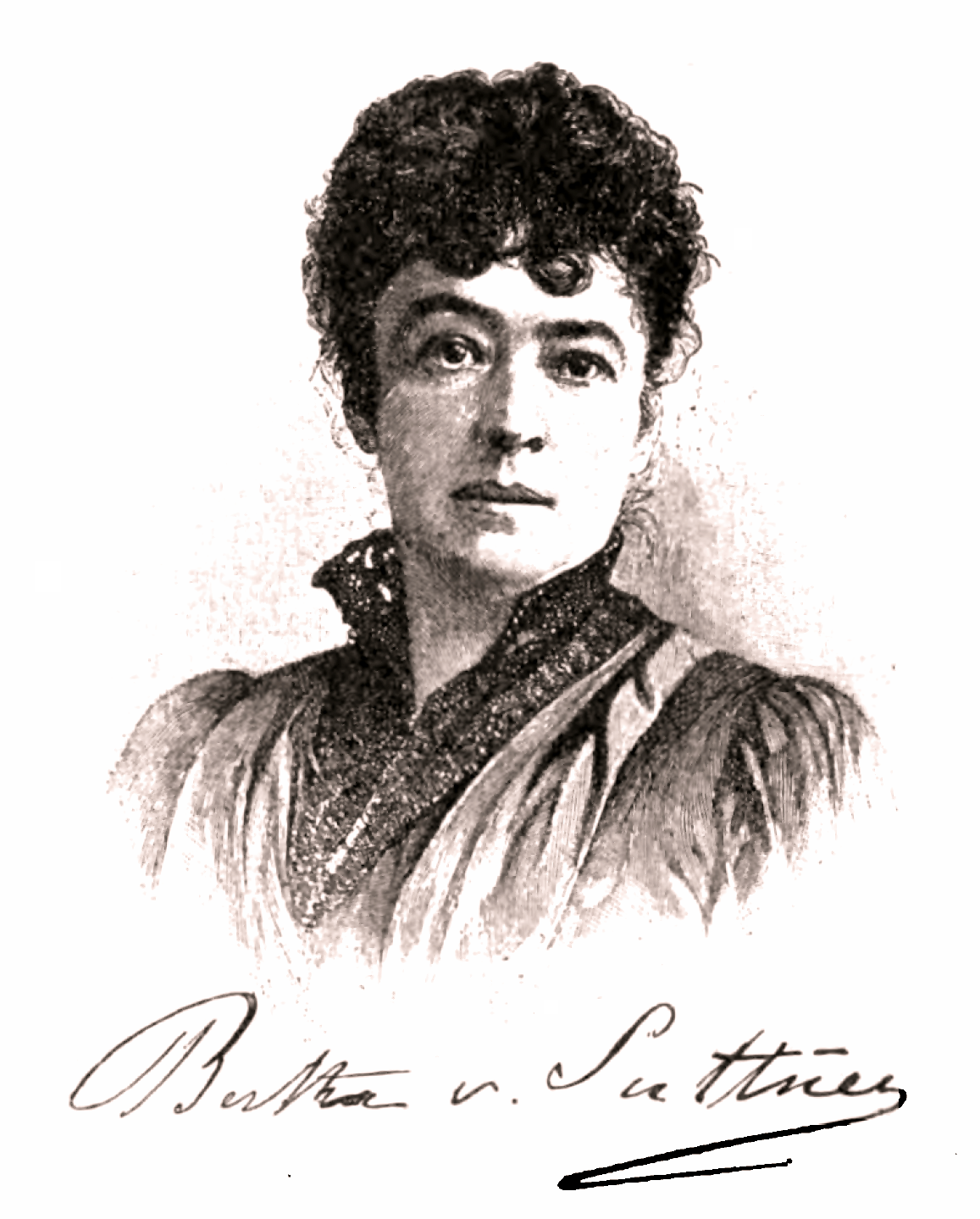
Bertha von Suttner, um 1886

- 21. Juni: Bertha von Suttner, österreichische Pazifistin (* 1843)
- 25. Juni: Georg II., Herzog von Sachsen-Meiningen, bekannt als „Theaterherzog“ (* 1826)
- 25. Juni: Karl Wegener, deutscher Eisenbahn-Ingenieur, Baumeister, Architekt und Unternehmer sowie Vereins- und Verbandsfunktionär (* 1846)

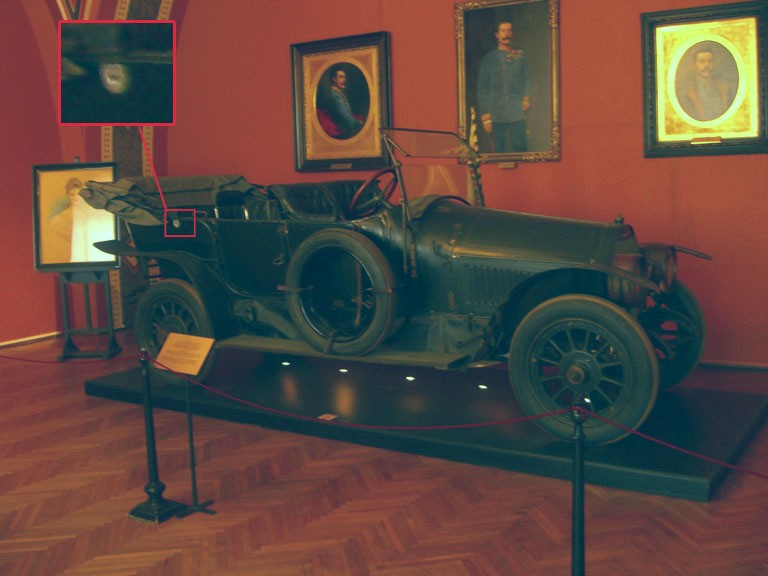
Das Auto, in dem Franz Ferdinand und seine Frau erschossen wurden

- 28. Juni: Franz Ferdinand, Sohn von Erzherzog Karl Ludwig von Österreich (* 1863)
- 28. Juni: Sophie von Hohenberg-Chotek, Ehefrau von Franz Ferdinand von Österreich (* 1868)
- 30. Juni: Johannes Ryf, Schweizer Jurist und Politiker (* 1844)

### Drittes Quartal
- 02. Juli: Joseph Chamberlain, britischer Politiker (* 1836)
- 02. Juli: Jakob Lüthy, Schweizer Unternehmer und Politiker (* 1841)
- 03. Juli: Hermann Suchier, deutscher Romanist (* 1848)
- 06. Juli: Delmira Agustini, uruguayische Dichterin (* 1886)
- 06. Juli: Giuseppe Lorenzoni, italienischer Astronom (* 1843)
- 08. Juli: Carel Herman Aart van der Wijck, Generalgouverneur von Niederländisch-Indien (* 1840)
- 11. Juli: Julius Rodenberg, deutscher Schriftsteller (* 1831)
- 14. Juli: Jürgen Friedrich Ahrens, deutscher Lehrer und Heimatdichter (* 1834)
- 16. Juli: Hans Ross, norwegischer Linguist (* 1833)
- 19. Juli: Alexander Conze, deutscher Archäologe (* 1831)
- 23. Juli: Hermann Suter, Schweizer Zollbeamter (* 1853)
- 31. Juli: Jean Jaurès, französischer Politiker (* 1859)
- 02. August: Gabriel Dupont, französischer Komponist (* 1878)
- 08. August: Rudolf Manga Bell, König des Duala-Volkes in Kamerun (* 1873)
- 09. August: Roque Sáenz Peña, argentinischer Anwalt und Politiker (* 1851)
- 10. August: Paul Adolph, deutscher Jurist und Politiker (* 1840)
- 10. August: John Butler Smith, US-amerikanischer Politiker (* 1838)
- 12. August: John Philip Holland, US-amerikanischer U-Boot-Konstrukteur (* 1841)
- 15. August: Franz Georg von Glasenapp, deutscher General (* 1857)
- 20. August: Max Theodor von Karajan, österreichischer Altphilologe (* 1833)
- 22. August: Spencer Wishart US-amerikanischer Automobilrennfahrer (* 1890)

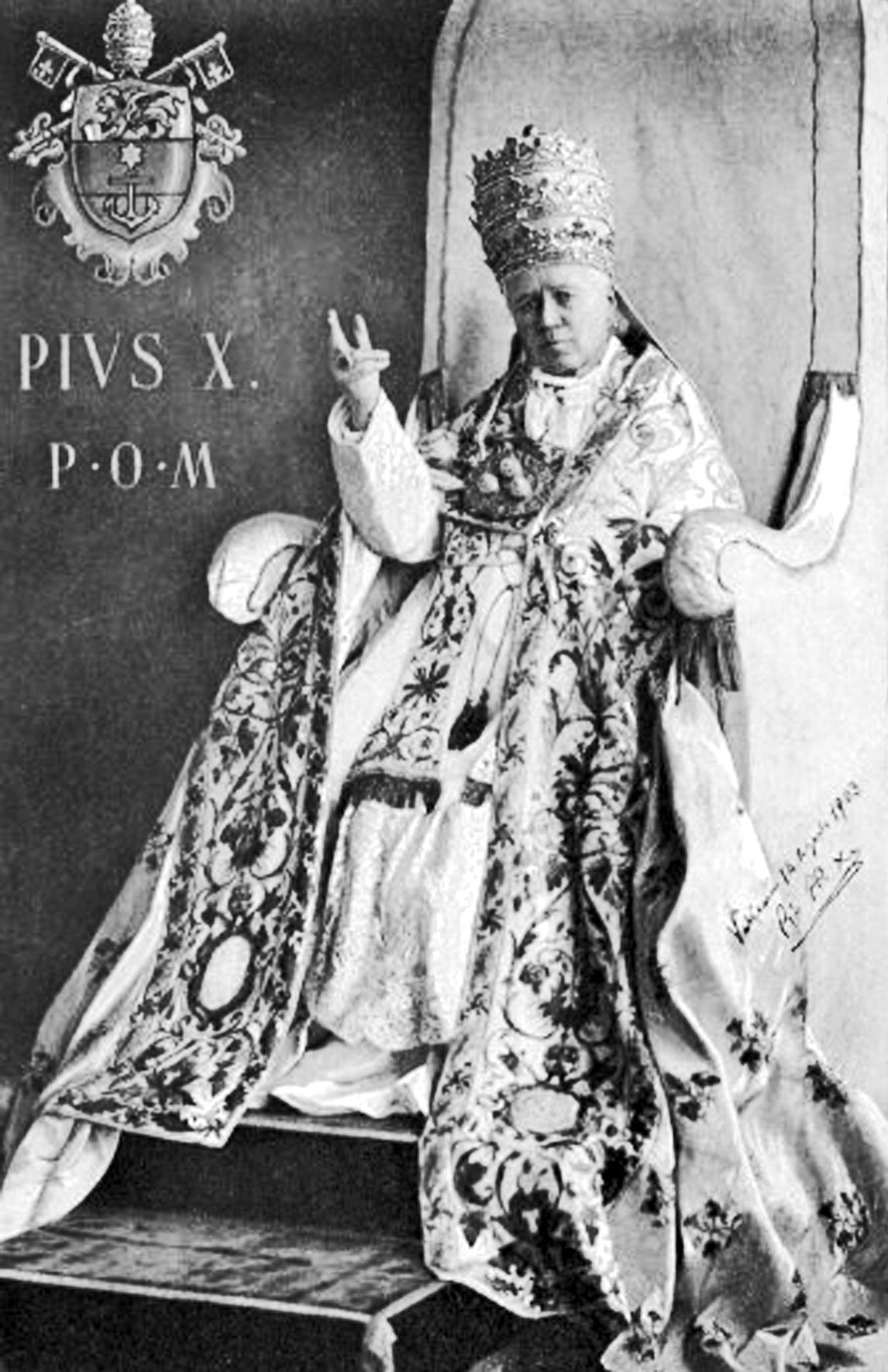
Pius X.

- 20. August: Giuseppe Melchiorre Sarto, unter dem Namen Pius X. Papst (* 1835)
- 24. August: Johannes Weiß, evangelischer Theologe (* 1863)
- 24. August: Chester B. Jordan, US-amerikanischer Politiker (* 1839)
- 26. August: Heinrich Stoll, deutscher Unternehmer (* 1847)
- 27. August: Eugen Böhm von Bawerk, österreichischer Ökonom (* 1851)
- 28. August: Anatoli Ljadow, russischer Komponist (* 1855)
- 29. August: Rudolf Ahorn, deutscher Fußballspieler (* 1890)
- 29. August: George Shoobridge Carr, britischer Mathematiker (* 1837)
- 31. August: Lucy Lloyd, britisch-südafrikanische Sprachforscherin und Ethnologin (* 1834)
- 03. September: Ludwig Frank, Rechtsanwalt und Politiker der SPD (* 1874)
- 04. September: Theodor Weber, deutscher Mediziner (* 1829)
- 05. September: Charles Péguy, französischer Schriftsteller (* 1873)
- 06. September: Emil Rausch (Offizier), deutscher Offizier und Kolonialbeamter (* 1877)
- 07. September: Georges Kriéger, französischer Organist und Komponist (* 1885)
- 08. September: Gustav Ferdinand Hertz, deutscher Jurist und Hamburger Senator (* 1827)
- 09. September: Albert Arnz, deutscher Landschaftsmaler (* 1832)
- 12. September: Salomon Haberland, deutscher Unternehmer (* 1833)
- 13. September: Charles N. Felton, US-amerikanischer Politiker (* 1832)
- 15. September: Koos de la Rey, burischer General (* 1847)
- 18. September: Götz Riedesel zu Eisenbach, deutscher Beamter und Offizier (* 1882)
- 22. September: Alain-Fournier, französischer Schriftsteller (* 1886)
- 22. September: Pierre Moriaud, Schweizer Jurist und Politiker (* 1845)
- 25. September: Alfred Lichtenstein, deutscher Lyriker (* 1889)
- 26. September: Hermann Löns, deutscher Schriftsteller (* 1866)
- 26. September: Ernst Wilhelm Lotz, deutscher Lyriker des Expressionismus (* 1890)

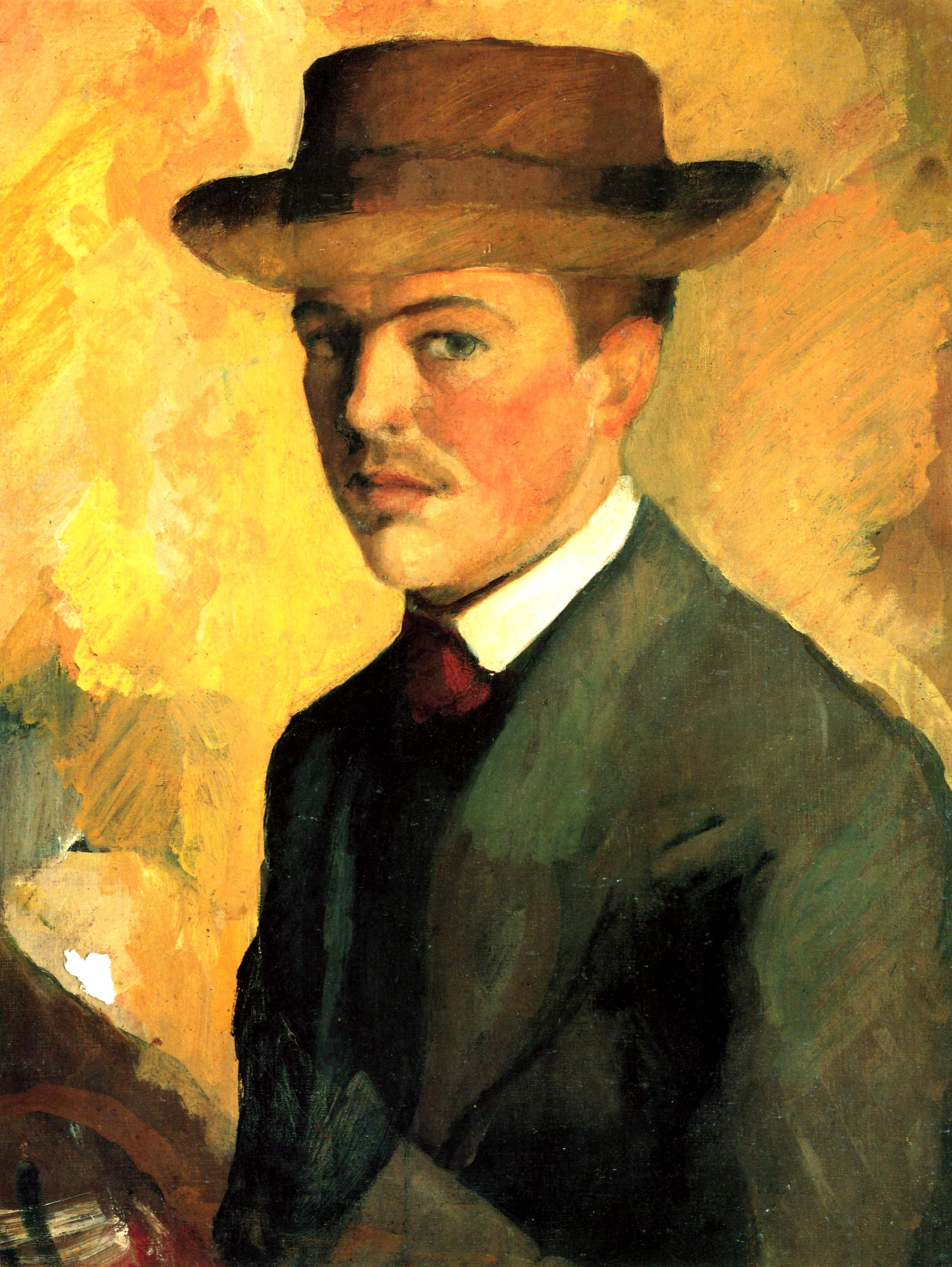
August Macke, Selbstporträt mit Hut (1909)

- 26. September: August Macke, deutscher Maler des Expressionismus (* 1887)
- 26. September: Emil von Rappard, deutscher Offizier (* 1863)
- 27. September: Robert von Pöhlmann, deutscher Althistoriker (* 1852)
- 28. September: Conrad Wilhelm Kambli, Schweizer evangelischer Geistlicher (* 1829)
- 29. September: Jean Bouin, französischer Leichtathlet, Weltrekordinhaber (* 1888)
- 29. September: Maria Atkinson, neuseeländische Frauenrechtlerin (* 1824)

### Viertes Quartal
- 01. Oktober: Friedrich Wilhelm Oskar von Arnstedt, deutscher Verwaltungsjurist (* 1840)
- 07. Oktober: Gabriel Montoya, französischer Chansonnier und Lyriker (* 1868)
- 08. Oktober: Josep Berga i Boix, katalanischer Maler, Kunstpädagoge und Schriftsteller (* 1837)
- 09. Oktober: Hans Erlwein, deutscher Baumeister (* 1872)
- 10. Oktober: Johan Jacob Ahrenberg, finnlandschwedischer Architekt und Schriftsteller (* 1847)
- 10. Oktober: Carol I., rumänischer Fürst und König aus dem Hause Hohenzollern (* 1839)
- 13. Oktober: Paulin Gschwind, Schweizer katholischer und späterer christkatholischer Geistlicher (* 1833)
- 15. Oktober: Tycho von Wilamowitz-Moellendorff, deutscher Altphilologe (* 1885)
- 19. Oktober: Julio Argentino Roca, argentinischer Präsident (* 1843)
- 22. Oktober: Siegfried Sudhaus, deutscher Altphilologe und Papyrologe (* 1863)

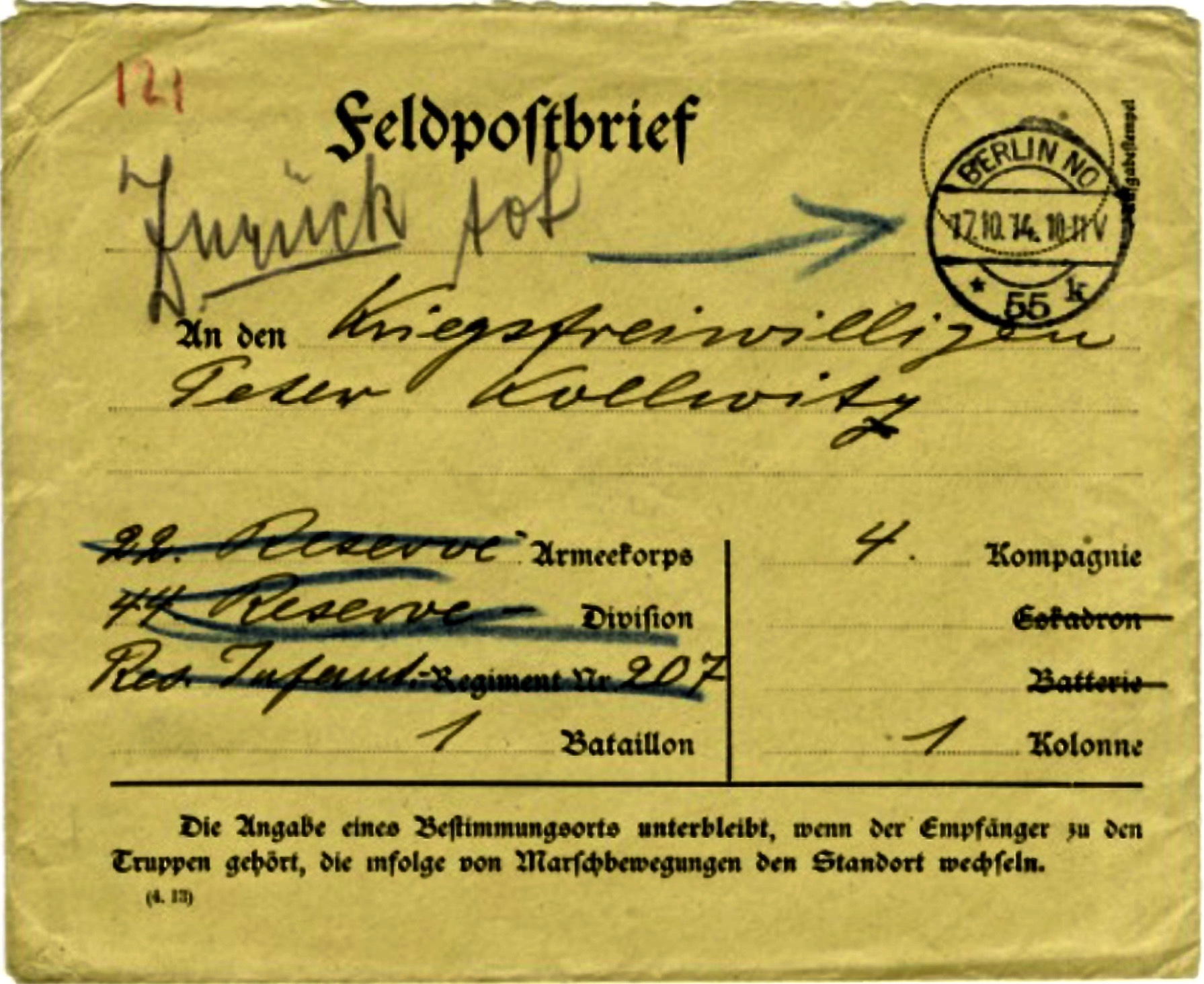
Feldpostbrief für Peter Kollwitz mit Retourenvermerk: „Zurück – tot“

- 23. Oktober: Peter Kollwitz, deutscher Maler (* 1896)
- 24. Oktober: Gustav Wied, dänischer Schriftsteller (* 1858)
- 28. Oktober: Richard Heuberger, österreichischer Komponist (* 1850)
- 29. Oktober: Julius von Zech auf Neuhofen, deutscher Offizier und Kolonialbeamter (* 1868)
- 30. Oktober: Ernst Stadler, elsässischer Lyriker (* 1883)
- 01. November: Christopher Cradock, britischer Admiral (* 1862)
- 03. November: Georg Trakl, österreichischer Dichter (* 1887)
- 04. November: John Kean, US-amerikanischer Politiker (* 1852)
- 04. November: Erich Köhler, deutscher Seeoffizier (* 1873)
- 04. November: Tom von Prince, deutscher Kolonialoffizier (* 1866)
- 04. November: Paul Prüssing, deutscher Chemiker (* 1861)

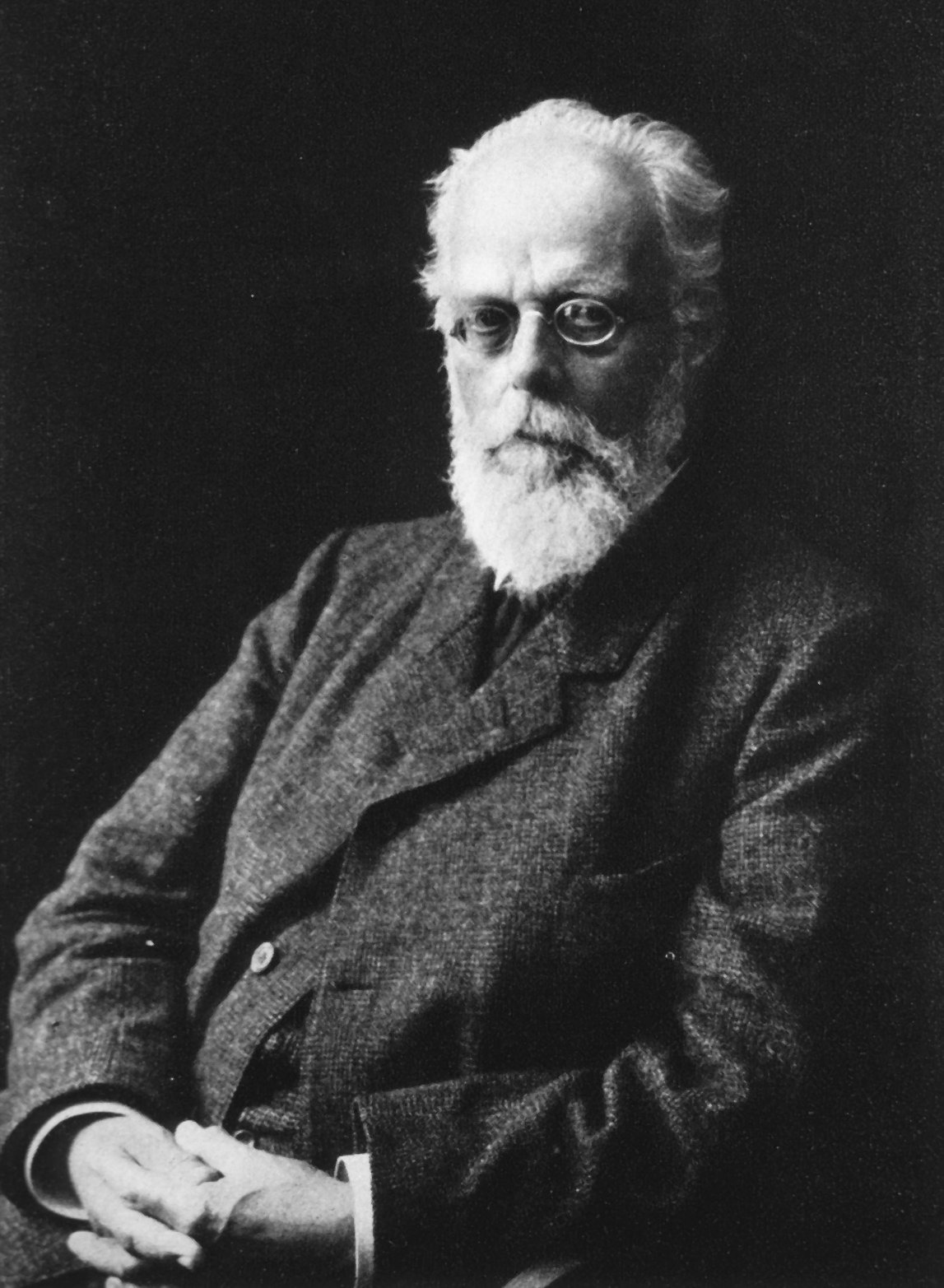
August Weismann

- 05. November: August Weismann, deutscher Biologe (* 1834)
- 07. November: Gerard Anderson, britischer Hürdenläufer (* 1889)
- 10. November: Max L. Strack, deutscher Althistoriker (* 1867)
- 12. November: Augusto dos Anjos, brasilianischer Dichter (* 1884)
- 12. November: Sylvester Stieber, deutscher Offizier und Kolonialbeamter (* 1867)
- 14. November: Marie Karchow-Lindner, deutsche Schauspielerin, Journalistin und Mäzenin (* 1842)
- 15. November: Leonhard Tietz, deutscher Kaufmann (* 1849)
- 16. November: Sattar Khan, iranischer Revolutionsführer (* 1868)
- 20. November: Isaac Burney Yeo, englischer Mediziner (* 1835)
- 26. November: Eduard Kremser, österreichischer Komponist, Arrangeur und Dirigent (* 1838)

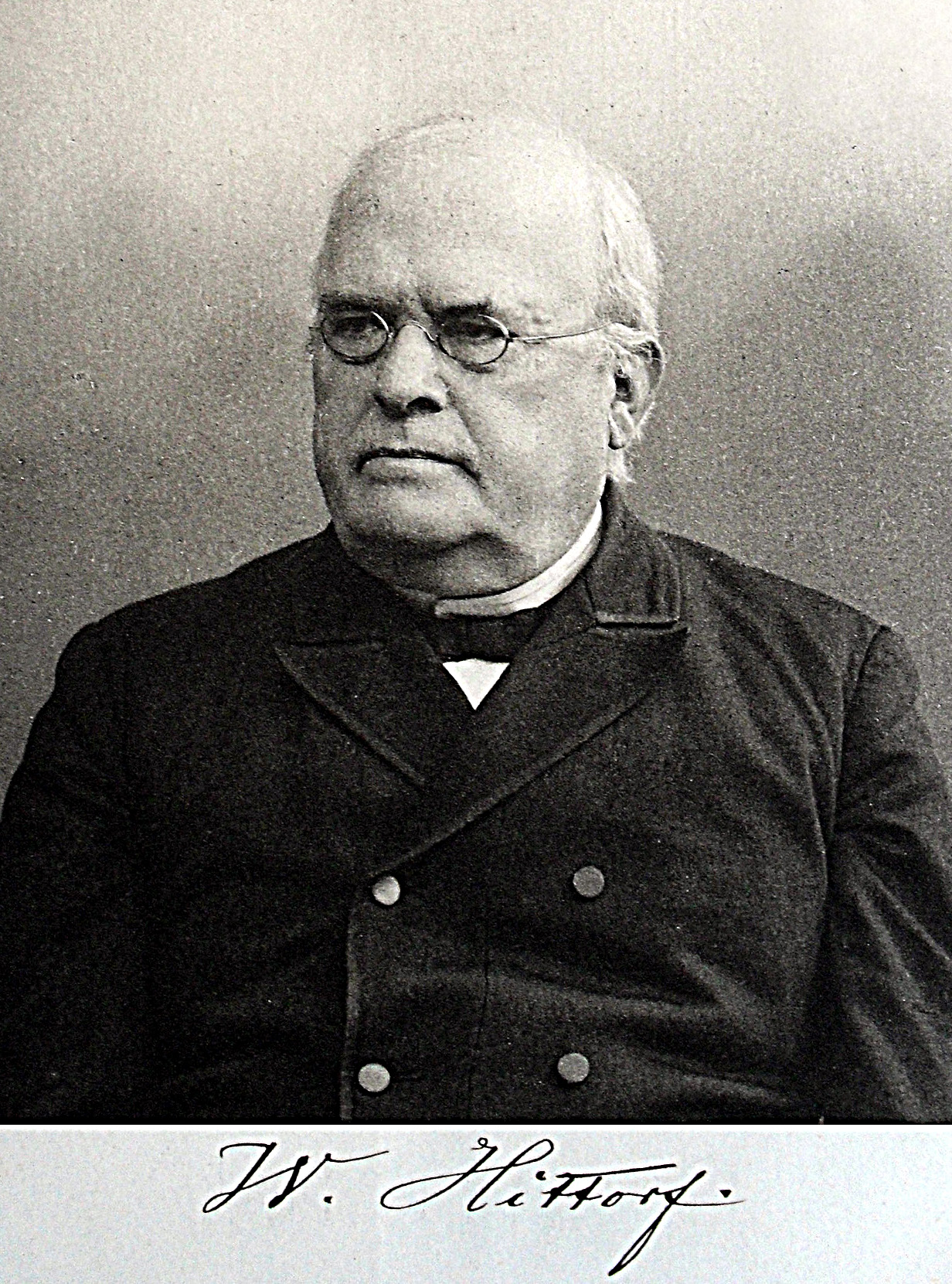
Johann Wilhelm Hittorf, 1893

- 28. November: Johann Wilhelm Hittorf, deutscher Physiker und Chemiker (* 1824)
- 30. November: Arnold Lang, Schweizer Zoologe (* 1855)
- 01. Dezember: Alfred Thayer Mahan, US-amerikanischer Admiral (* 1840)
- 04. Dezember: Charles Malo, französischer Orchesterleiter und Komponist (* 1835)
- 05. Dezember: Georg Franzius, deutscher Wasserbauingenieur (* 1842)
- 05. Dezember: Angelo Di Pietro, italienischer Geistlicher, Kurienkardinal (* 1828)
- 08. Dezember: Melchior Anderegg, Schweizer Bergführer (* 1828)
- 08. Dezember: Maximilian Graf von Spee, deutscher Marineoffizier (* 1861)
- 09. Dezember: John Andrew Arthur, australischer Politiker (* 1875)
- 16. Dezember: Emil Usteri, Schweizer Jesuit und Hochschullehrer in Indien (* 1839)
- 17. Dezember: Julius Preller, Landschaftsmaler und Fabrikdirektor (* 1834)
- 18. Dezember: Cherubine Willimann, Generalsuperiorin in Koblenz (* 1842)
- 22. Dezember: William S. West, US-amerikanischer Politiker (* 1849)
- 23. Dezember: Hugo Zuckermann, deutscher Schriftsteller und Zionist (* 1881)
- 24. Dezember: John Muir, schottisch-US-amerikanischer Naturforscher, Naturphilosoph und Naturschützer (* 1838)
- 25. Dezember: Pierre-Firmin Capmartin, französischer Geistlicher und römisch-katholischer Bischof von Oran (* 1855)
- 25. Dezember: Bernhard Stavenhagen, deutscher Komponist (* 1862)
- 28. Dezember: Hans Karl Georg Otto Heinrich Felix von Arnim, preußischer Politiker (* 1841)
- 28. Dezember: Ludwig Auer, deutscher christlicher Bildungsreformer, Schriftsteller, Verleger und Unternehmer (* 1839)

### Genaues Todesdatum unbekannt
- vermutlich im Januar: Ambrose Bierce, US-amerikanischer Erzähler (* 1842)
- Hermann Bürkle, deutscher Fußballspieler (* 1884)
- Joaquín Fabres, chilenischer Maler (* 1864)
- Friedrich Frevert, deutscher Lehrer und Heimatdichter (* 1841)